# Liste der Kulturdenkmale in Mittweida

Wappen von Mittweida

In der Liste der Kulturdenkmale in Mittweida sind die Kulturdenkmale der sächsischen Stadt Mittweida verzeichnet, die bis September 2024 vom Landesamt für Denkmalpflege Sachsen erfasst wurden (ohne archäologische Kulturdenkmale). Die Anmerkungen sind zu beachten.
Diese Aufzählung ist eine Teilmenge der Liste der Kulturdenkmale im Landkreis Mittelsachsen.

## Aufteilung
Wegen der großen Anzahl von Kulturdenkmalen in Mittweida werden die Kulturdenkmale in den Ortsteilen in Teillisten aufgeführt.
- Falkenhain
- Frankenau
- Kockisch
- Lauenhain
- Neudörfchen
- Ringethal
- Rößgen
- Tanneberg
- Thalheim
- Weißthal
- Zschöppichen

## Mittweida
| Bild                                    | Bezeichnung | Lage                                                                    | Datierung | Beschreibung | ID       |
| --------------------------------------- | --- | ----------------------------------------------------------------------- | --- | --- | -------- |
|                                         | Denkmalschutzgebiet Altstadt Mittweida (Vorschlag) | (Altstadt) (Karte)                                                      | Nach 1693 | Denkmalschutzgebiet Altstadt Mittweida (Vorschlag) | 09247599 |
| Direkt Bild zu diesem Denkmal hochladen | Grenzstein | (unbekannt)                                                             | 1546 | Mittweidaer Granit in Form eines Pyramidenstumpfes, der schräg im Boden liegt, ortsgeschichtlich von Bedeutung | 09237119 |
| Weitere Bilder                          | Empfangsgebäude einschließlich Bahnhofsrestaurant | Am Bahnhof 4 (Karte)                                                    | 1879 (Empfangsgebäude); 1900 (Restaurantanbau) | Zeittypischer Klinkerbau, wichtiger Verkehrspunkt der Industriestadt Mittweida, an den Strecken Chemnitz–Riesa (6255; sä. RC) und der Güterverkehrsstrecke Mittweida–Dreiwerden (6628; sä. MD), orts-, bau- und eisenbahngeschichtlich von Bedeutung. Empfangsgebäude und Bahnhofsrestaurant, erbaut 1900 in hellrotem Klinkermauerwerk, Gliederungselemente im Fenster- und Türbereich sowie Gurtgesims in dunkelrotem Klinker, Ziergiebel mit Schnitzwerk, verschiedene bauzeitliche Gestaltungselemente, darunter ein Waschbecken (siehe www.sachsenschiene.de). Bahnhofsanlage um 1852 eröffnet, 1879 und 1900 umgebaut. | 09237323 |
| Weitere Bilder                          | Ehemaliges Erziehungsheim (Sachgesamtheit) | Am Landratsamt 3 (Am Nesselbusch 9) (Karte)                             | 1911–1913 | Sachgesamtheit Erziehungsheim, mit folgenden Einzeldenkmalen: ehemaliges Schulgebäude (Haus 12), fünf ehemalige Unterkunftsgebäude (Haus 2, 3, 4, 5, 14), Pförtnerhaus (Haus 1) sowie Park mit Brücke (09307275), Kulturhaus (09237605), Figurengruppe (09237604) und Park mit Brücke (Gartendenkmal) sowie dem Gutshof „Dietrichshof“ (09307272, Am Nesselbusch 9); Heim vom Fürsorgeverband der Kreishauptmannschaft Leipzig als Beobachtungs- und Erziehungsanstalt für schwererziehbare Kinder und Jugendliche errichtet, abwechslungsreich gestaltete Bauten im zeittypischen Heimatstil, Fassaden mit Zierfachwerk und partieller Verbretterung, eingebettet in Landschaftspark mit bewegtem Bodenrelief, ab 1953 Nutzung als SED-Bezirksparteischule, dieser Zeitabschnitt durch Kulturhaus und Figurengruppe dokumentiert, bau-, orts- und sozialgeschichtlich von Bedeutung. Das Erziehungsheim für Fürsorgezöglinge wurde während der Nazi-Zeit als SS-Schule, nach dem Zweiten Weltkrieg als SED-Bezirksparteischule genutzt, heute beherbergen die Gebäude das Landratsamt Mittweida und andere öffentliche Einrichtungen. Stand bis 2003 ohne Angabe der Hausnummer in der Denkmalliste. | 09237592 |
|                                         | Plastik einer Figurengruppe, „Die Arbeiterklasse als führende und machtausübende Klasse“ (Einzeldenkmal der Sachgesamtheit 09237592) | Am Landratsamt 3 (Karte)                                                | 1974 | Einzeldenkmal der Sachgesamtheit Erziehungsheim; Auftragswerk der Bezirksparteischule der SED, Künstler war der Bildhauer Johannes Schulze, künstlerisch und kunstgeschichtlich von Bedeutung. Figurengruppe aus Beton vor dem Hauptgebäude des Landratsamtes (Hochhaus). | 09237604 |
| Weitere Bilder                          | Kultur- und Versammlungshaus (Einzeldenkmal der Sachgesamtheit 09237592) | Am Landratsamt 3 (Karte)                                                | Um 1953 | Einzeldenkmal der Sachgesamtheit Erziehungsheim; mehrgliedriger Putzbau im Stil 1950er Jahre, im loggiaartigen Eingangsbereich des Saalgebäudes Wandbild von Ernst Olbrich in Sgraffitotechnik, bau- und ortsgeschichtlich von Bedeutung. Gebäude in offener Bebauung, winkelförmige Anlage bestehend aus Kulturhaus mit klassizistisch gegliederter Giebelfront und rechtswinklig sich anschließenden Funktionsräumen, Eingangstüren störend, die Gebäudegruppe diente der SED-Bezirksparteischule als Kultur- und Schulungsgebäude. | 09237605 |
| Weitere Bilder                          | Ehemaliges Schulgebäude (Haus 12), fünf ehemalige Unterkunftsgebäude (Haus 2, 3, 4, 5, 14), Pförtnerhaus (Haus 1) sowie Park mit Brücke (Einzeldenkmal der Sachgesamtheit 09237592) | Am Landratsamt 3 (Karte)                                                | 1911–1913 | Einzeldenkmale der Sachgesamtheit Erziehungsheim; Heim vom Fürsorgeverband der Kreishauptmannschaft Leipzig als Beobachtungs- und Erziehungsanstalt für schwererziehbare Kinder und Jugendliche errichtet, abwechslungsreich gestaltete Bauten im zeittypischen Heimatstil, Fassaden mit Zierfachwerk und partieller Verbretterung, bau-, orts- und sozialgeschichtlich von Bedeutung | 09307275 |
| Direkt Bild zu diesem Denkmal hochladen | Gutsgehöft „Dietrichshof“: Vierseitige Hofanlage mit ehemaligen Ausbildungswerkstätten, Unterkünften, Gutsverwalterwohnung und Kraftfahrzeugschauer (Einzeldenkmal der Sachgesamtheit 09237592) | Am Nesselbusch 9 (Karte)                                                | 1911–1913 | Einzeldenkmal der Sachgesamtheit Erziehungsheim; Putzbauten im Heimatstil, abwechslungsreiche Baukörpergestaltung mit Zierfachwerk und Verbretterungen, auch im Innern prägende bauzeitliche Ausstattungselemente erhalten, orts- und sozialgeschichtliche Bedeutung | 09307272 |
| Weitere Bilder                          | Parkanlage Schwanenteich (Sachgesamtheit) | Am Schwanenteich (Karte)                                                | Angelegt 1878 | Sachgesamtheit Parkanlage Schwanenteich (Gartendenkmal) mit Teich und Gasthaus Schwanenschlösschen (Sachgesamtheitsteile); stadtbildprägend und ortsgeschichtlich von Bedeutung. - Abgrenzung: Am Schwanenteich, Weststraße, Heinrich-Heine-Straße, Am Sportplatz. - Geschichte: 1876/1877 Entstehung des heutigen Schwanenteiches, ursprünglich aus dem „Schilfteich“ und zwei weiteren Teichen hervorgegangen, 1878 Anlage der eigentlichen Schwanenteichanlage durch einen gewissen Behrens, der den Teich ausheben, eine Insel im Teich (Schwaneninsel) aufschütten und Wege anlegen ließ, 1905 Pflanzung einer „Schiller-Eiche“, 1914 Erweiterung der 45.000 m² großen Anlage um weitere 13.000 m² und einen weiteren kleinen Teich, - Bauliche Schutzgüter: - Gebäude: Schwanenschlösschen, Anfang des 20. Jahrhunderts erbaut - Erschließung: - Wegesystem: landschaftlich geschwungene Wege mit wassergebundener Decke - Gartenbauten: Gartenbrücke als Verbindung über den Schwanenteich zum Gasthaus Schwanenschlösschen - Wasserelemente: Schwanenteich mit Schwaneninsel und kleiner Teich - Vegetation: - Baumbestand: differenzierter Baumbestand aus u. a. verschiedenen Ahorn- (Acer) Buchen- (Fagus), Eichen- (Quercus), Linden- (Tilia) und Weidenarten (Salix), Kiefern (Pinus), Eiben (Taxus baccata) und Ginkgo (Ginkgo biloba), offenbar ursprünglich als Botanischer Garten oder Pflanzensammlung gedacht - Einzelbäume: Schillereiche (Quercus robur) mit Gedenkstein (1905) in der südwestlichen Ecke des Parks - Störfaktoren: Fichten-Pflanzung am östlichen Ufer des Schwanenteichs | 09237590 |
| Direkt Bild zu diesem Denkmal hochladen | Pumpenhaus (ehemalige Färberei Wilhelm Dehnert) | Am Stadtpark (Karte)                                                    | 1893–1894 | Zur Wasserversorgung der Färberei und Appretur-Anstalt Wilhelm Dehnert errichtet, turmartiger Putzbau in Bruchsteinmauerwerk, neugotische Gestaltung in Anlehnung an mittelalterlichen Wehrbau, orts- und baugeschichtliche Bedeutung | 09307557 |
|                                         | Zwei Mehrfamilienhäuser einer Wohnanlage sowie Gartenhäuschen | August-Bebel-Straße 5 (Damaschkestraße 14; Gartenstraße 25, 27) (Karte) | Um 1930 | Gebäudegruppe über L-förmigem Grundriss aus der Zeit um 1930, baugeschichtlich und städtebaulich von Bedeutung. Gebäude in Ecklage (Gartenstraße / Damaschkestraße / August-Bebel-Straße), Wohnanlage, bestehend aus zwei identischen, spiegelbildlich gestalteten, winkelförmigen Gebäuden, die trotz eines räumlichen Abstandes zusammen eine U-Form bilden, Putzbau mit Werksteinsockel, gedeckter Traufe, Kniestock und Eckerkern, Originalzustand beeinträchtigt durch Fenstereinbauten, im Hof: ein Pavillon mit Pagodendach, früher vermutlich Werkstattschuppen. | 09237556 |
|                                         | Wohnhaus in halboffener Bebauung mit Ladeneinbau | Bahnhofstraße 16a (Karte)                                               | Um 1900 | In Stilformen des Historismus der Zeit um 1900 errichteter Bau mit Ladeneinrichtung aus der Erbauungszeit, baugeschichtlich und städtebaulich von Bedeutung. Gebäude in gemischter Bebauung, Putzbau mit Putznutung, Eckrisalit mit Zwerchgiebeln und zweigeschossigem Eckerker, bauplastische Formen im Stil des Historismus, innen: Ladeneinrichtung aus der Erbauungszeit zum Teil verkleidet. | 09237316 |
|                                         | Mietshaus in halboffener Bebauung | Bahnhofstraße 17 (Karte)                                                | Um 1895 | Teil des Doppelwohnhauses Bahnhofstraße 17–19, Klinkerfassade in Stilformen des gründerzeitlichen Historismus, baugeschichtlich und städtebaulich von Bedeutung. Dreigeschossiger Wohnbau in Klinkermischbauweise, umlaufender Steinsockel in Polygonmauerwerk, bauplastische Formen im Stile des Historismus. Originale Einfriedung abgebrochen. | 09237300 |
|                                         | Mietshaus in geschlossener Bebauung | Bahnhofstraße 18 (Karte)                                                | Um 1895 | Putzbau in Stilformen des gründerzeitlichen Historismus, baugeschichtlich und städtebaulich von Bedeutung. Gebäude in geschlossener Bebauung, Klinkermischbauweise, umlaufender Sockel in Polygonmauerwerk, in Gebäudemitte zweigeschossiger Erker, bauplastische Formen im Stil des Historismus. | 09237315 |
|                                         | Mietshaus in halboffener Bebauung | Bahnhofstraße 19 (Karte)                                                | Um 1895 | Teil des Doppelwohnhauses Bahnhofstraße 17–19, Klinkerfassade in Stilformen des gründerzeitlichen Historismus, baugeschichtlich und städtebaulich von Bedeutung. Dreigeschossiger Wohnbau in Klinkermischbauweise, umlaufender Steinsockel in Polygonmauerwerk, bauplastische Formen im Stile des Historismus. Originale Einfriedung abgebrochen. | 09237301 |
|                                         | Wohnhaus in offener Bebauung | Bahnhofstraße 22 (Karte)                                                | Bezeichnet mit 1891 | Historistischer Putzbau mit reicher Gliederung und Holzveranda, baugeschichtlich und stadtentwicklungsgeschichtlich von Bedeutung. Gebäude in offener Bebauung, Gebäudegliederung durch Mittelrisalit mit geschweiftem Giebel, Putznutung, umlaufender Sockel in Polygonmauerwerk, bauplastischer Schmuck in Formen des Historismus, zweigeschossiger Wintergartenanbau in Holzbauweise. | 09237313 |
|                                         | Mietshaus in halboffener Bebauung und zwei Torpfeiler | Bahnhofstraße 27 (Karte)                                                | Um 1895 | Gründerzeitliche Klinkerfassade, baugeschichtlich und städtebaulich von Bedeutung. Mietshaus in gemischter Bebauung, Klinkermischbauweise, umlaufender Sockel in Polygonmauerwerk, bauplastische Formen im Stil des Historismus, originale Torpfeiler noch vorhanden. | 09237304 |
|                                         | Wohnhaus und Produktionsgebäude | Bahnhofstraße 29 (Karte)                                                | Bezeichnet mit 1892 | Historistischer Putzbau mit flachem Seitenrisalit und Erker, das angebaute Produktionsgebäude mit geschweiftem Giebel, baugeschichtlich von Bedeutung. Gebäudeanlage in offener Bebauung, verputzt, bauplastische Formen im Stile des Historismus bzw. der Neorenaissance. | 09237305 |
|                                         | Wohnhaus in offener Bebauung, Produktionsgebäude und Nebengebäude | Bahnhofstraße 32 (Karte)                                                | Bezeichnet mit 1898 (Fabrikgebäude); bezeichnet mit 1899 (Wohnhaus)                                                                                  | Wohnhaus in Stilformen des Historismus aus der Zeit um 1900, bau- und ortsgeschichtlich von Bedeutung. Klinkermischbauweise, zweigeschossiger Eckerker mit Walmhelm, Windfang in Holzbauweise, bauplastische Formen im Stil des Historismus, Rückseite: Produktionsgebäude in Klinkermischbauweise, Nebengebäude mit Fachwerk und Klinkerausfachung. Laden 2014 gestrichen. | 09237312 |
|                                         | Villa (ohne Anbauten) | Bahnhofstraße 58 (Karte)                                                | Um 1895 | Schlichter Putzbau aus der Zeit um 1900 mit Mittelrisalit und Porphyrtuffgewänden, baugeschichtlich von Bedeutung. Putzbau mit Mittelrisalit, bauplastische Formen in Porphyrtuff im Stil des Klassizismus, Störung: Anbau. | 09237307 |
|                                         | Verwaltungsgebäude und Fabrikgebäude einer Fabrikanlage | Bahnhofstraße 70 (Karte)                                                | Nach 1900 | Verwaltungsgebäude Putzbau mit barockisierenden Stilelementen, Fabrikgebäude mit straßenbildprägendem Sheddach, bau- und ortsentwicklungsgeschichtlich von Bedeutung. Gebäudeanlage in offener Bebauung, verputzt, umlaufender Sockel in Polygonmauerwerk. - Verwaltungsgebäude: gegliedert durch Seitenrisalite mit geschweiften Giebeln, steiles französisches Mansarddach mit stehenden Gaupe, Störung an einer Giebelseite - Produktionsgebäude: mit einem Sheddach versehenes großes Produktionsgebäude, zur Straßenseite mit geschweiftem Giebel | 09237033 |
|                                         | Wohnhaus in geschlossener Bebauung | Brühl 1 (Karte)                                                         | Nach 1693 | Bürgerhaus mit Fachwerk im Obergeschoss, baugeschichtlich und städtebaulich von Bedeutung. Zweigeschossig, auf Steinsockel, im ersten Obergeschoss Fachwerk, hier unregelmäßige Fensterachsen, Fenstergewände mit tieferliegenden Steinfaschen, im Erdgeschoss: Stichbogenportal mit Schlussstein (1775), Türe neu, störende Fenstereinbauten, steiles Satteldach mit Dachhecht, keine originale Deckung, profiliertes Traufgesims. | 09237072 |
|                                         | Wohnhaus in geschlossener Bebauung | Brühl 2 (Karte)                                                         | Bezeichnet mit 1715 im Schlussstein | Bürgerhaus in Stilformen des Barock, baugeschichtlich und städtebaulich von Bedeutung. Zweigeschossiger Putzbau mit Porphyrsockel, abgetrepptes Satteldach mit Dachhechten, profiliertes Traufgesims, keine originale Deckung, im Erdgeschoss Barockgewände mit Schlussstein (1715), Barockportal, profilierte Porphyrfenstergewände, Störung durch zusätzliche Eingangstür und Ganzglasfensterscheiben, im Obergeschoss regelmäßige Fensterachsen mit Porphyrfaschen, innen: Umbau erste Hälfte 19. Jahrhundert (Treppenanlage), Keller: Tonnengewölbe. | 09237073 |
|                                         | Wohnhaus in halboffener Bebauung und Ecklage sowie Hinterhaus | Brühl 3 (Karte)                                                         | Nach 1693 | Barockes Bürgerhaus, in Stilformen des Klassizismus überformt, baugeschichtlich, städtebaulich und straßenbildprägend von Bedeutung. Putzbau, zweigeschossig, steiles Satteldach, keine Originaldeckung, Erdgeschoss um 1825 überformt, klassizistisches Portal, großes Fenster mit profiliertem Steingewände, im Obergeschoss unregelmäßige Fensterachsen, Fenstergewände aus Stein, leicht zurückgesetzt, Fachwerk unter Putz, Giebeldreieck mit Kunstschiefer verkleidet, Hinterhaus: zweigeschossiger Putzbau, im Obergeschoss Fachwerk, Oberlaubeneingang an Hofseite, Obergeschoss und Erdgeschoss Fenstergewände aus Porphyr, steiles Satteldach mit Biberschwanzdeckung. | 09237074 |
|                                         | Wohnhaus in geschlossener Bebauung und Hinterhaus | Brühl 6 (Karte)                                                         | Nach 1693 | Barockes Bürgerhaus mit Treppenhausturm, später überformt, baugeschichtlich und städtebaulich von Bedeutung. - Wohnhaus: Putzbau, (zwei Häuser zusammengefasst), zweigeschossig, steiles Satteldach, keine Originaldeckung, Traufgesims aus Holz mit Schiffchenkehlen, Fensterachsen in Erdgeschoss und Obergeschoss regelmäßig, barockes Portalgewände mit Schlussstein und Jahreszahl, barocke Toreinfahrt (Türe neu), Rückseite: Fachwerk im Obergeschoss, zweigeschossiger Treppenhausturm - Hinterhaus: zweigeschossig, Satteldach, keine Originaldeckung, Erdgeschoss massiv, Außentreppe im Obergeschoss, Fachwerk im Obergeschoss verbrettert, Giebeldreieck verschiefert | 09237076 |
|                                         | Wohnhaus in ehemals geschlossener Bebauung | Brühl 7 (Karte)                                                         | Nach 1693 | Barockes Bürgerhaus, mit Laden, später überformt, baugeschichtlich und städtebaulich von Bedeutung. Putzbau, zweigeschossig, Satteldach umgeformt zu Mansarddach, profiliertes Traufgesims mit stehender Gaupe, im Erdgeschoss Ladeneinbau, im Obergeschoss regelmäßige Fensterachsen. | 09237077 |
|                                         | Wohnhaus in halboffener Bebauung und Ecklage sowie Hinterhaus | Brühl 9 (Karte)                                                         | Nach 1693 | Barockes Bürgerhaus mit Laden, nach 1900 überformt, baugeschichtlich, städtebaulich und straßenbildprägend von Bedeutung. - Wohnhaus: Putzbau, zweigeschossig, steiles Satteldach mit Pappschindeln, einfach stehender Dachstuhl, profiliertes Traufgesims, Fassade Waldheimer Straße: im Erdgeschoss ursprünglich zwei Ladeneinbauten jetzt zu einem Laden zusammengefasst, Außenverkleidung mit Fliesen wirkt fremdartig, im Obergeschoss drei Fensterachsen mit Steingewände, Ganzglasfenster - Fassade Brühl: Fenster im ersten und zweiten Obergeschoss zum Teil unregelmäßig, Fenstergewände teilweise profiliert, Fassade durch Fliesen gestört, Dreieckgiebel mit rechteckigen Holzschindeln im Fischgrätmuster gedeckt - innen: Bodenbelag, Wand- und Deckenverkleidung der Ladeneinrichtung noch original, Keller mit Tonnengewölbe, im Keller und ersten Obergeschoss Durchgänge zu Markt Nummer 13 - Hinterhaus: profilierte Fenstergewände, Rundbogenfenster mit Schlussstein, Fachwerk Giebelseite innen: im Erdgeschoss Kreuzgratgewölbe mit Gurtbogen (1. Hälfte 18. Jahrhundert), Satteldach, doppelt liegender Dachstuhl | 09237071 |
| Weitere Bilder                          | Eisenbahnbrücke über Burgstädter Straße und Altmittweidaer Bach | Burgstädter Straße (Karte)                                              | 1905/1906 | Straßenbildprägendes Pendelpfeilerviadukt aus Stahlfachwerk und -vollwandträgern der Bahnstrecke Mittweida–Dreiwerden/Ringethal (6628; sä. MD), Ingenieurbauwerk von eisenbahn- und technikgeschichtlicher Bedeutung. Mehrfeldrige, eingleisige Eisenbahnbrücke mit oben liegender Fahrbahn über die Burgstädter Straße und den Altmittweidaer Bach, Abmessungen: Länge 99 m, Höhe 18 m, Breite 3 m, Konstruktion: die Öffnung über die Straße sowie den parallel verlaufenden Bach wird mit einem Stahlfachwerkträger (genietet, überwiegend parallelgurtig, beim jeweils äußersten Gefach Untergurt schräg zum Pendelpfeiler abfallend, mit Auslegern zu beiden Seiten der Pendelpfeiler, diese als Kragträger wirkend) überbrückt, an beiden Enden schließt sich jeweils ein Stahlvollwandträger (ebenfalls genietet, mit geknicktem Untergurt) über die eine östliche und die drei westlichen Öffnungen an (die drei westlichen Öffnungen werden dabei mittels eines Durchlaufträgers überbrückt), beide Vollwandträger sind zwischen die als Kragträger wirkenden Ausleger des zentralen Stahlfachwerkträgers sowie die gemauerten Widerlagern eingehängt, dabei lagert der westliche Durchlaufträger auf drei Natursteinpfeilern aus Porphyrmauerwerk, die einen rechteckigen Grundriss aufweisen und sich nach oben verjüngen, die Widerlager zu beiden Seiten des Tals sind ebenfalls aus Porphyrmauerwerk und schließen jeweils an einen Bahndamm an, die beiden Pendelpfeiler bestehen aus Stahlfachwerk und sind gelenkig mit dem Stahlfachwerkträger sowie den gemauerten Fundamenten verbunden, auf den Brückenträgern sind die (zwecks Aufnahme eines beidseitigen Bediensteges) weit überstehenden Brückenschwellen gelagert, das zugehörige schlichte Geländer sowie die Gleise haben sich ebenfalls erhalten, das den Taleinschnitt prägende Viadukt ist Zeugnis einer für die Industriebetriebe im Mittweidaer Zschopautal äußerst wichtigen verkehrstechnischen Erschließung, zudem großer Seltenheitswert aufgrund der eigenwilligen Konstruktion eines auf Pendelpfeilern gelagerten Trägers mit Auslegern, damit von großer eisenbahn- und vor allem technikgeschichtlicher Bedeutung. | 09306004 |
|                                         | Wohnhaus in halboffener Bebauung | Burgstädter Straße 27 (Karte)                                           | Um 1830, im Kern älter | Bürgerhaus des frühen 19. Jahrhunderts, vermutlich mit älterer Bausubstanz, baugeschichtlich und städtebaulich von Bedeutung. Putzbau mit regelmäßigen Fensterachsen, Krüppelwalm mit Dachhecht, Portalanlage nicht mehr vorhanden. | 09237542 |
|                                         | Zwei Produktionsgebäude mit Sheddachhalle einer Weberei (Plüschweberei-Fabrik) | Burgstädter Straße 54 (Karte)                                           | 1875 (Erweiterungsbau der Werkzeugmaschinenfabrik und Sheddachhalle); 1928 (zweigeschossiges Gebäude)                                                | Qualitätvolles Beispiel im Industriebau des ausgehenden 19. Jahrhundert und daher von baugeschichtlicher Bedeutung, darüber hinaus ortsgeschichtlich und wirtschaftsgeschichtlich bedeutend, ursprünglich bis 1915 wirtschaftlich bedeutende Werkzeugmaschinenfabrik für die Textilindustrie (Kratzenfabrik Louis Wilhelm Decker), nach 1915 Kauf durch Wilhelm Stache und Einrichtung seiner ursprünglich Chemnitzer Möbelstoffweberei in Mittweida, zudem bedeutend für Straßenbild. Produktionsgebäude Nummer 54 (1928) in Ecklage zur Heinrich-Heine-Straße im Stil des Historismus mit roten und gelben Klinker verkleidet, Produktionsgebäude (um 1875) im Hofraum mit Schornstein in Stilformen des Funktionalismus mit Sheddächern mit roten und gelben Klinker verkleidet, Notsicherung vorgenommen 2001, Schornstein vor 2017 abgebrochen. Geschichte: Werkzeugmaschinenfabrik (Kratzenfabrik) für die Textilindustrie von Louis Wilhelm Decker 1867 gegründet, ab 1872 Aktiengesellschaft, heutige Gestalt von um 1875 (Erweiterungsbau der Kratzenfabrik), Konkurs 1914, 1915 Kauf durch Wilhelm Stache und Einrichtung seiner ursprl. Chemnitzer Möbelstoffweberei in Mittweida („Plüschfabrik“), ab 1922 Kommanditgesellschaft, 1925 Anbau eines hangseitigen Querbaus, 1928 großer Anbau, Einbau der zwei-etagigen Produktionshalle an der Heinrich-Heine-Straße (baugleich mit den Gebäuden von 1875, 1946 unter sowjetische Treuhandverwaltung, 1953 verstaatlicht, bis 1990 im VEB Möbelstoff- und Plüschweberei Hohenstein-Ernstthal (Werk 2 Karl-Marx Stadt, Produktionsstätte Mittweida)), 1990 Einstellung der Produktion, Leerstand (?), 2000 Rückübertragung an den Enkel von Wilhelm Stache, seit um 2010 Nachnutzung als Lager/Werkstatt. | 09237529 |
|                                         | Ehemalige Ausspanne, später Gasthof „Destillation und Restaurant Bienenstock“ mit zwei angebauten Hinterhäusern sowie dem ehemaligen Pferdestall und daran anschließender Scheune | Chemnitzer Straße 1 (Karte)                                             | 18. Jahrhundert (nördliches integriertes Hinterhaus); nach 1805 (Gasthof); zwischen 1805 und 1835 (Hinterhaus)                                       | Städtebaulich dominanter Gebäudekomplex vorwiegend aus dem beginnenden 19. Jahrhundert und einem Hinterhaus vermutlich aus dem 18. Jahrhundert von großer hausgeschichtlicher, ortsgeschichtlicher sowie städtebaulicher Bedeutung. Der Gebäudekomplex Chemnitzer Straße 1 besteht aus dem direkt an der Straße stehendem Gasthofgebäude (1), einem in dieses Gebäude integriertem Hinterhaus (2), einem mit Haus 2 verbundenem eingeschossigen Hinterhaus (3) sowie dem südlich anschließenden eingeschossigem Pferdestall mit Scheune (4). Umlaufender Sockel in Zyklopenmauerwerk, bauplastische Formen im Stil des Historismus. Störungen: Fenster der Gauben nicht mehr original, Eingangstür wirkt wesensfremd. | 09305334 |
|                                         | Mietshaus in geschlossener Bebauung | Chemnitzer Straße 29 (Karte)                                            | Um 1905 | Historisierende Putzfassade, baugeschichtlich und städtebaulich von Bedeutung. Umlaufender Sockel in Zyklopenmauerwerk, bauplastische Formen im Stil des Historismus. Störungen: Fenster der Gauben nicht mehr original, Eingangstür wirkt wesensfremd | 09237580 |
|                                         | Ehemaliger Gasthof „Der Wind“ | Chemnitzer Straße 41 (Karte)                                            | Vor 1850 | Heute Wohnhaus, repräsentativer Putzbau mit markantem Zwerchhaus, bau- und ortsgeschichtlich von Bedeutung. Zweigeschossiger Putzbau, über der Mittelachse Zwerchhaus mit Giebel in Stilformen der Renaissance, an Rückseite Treppenhausturm, Krüppelwalm. | 09237581 |
| Weitere Bilder                          | Neuer Friedhof (Sachgesamtheit) | Chemnitzer Straße 45a (Karte)                                           | Nach 1900 (Friedhofsgestaltung) | Sachgesamtheit Neuer Friedhof mit den Einzeldenkmalen: Friedhofskapelle einschließlich der integrierten Leichenhalle, Gärtnereigebäude, Einfriedung, Grabmal Fam. Stache und Denkmal für die Gefallenen des Ersten Weltkrieges (siehe 09237582) sowie Friedhofsgestaltung (Gartendenkmal); Parkfriedhof mit bedeutender Gestaltungsqualität und gutem Erhaltungszustand, Baulichkeiten in Stilformen des Historismus und Jugendstils, ortsgeschichtliche, baugeschichtliche und gartenkünstlerische Bedeutung | 09301449 |
| Weitere Bilder                          | Friedhofskapelle einschließlich der integrierten Leichenhalle, Gärtnereigebäude, Denkmal für die Gefallenen des Ersten Weltkrieges, Einfriedung und Grabmal Familie Stache (Einzeldenkmale der Sachgesamtheit 09301449) | Chemnitzer Straße 45a (Karte)                                           | Um 1905 (Friedhofskapelle und Leichenhalle); nach 1918 (Kriegerdenkmal); um 1930 (Grabmal)                                                           | Einzeldenkmale der Sachgesamtheit Neuer Friedhof; Baulichkeiten in Stilformen des Historismus und Jugendstils, baugeschichtlich und ortsgeschichtlich von Bedeutung. Friedhofskapelle des „Neuen Friedhofs“ einschließlich der integrierten Leichenhalle und Wirtschaftsräume sowie dem Gärtnereigebäude und der Einfriedung, Baukörper der Friedhofskapelle mit Dachreiter deutlich nach Funktionen unterschieden, Gliederung des Baukörpers klassizistisch, plastische Reliefs in Zierformen des Jugendstils. Grabmal Stache: Sockel mit aufgesetzter Schrift, Aufbau in Naturstein – Darstellung einer überdimensionalen Urne mit Kreuz, umhüllt von in Falten gelegtem Tuch, laut Vermessungskarte heute Nummer 45 a. | 09237582 |
|                                         | Kirche St. Laurentius, Glockenturm und Einfriedung | Damaschkestraße 1 (Karte)                                               | 1907 (Kirche); 1589 (Gemälde) | Putzbau über Hausteinsockel mit Treppenturm und Glockenturm mit Dachreiter, bemerkenswerter Jugendstilbau, bau- und ortsgeschichtlich von Bedeutung. Kirchengebäude erhebt sich über kreuzförmigem Grundriss, in dem Glockenturm mit Dachreiter und Treppenhausturm mit Welscher Haube integriert sind, Gebäude verputzt, umlaufender Sockel in Polygonmauerwerk, Dekorationsformen im Stil des Historismus bzw. Jugendstils. Störungen durch veränderte Nutzung als Wohn- oder Gemeindehaus bzw. Pfarramt, Reste der ursprünglichen Einfriedung noch erkennbar. | 09237557 |
|                                         | Zwei Mehrfamilienhäuser einer Wohnanlage sowie Gartenhäuschen | Damaschkestraße 14 (August-Bebel-Straße 5; Gartenstraße 25, 27) (Karte) | Um 1930 | Gebäudegruppe über L-förmigem Grundriss aus der Zeit um 1930, baugeschichtlich und städtebaulich von Bedeutung. - Wohnanlage: bestehend aus zwei identischen, spiegelbildlich gestalteten, winkelförmigen Gebäuden, die trotz eines räumlichen Abstandes zusammen eine U-Form bilden, Putzbau mit Werksteinsockel, gedeckter Traufe, Kniestock und Eckerkern, Originalzustand beeinträchtigt durch Fenstereinbauten - im Hof: ein Pavillon mit Pagodendach, früher vermutlich Werkstattschuppen | 09237556 |
|                                         | Wohnhaus in geschlossener Bebauung | Dr.-Wilhelm-Külz-Straße 15 (Karte)                                      | Um 1870 | Qualitätvolles, frühes Historismusgebäude mit reicher Fassadengliederung, baugeschichtlich und städtebaulich von Bedeutung. Zweigeschossiger Putzbau auf Werksteinsockel, bauplastischer Schmuck und Reliefs, Konsolgesims, in gutem Originalzustand. | 09237425 |
|                                         | Wohnhaus in halboffener Bebauung | Dr.-Wilhelm-Külz-Straße 28 (Karte)                                      | Um 1870 | Historistischer Putzbau, baugeschichtlich und städtebaulich von Bedeutung. Zweigeschossiger Putzbau auf Werksteinsockel, Betonung der Fassade durch flachen, übergiebelten Mittelrisalit, im Giebeldreieck Relief, Satteldach. | 09237424 |
|                                         | Gasthaus (ehemaliges Schützenhaus) | Dr.-Wilhelm-Külz-Straße 36 (Karte)                                      | 1825 | In Stilformen des frühen 19. Jahrhunderts errichteter Putzbau, baugeschichtlich, ortsgeschichtlich und straßenbildprägend von Bedeutung. Zweigeschossiger Putzbau mit 5 zu 10 Achsen, Portalanlage und Gedenktafel im Stil des Klassizismus, Krüppelwalm, vermutlich mit älterer Bausubstanz. | 09237427 |
|                                         | Wohnhaus in geschlossener Bebauung | Frankenberger Straße 1 (Karte)                                          | Nach 1800, im Kern eventuell älter | Barockes Bürgerhaus, baugeschichtlich und städtebaulich von Bedeutung | 09237399 |
|                                         | Gasthof in geschlossener Bebauung einschließlich Hofbauten | Freiberger Straße 7 (Karte)                                             | Um 1780 | Barocker Putzbau, ehemalige Stadtrandbebauung mit vermutlich älterer Bausubstanz, bau-, stadtentwicklungs- und ortsgeschichtlich von Bedeutung. Zweigeschossiger Putzbau, acht Fensterachsen, großes mittiges Eingangsportal im Barockstil, um 1900 Fassade überformt, Einbau der Innenrichtung der Gaststätte zur selben Zeit, Mansarddach. | 09237429 |
|                                         | Wohnhaus in halboffener Bebauung | Freiberger Straße 25 (Karte)                                            | Um 1840, im Kern eventuell älter | Obergeschoss Fachwerk, baugeschichtlich und städtebaulich von Bedeutung. Erdgeschoss massiv, Obergeschoss Fachwerk verputzt, Satteldach, ehem. Stadtrandbebauung, vermutlich mit älterer Bausubstanz | 09237434 |
|                                         | Wohnhaus in halboffener Bebauung und Ecklage | Freiberger Straße 38 (Karte)                                            | Um 1700 | Breit gelagerter barocker Baukörper, baugeschichtlich und straßenbildprägend von Bedeutung. Obergeschoss ehemals vermutlich Fachwerk, heute wohl massiv ersetzt, vermutlich noch Fachwerk im Giebel, steiles Satteldach, späterer Ladeneinbau. | 09237442 |
|                                         | Wohnhaus (mit Anbau) in geschlossener Bebauung und Ecklage | Freiberger Straße 42 (Karte)                                            | Um 1800 | Stattliches Bürgerhaus des späten 18. Jahrhunderts, baugeschichtlich, städtebaulich und straßenbildprägend von Bedeutung. Putzbau mit unregelmäßigen Fensterachsen, an der Giebelseite im Obergeschoss und im Giebelbereich vermutlich noch Fachwerk, Zwerchhaus im Dach um 1850, im Erdgeschoss Ladeneinbau (um 1900), Satteldach einseitig mit Krüppelwalm, Rückseite: winkelförmiger Anbau. | 09237443 |
|                                         | Wohnhaus in halboffener Bebauung und Ecklage | Frongasse 6 (Karte)                                                     | Um 1895 | Historisierender Putzbau, baugeschichtlich und städtebaulich von Bedeutung. Wohnhaus in gemischter Bebauung, Seitenrisalit mit Zwerchhaus, umlaufender Sockel in Polygonmauerwerk, Putzbau mit Putznutungen, bauplastischer Schmuck in Stilformen des Historismus. | 09237478 |
|                                         | Mehrfamilienhaus einer Wohnanlage mit Einfriedung | Gartenstraße 23, 23a, 23b (Karte)                                       | Um 1930 | Aus einem Mittelteil und zwei Seitenflügeln bestehende Gebäudegruppe über U-förmigem Grundriss aus der Zeit um 1930, baugeschichtlich und städtebaulich von Bedeutung. Putzbau, Horizontalgliederung: durch Klinkersockel, Brüstungsgesimse, gedeckte Traufe, durchlaufender Kniestock, Baukörper bestehend aus einem Mittelteil und zwei Seitenflügeln, in den Gebäudeecken runde Treppenhaustürme mit Helm, Vertikalgliederung: durch regelmäßige Fensterachsen, Portalbereiche und Erker, ursprüngliche Einfriedung noch vorhanden. | 09237555 |
|                                         | Zwei Mehrfamilienhäuser einer Wohnanlage sowie Gartenhäuschen | Gartenstraße 25, 27 (August-Bebel-Straße 5, Damaschkestraße 14) (Karte) | Um 1930 | Gebäudegruppe über L-förmigem Grundriss aus der Zeit um 1930, baugeschichtlich und städtebaulich von Bedeutung. - Wohnanlage: bestehend aus zwei identischen, spiegelbildlich gestalteten, winkelförmigen Gebäuden, die trotz eines räumlichen Abstandes zusammen eine U-Form bilden, Putzbau mit Werksteinsockel, gedeckter Traufe, Kniestock und Eckerkern, Originalzustand beeinträchtigt durch Fenstereinbauten - im Hof: ein Pavillon mit Pagodendach, früher vermutlich Werkstattschuppen | 09237556 |
|                                         | Straßenbrücke über die Zschopau | Hainichener Straße (Karte)                                              | 1895 | Dreibogige Natursteinbrücke mit zwei kräftigen Mittelpfeilern, baugeschichtlich, technikgeschichtlich und straßenbildprägend von Bedeutung | 09305381 |
|                                         | Waldpark (Goethehain, ehemals Bismarck-Hain) | Hainichener Straße (Karte)                                              | 1895/1900 | Als Bismarckhain 1895 bis 1900 angelegt, landschaftsgestalterisch bedeutsam. - Geschichte: 1895 bis 1900 entstand der frühere Bismarckhain (36.000 m²), 1909/1910 Erweiterung und Anlage eines Teichs durch den Verein, seit 1945 Goethehain - Bauliche Schutzgüter: - Erschließung: - Wegesystem: landschaftliche, der Topographie angepasste Wegeführung, drei Hauptwege etwa in Nord-Süd-Richtung verlaufend, westlicher Weg an den Kleingartenanlage, mittlerer Weg am Hang, östlicher Weg am Fuße des Hangs und an der Grenze zur ehemaligen Baumwollweberei - Treppen: zweiarmige Treppe aus Porphyr vom Hang-Weg nach oben zu einer platzartigen Fläche führend - Zugänge: Treppe von der Hainichener Straße, zwei Zugänge von der Kleingartenanlage westlich des Goethehains, ein Zugang von der Kleingartenanlage südöstlich des Parks - Gartenausstattung: zwei Sitzplätze mit Blick in die Landschaft am Hang-Weg, nischenartige Ausformung mit Stützmauern aus Bruchstein und je zwei Steinbänken, weitere Sitzplatz südlich des Teiches, datiert 1908 - Wasserelemente: Teich im südlichen Bereich des Goethehains, der sein Wasser aus einem von Südwesten kommenden Wasserlauf mit kleinen Staustufen speist - Vegetation: - Baumbestand: waldartiger Baumbestand aus den verschiedensten heimischen und fremdländischen Gehölzen - Hecken und Sträucher: Rhododendrenpflanzung entlang des Teiches und des Wasserlaufes - Sonstige Schutzgüter: - Bodenrelief: Gelände von Westen nach Osten abfallend - Blickbeziehung: verschiedene Blicke vom Hang-Weg nach Osten in die Landschaft, Blick vom nördlichen Sitzplatz nach Nordosten Richtung Zschopau - Störelemente: Wildaufwuchs in einigen Bereichen der Anlage, Jägerzaun um den Teich | 09237591 |
|                                         | Mietshaus in geschlossener Bebauung | Hainichener Straße 1 (Karte)                                            | Um 1925 | Im historisierenden Stil der 1920er Jahre errichteter Putzbau, bau- und stadtentwicklungsgeschichtlich von Bedeutung. Putzbau, Sockel in Polygonmauerwerk, Fassadenschmuck im historisierenden Stil der 20er Jahre, Mansarddach mit stehenden Gauben und Dachhecht. | 09237560 |
|                                         | Wohnhaus in offener Bebauung und Einfriedung | Hainichener Straße 2b (Karte)                                           | Um 1930 | Im Stil der neuen Sachlichkeit errichteter Putzbau, baugeschichtlich, städtebaulich und straßenbildprägend von Bedeutung. Baukörper bestehend aus drei kubischen in der Höhe gestaffelte Gebäudeteile, Putzbau, mit Dekorationselementen in gebranntem Klinker, Gebäude flach gedeckt, ursprüngliche Einfriedung überwiegend noch vorhanden, Sockel in Polygonmauerwerk, Fassade im historisierenden Stil der 1920er Jahre. | 09237563 |
|                                         | Mietshaus in geschlossener Bebauung | Hainichener Straße 3 (Karte)                                            | Um 1925 | Im historisierenden Stil der 1920er Jahre errichteter Putzbau, baugeschichtlich und stadtentwicklungsgeschichtlich von Bedeutung. Putzbau, Sockel in Polygonmauerwerk, Fassadenschmuck im historisierenden Stil der 20er Jahre, Laden im Erdgeschoss, Mansarddach, Zwerchhaus mit Krüppelwalm. Störung: Fenster zum Teil nicht mehr original. | 09237561 |
| Weitere Bilder                          | Pfarrhaus und zwei Wohnhäuser (ein Gebäude mit drei Hauseinheiten) in offener Bebauung sowie Einfriedung | Hainichener Straße 12, 14, 16 (Karte)                                   | 1870 | Repräsentative Klinkerfassade im Stil des Historismus, der mittlere Teil des Gebäudes ist das Pfarrhaus, bau- und ortsgeschichtlich von Bedeutung. Baukörper durch Seitenrisalite mit Erkern, sowie Mittelrisalit mit Erker und Zwerchhaus in drei Teile gegliedert, Fassade mit Verkleidung in rotem bzw. glasiertem Klinker, bauplastische Zierformen im Stil des Historismus, in gutem Originalzustand, Sockel in Polygonmauerwerk, Fassade im historisierenden Stil der 1920er Jahre. | 09237564 |
|                                         | Wohnhaus in halboffener Bebauung und Hinterhaus | Hainichener Straße 32 (Karte)                                           | Um 1780 | Teil einer Häuserzeile aus dem späten 18. Jahrhundert, baugeschichtlich und städtebaulich von Bedeutung. Bürgerhaus des 18. Jahrhunderts, zu Beginn des 20. Jahrhunderts überformt, zweigeschossiger Putzbau Fassade durch regelmäßige Fensterachsen gegliedert, Satteldach mit Dachhecht, Giebel verschiefert. Rückseite: Nebengebäude im Obergeschoss mit Fachwerk, in gutem Originalzustand. | 09237565 |
|                                         | Nebengebäude | Hainichener Straße 34 (Karte)                                           | Um 1780 | Hofseitig Obergeschoss Fachwerk verbrettert, Rückgebäude eines Bürgerhauses des späten 18. Jahrhunderts, baugeschichtlich von Bedeutung. Im Obergeschoss mit Fachwerk, Satteldach mit Schiefereindeckung und dreieckförmigen Fledermausgauben. Störung: Anbauten an Rückseite. | 09237566 |
|                                         | Wohnhaus in geschlossener Bebauung | Hainichener Straße 36 (Karte)                                           | Um 1780 | Obergeschoss Fachwerk, Teil einer Häuserzeile aus dem späten 18. Jahrhundert, baugeschichtlich und städtebaulich von Bedeutung. Putzbau in geschlossener Bebauung, Teil einer Häuserreihe des späten 18. Jahrhunderts, Fachwerk im Obergeschoss verputzt, regelmäßige Fensterachsen, bauplastischer Schmuck der Fassade entfernt. | 09237567 |
|                                         | Wohnhaus in ehemals geschlossener Bebauung | Hainichener Straße 39 (Karte)                                           | Vor 1800 | Teil einer Häuserzeile aus dem späten 18. Jahrhundert, später überformt, baugeschichtlich und städtebaulich von Bedeutung. Zweigeschossiger Putzbau mit regelmäßigen Fensterachsen, klassizistisches Portalgewände, Satteldach mit Dachhecht. | 09237571 |
|                                         | Wohnhaus in geschlossener Bebauung | Hainichener Straße 41 (Karte)                                           | Bezeichnet mit 1792 | Teil einer Häuserzeile aus dem späten 18. Jahrhundert, baugeschichtlich und städtebaulich von Bedeutung. Obergeschoss eventuell Fachwerk verputzt, mit unregelmäßigen Fensterachsen, barockes Portalgewände mit der Jahreszahl „1792“, Satteldach mit Dachhecht. | 09237572 |
|                                         | Wohnhaus in geschlossener Bebauung | Hainichener Straße 48 (Karte)                                           | Vor 1800 | Obergeschoss Fachwerk, Teil einer Häuserzeile aus dem späten 18. Jahrhundert, baugeschichtlich und städtebaulich von Bedeutung. Obergeschoss Fachwerk verputzt, unregelmäßige Fassadengliederung, Satteldach mit überdimensionierter Schleppgaube. | 09237569 |
|                                         | Wohnhaus in geschlossener Bebauung | Hainichener Straße 53 (Karte)                                           | Um 1860 | Gründerzeitlicher Putzbau, baugeschichtlich und städtebaulich von Bedeutung. Zweigeschossiger Putzbau, regelmäßig gegliederte Fassade, Mansarddach mit großem Zwerchhaus. | 09237574 |
|                                         | Fabrikgebäude einer ehemaligen Baumwollweberei und Reste der ursprünglichen Einfriedung (Baumwollweberei AG, später VEB Wäscheunion) | Hainichener Straße 60 (Karte)                                           | Um 1895 | Zeittypischer Klinkerbau mit Sheddach, baugeschichtlich, technikgeschichtlich und straßenbildprägend von Bedeutung. Fabrikgebäude in offenem Gelände, in Ecklage (Hainichener Straße / Industrieweg), Gebäudeanlage mit Treppenhausturm und Sheddach, Klinkerfassade aus rotem Klinker mit Zierformen in gelbem Klinker, Reste der ursprünglichen Einfriedung noch erhalten. Zweigeschossiger Klinkerbau, Sheddächer, über Haupteingang turmartiger schmückender Aufbau. 2021 größtenteils abgerissen. Nur der historische Treppenturm und ein Nebengebäude blieben erhalten. | 09237576 |
| Weitere Bilder                          | Westliches Verwaltungsgebäude mit Werktor, Pforte und Resten der Einfriedung, Spinnereigebäude mit angebautem nördlichem Turbinenhaus und Wappenstein, östlich gelegenes weiteres Spinnereigebäude mit Kesselhaus und südliche Fabrikantenvilla einer ehemaligen Baumwollspinnerei, Reste des ehemaligen Mühlenkanals mit Einlaufschützen und Schieberhaus sowie Uferbefestigung des Flusses, Wehr über die Zschopau | Hainichener Straße 66 (Karte)                                           | 1885 (Fabrikantenvilla); vermutlich um 1800 (Wappen); 1884–1906 (Spinnerei)                                                                          | Regionalgeschichtlich bedeutsamer Fabrikkomplex mit Produktionsgebäuden mehrerer Bauphasen von hohem baugeschichtlichem, industriegeschichtlichem und technikgeschichtlichem Wert. Fabrikanlage in offenem Gelände umfasst mehrere Produktionsgebäude, die zwischen 1884 und 1906 in mehreren Bauphasen entstanden sind: - 1884 Produktionsgebäude, ein roter Klinkerbau (Abbruch vor 2014) - 1888–1890 Anbau in gelbem Klinker - 1894–1895 Gebäude mit Mittelrisalit in gelbem Klinker - 1905–1906 Anbau in rotem Klinker (Abbruch vor 2014) Zur Fabrikanlage gehören noch ein Brunnenhaus (Lage?), auf dem Gelände die Fabrikantenvilla in Stilformen des Klassizismus aus der Zeit um 1885, das Verwaltungsgebäude in Formen der deutschen Renaissance kam 1895 hinzu, die Einfriedung ist noch erhalten, Bezeichnung der Häuser laut Lageplan: Badehaus entspricht Haus 16, Villa entspricht Haus 12, Direktionsgebäude entspricht Haus 1, Spinnereigebäude A, B, C, D, E entsprechen Häusern 2, 3, 4, 5, 7. Abbruch der Gebäude A, D, E (zw. 2012 und 2014). - Schlauchwehr: erneuert vor 2010, Höhe 2,10 m, Obergrabenlänge 101,75 m, Fischaufstiegstreppe - Turbinenhaus: massiv, verputzt, Satteldach, Kaplan-Turbine in Betrieb, Rechen erneuert, Schieberhaus - Historisches: Erste Spinnmühle um 1816, wahrscheinlich entstammt auch das Wappen aus dieser Zeit. Die Gebäude entstanden nach der neuerlichen Firmengründung von 1884. Davon sind noch erhalten zwei Produktionsgebäude in gelbem Klinker, die Villa und das Verwaltungsgebäude mit Einfriedung und darüber hinaus das Turbinenhaus am Wassergraben sowie das Wehr. | 09237577 |
|                                         | Villa mit Resten der Einfriedung | Hainichener Straße 87 (Karte)                                           | Um 1900 | Repräsentative, historistische Fassade in Klinkermischbauweise, baugeschichtlich von Bedeutung. Repräsentativ in Klinkermischbauweise, Wintergarten im Erdgeschoss mit Jugendstilfenstern, umlaufender Sockel in Polygonmauerwerk, bauplastische Formen im Stil des Historismus, Reste der originalen Einfriedung noch erhalten. | 09237575 |
| Direkt Bild zu diesem Denkmal hochladen | Baracke eines ehemaligen KZ-Außenlagers des KZ Flossenbürg | Heinrich-Heine-Straße (Karte)                                           | 1944–1945 | Massivbau, Unterkunft bzw. Dienstlokal für die Wachmannschaft, zeit-, orts- und regionalgeschichtliche sowie baugeschichtliche und wissenschaftliche Bedeutung | 09307558 |
|                                         | Mietshaus in geschlossener Bebauung und Ecklage | Heinrich-Heine-Straße 23 (Karte)                                        | Um 1895 | Anspruchsvoll gestalteter Mietsbau, qualitätvolle mehrfarbige Fassadengestaltung in Werkstein und Klinker, baugeschichtlich und städtebaulich von Bedeutung. Klinkermischbauweise, zweigeschossiger Erker auf Karyatiden, mit Welscher Haube gedeckt, Zwerchhäuser mit Treppengiebeln. | 09237330 |
| Weitere Bilder                          | Fachhochschule | Heinrich-Heine-Straße 25 (Karte)                                        | Um 1900 | Zeittypischer Zweckbau mit Sheddach, baugeschichtlich von Bedeutung. Gebäude in gemischter Bebauung, bestehend aus zwei Putzbauten mit Sheddächern, Gebäudegliederung und Gebäudeschmuck durch Klinkerlisenen. | 09237332 |
|                                         | Mehrfamilienhaus einer Wohnanlage | Heinrich-Heine-Straße 27, 29, 31 (Karte)                                | 1954 | Im Stil der 1950er Jahre errichteter Putzbau, baugeschichtlich von Bedeutung. Vorderseite des Gebäudes gegliedert durch Risalite an den Eingängen, Rückseite gegliedert durch Mittelrisalit, Erker bzw. Balkone, bauplastischer Schmuck in Sandstein bzw. Porphyrtuff, Walmdach. | 09237333 |
|                                         | Finanzamt in halboffener Bebauung | Heinrich-Heine-Straße 37 (Karte)                                        | Um 1925 | Zeittypischer Verwaltungsbau, baugeschichtlich und städtebaulich von Bedeutung. Gebäude in gemischter Bebauung, Putzbau mit Mansarddach, Gauben mit geschweiften Giebeln. | 09237334 |
|                                         | Ehemalige Handelsschule | Heinrich-Heine-Straße 39 (Karte)                                        | 1926–1927 | Heute Volkshochschule und Musikschule, repräsentativer Bau in Stilformen des Expressionismus, baugeschichtlich und städtebaulich von Bedeutung. Putzbau mit Treppengiebel, bauplastischer Schmuck und Bauteile im Stil des Expressionismus, originale Einfriedung noch erhalten, bauplastische Formen im Stil des Historismus der 1920er Jahre. | 09237335 |
| Weitere Bilder                          | Villa und Einfriedung | Johann-Sebastian-Bach-Straße 1 (Karte)                                  | Um 1900 | Qualitätvoller Villenbau in Stilformen des Historismus aus der Zeit um 1900, baugeschichtlich und städtebaulich von Bedeutung. Gebäude mit Zierfachwerk, bauplastische Formen im Stil des Historismus, einschließlich der originalen Einfriedung, in gutem Originalzustand. | 09237257 |
|                                         | Villa, Villengarten und Einfriedung | Johann-Sebastian-Bach-Straße 5 (Karte)                                  | 1895 | Repräsentativer Villenbau in Stilformen des Historismus aus der Zeit um 1900, baugeschichtlich und städtebaulich und gartenkünstlerisch von Bedeutung. Gebäude mit Zierfachwerk an Erker und Dachgeschoss, bauplastische Formen im Stile des Historismus, einschließlich der originalen Einfriedung, in gutem Originalzustand, Treppenhausturm bzw. Wendelstein, Anbau eines Pavillon in Holzbauweise. | 09237258 |
|                                         | Villa und Einfriedung | Johann-Sebastian-Bach-Straße 7 (Karte)                                  | Um 1905 | Stattlicher Villenbau mit Anklängen an den Jugendstil, baugeschichtlich und städtebaulich von Bedeutung. Gebäude mit Steinsockel in Polygonmauerwerk, einschließlich des Dienstbotengebäudes und der originalen Einfriedung, in gutem Originalzustand, Treppenhaus in Formen des Jugendstils, umgebender Park gestört. | 09237259 |
|                                         | Wohnhaus in offener Bebauung und Einfriedung | Johann-Sebastian-Bach-Straße 8 (Karte)                                  | Um 1900 | Historistischer Putzbau mit reichem Zierwerk, baugeschichtlich und städtebaulich von Bedeutung. Putzbau, im Dachgeschoss und an Balkonen mit Zierfachwerk, bauplastische Formen im Stil des Historismus, einschließlich der originalen Einfriedung, in gutem Originalzustand. | 09237266 |
|                                         | Villa und Einfriedung | Johann-Sebastian-Bach-Straße 9 (Karte)                                  | 1894 | Gebäude in Stilformen des Historismus, baugeschichtlich und städtebaulich von Bedeutung. Gebäude mit Zierfachwerk, bauplastische Formen im Stil des Historismus, in gutem Originalzustand | 09237260 |
|                                         | Villa | Johann-Sebastian-Bach-Straße 11 (Karte)                                 | Um 1900 | Repräsentativer Bau in Klinkermischbauweise, Stilformen des Historismus der Zeit um 1900, baugeschichtlich und städtebaulich von Bedeutung. Gebäude in Klinkermischbauweise mit Wendelstein, bauplastische Formen im Stil des Historismus, in gutem Originalzustand. | 09237262 |
|                                         | Villa und Einfriedung | Johann-Sebastian-Bach-Straße 12 (Karte)                                 | Um 1900 | Stattlicher Villenbau mit Zierfachwerk, baugeschichtlich und städtebaulich von Bedeutung. Gebäude auf Steinsockel in Polygonmauerwerk, Erker und Anbau in Fachwerk, bauplastische Formen im Stil des Historismus, in gutem Originalzustand, originale Einfriedung in Teilen vorhanden. | 09237267 |
|                                         | Villa | Johann-Sebastian-Bach-Straße 15 (Karte)                                 | Um 1900 | Schlichter, aber qualitätvoller Bau in Stilformen des Historismus der Zeit um 1900, baugeschichtlich und städtebaulich von Bedeutung. Gebäude auf Steinsockel in Klinkermischbauweise, bauplastische Formen im Stil des Historismus. Einfriedung nicht mehr erhalten. | 09237263 |
|                                         | Villa mit Garten und Einfriedung | Johann-Sebastian-Bach-Straße 16 (Karte)                                 | 1889–1890 | Repräsentativer, zeittypischer Putzbau mit feiner Gliederung und vielen original erhaltenen Fassadendetails, baugeschichtlich und städtebaulich von Bedeutung. Gebäude mit bauplastische Formen im Stil des Historismus, seitlicher Wintergartenanbau in Holzbauweise, einschließlich der originalen Einfriedung, in gutem Originalzustand. Die Villa entstand 1889–1890 auf einem neu erschlossenen Bebauungsgebiet westlich der Altstadt. Für dieses Stadterweiterungsgebiet, vor Ort Deckerberg genannt, hatte der Stadtrat 1888 einen Bebauungsplan verabschiedet. Bauherr der Villa war der Kaufmann und Prokurist Ernst Claus. Für die Bauplanung hatte dieser den Chemnitzer Baumeister Paul Richard Jentzsch verpflichtet. Im Stil der Zeit ist der asymmetrisch gegliederte Bau, der anfänglich in zwei Etagenwohnungen unterteilt war, dann aber jeweils nur von einer Familie bewohnt wurde, in historistischen Formen gestaltet. So zeigen sich die teils in Sandstein hergestellten Schmuckelemente an den Putzfassaden der Neurenaissance verpflichtet. Gleichfalls zeittypisch sind der aufwändige straßenseitige Giebel mit Freigespärre und die seitliche Holzveranda vor dem Hauseingang. Letztere wurde möglicherweise etwas später angefügt. Der mit dem Gebäude verbundene repräsentative Anspruch lässt sich auch an der Innenausstattung ablesen. Außer den Zimmertüren sind Stuckdecken und unterschiedliche Wandmalereien hervorzuheben, die vom Geschmack und Wohnkomfort ihrer Zeit zeugen. Zum Denkmalbestand des Villenanwesens gehören die straßenseitige Einfriedung und der Garten. Die Villa Johann-Sebastian-Bach-Straße 16 verweist auf die städtebauliche Entwicklung Mittweidas in der zweiten Hälfte des 19. Jahrhunderts, gekennzeichnet durch die Erschließung neuer Bebauungsgebiete jenseits der Altstadt. Hierdurch verkörpert das Objekt einen ortsentwicklungsgeschichtlichen Aussagewert. Zudem vertritt sie eine typische Bauaufgabe für diese Entwicklungsphase und bezeugt deren entsprechende architektonische Umsetzung, wodurch sie baugeschichtliche Bedeutung erlangt.                                                                                 | 09237268 |
|                                         | Villa | Johann-Sebastian-Bach-Straße 17 (Karte)                                 | Um 1900 | Stattlicher Putzbau in Stilformen des Historismus der Zeit um 1900, baugeschichtlich und städtebaulich von Bedeutung. Gebäude in bauplastischen Formen im Stil des Historismus, Balkone mit Zierfachwerk, Renaissancegiebel, in gutem Originalzustand. Einfriedung nicht mehr vorhanden. | 09237264 |
|                                         | Villa | Johann-Sebastian-Bach-Straße 18 (Karte)                                 | Um 1900 | Historisierender Putzbau aus der Zeit um 1900, baugeschichtlich und städtebaulich von Bedeutung. Gebäude mit Steinsockel in Polygonmauerwerk, bauplastische Formen im Stil des Historismus. Einfriedung nicht mehr vorhanden. | 09237269 |
|                                         | Lagergebäude | Kapellengasse 6 (Karte)                                                 | Um 1780 | Verputzter Bruchsteinbau des späten 18. Jahrhunderts, im 19. Jahrhundert überformt, baugeschichtlich von Bedeutung. Putzbau in offener Bebauung, im Erdgeschoss Fenster- und Portalgewände im Stil des Barock, Erdgeschoss Bruchsteinmauerwerk, Aufstockung Obergeschoss um 1850 in Ziegelmauerwerk, Reste der barocken Einfriedung mit Toreinfahrt noch erhalten. | 09237468 |
|                                         | Wohnhaus mit zwei Seitenflügeln in Ecklage (Sattler'sches Haus, Roch'sches Haus) | Kapellengasse 8 (Karte)                                                 | 1693 Dendro | Stattliches barockes Bürgerhaus mit großer Tordurchfahrt, bestehend aus Vorderhaus, Mittelbau und zwei Seitenflügeln, baugeschichtlich, hausgeschichtlich und straßenbildprägend von Bedeutung. Gebäude in Ecklage (Kapellengasse/Quergasse) bei offener Bebauung, im späten 17. Jahrhundert erbaut vom Leinenhändler Caspar Sattler, Einbau von Mietwohnungen im 19. Jahrhundert schadete dem Charakter des Gebäudes kaum, seit dem Umbau erhielt das Gebäude den Namen „Kaserne“, Reste einer älteren Bebauung, die 1551 durch einen Stadtbrand zerstört wurde, sind noch in den Grundmauern erhalten, der Gebäudekomplex des Sattler’schen Hauses fällt durch hohe Geschosshöhen und durch barocke Toreinfahrt mit Wappenkartusche auf, die Gebäude Vorderhaus, Mittelbau, südlicher und nördlicher Seitenflügel sind verputzt, im Obergeschoss befindet sich Fachwerk, das Erdgeschoss besteht aus Bruchsteinmauerwerk, die Dächer sind Walm- bzw. Krüppelwalmdächer, im Vorderhaus wurden barocke Stuckdecken, illusionistische Malereien und Kreuzgewölbe gefunden, der südliche Seitenflügel ist mit einer Tonne unterkellert, im Obergeschoss sind Fachwerkwände erhalten geblieben. | 09237469 |
|                                         | Wohnhaus in offener Bebauung | Kirchberg 1 (Karte)                                                     | Um 1750 | Schlichter Putzbau mit klassizistischem Portal, baugeschichtlich von Bedeutung. Zweigeschossiger Putzbau, im Kern vermutlich Mitte 18. Jahrhundert, Fassade klassizistisch überformt, Portalinschrift mit Datierung „1825“, Satteldach. | 09237108 |
| Weitere Bilder                          | Wohnhaus in geschlossener Bebauung und Ecklage | Kirchberg 2 (Karte)                                                     | Um 1700 | Barocker Wohnbau mit späterem Ladeneinbau, baugeschichtlich und städtebaulich von Bedeutung. Wohn- und Geschäftshaus in Ecklage (Kirchberg/Weberstraße) bei geschlossener Bebauung, mit steilem Satteldach und Dachhechten, Spätrenaissance, im späten 19. Jahrhundert überformt, innen: liegender Dachstuhl um 1700, Stichkappengewölbe, barocke Portalanlage auf der Rückseite (barocke Tür original). | 09237109 |
| Weitere Bilder                          | Pfarrhaus (sogenannte „Alte Pfarrhäuser“, bestehend aus drei Gebäudeeinheiten), östliches Seitengebäude sowie Grabmal im Garten | Kirchberg 3, 5 (Karte)                                                  | 1625–1627 (Pfarrhaus); 1732 (Seitengebäude); um 1840 (Grabmal)                                                                                       | Heute Museum, nach dem Stadtbrand von 1624 errichtet, bis 1897 Wohnungen der Mittweidaer Stadtpfarrer, bau-, haus- und ortsgeschichtlich von Bedeutung. - Pfarrhhaus: Putzbau mit steilem Satteldach, bestehend aus Pfarre, Diakonat, Archidiakonat und zwei barocken Portalanlagen, innen: Renaissancedecken und Bohlenwände im Erdgeschoss und Obergeschoss, ältere tonnengewölbte Keller, in den Fundamenten Baureste des 14. Jahrhunderts - östliches Seitengebäude: ehemaliges Ausgedinge des abgebrochenen Vierseithofes Dorfstraße 209 im Ortsteil Königshain der Gemeinde Königshain-Wiederau - auf dem Grundstück: klassizistischer Grabstein | 09237111 |
|                                         | Wohnhaus in geschlossener Bebauung | Kirchberg 4 (Karte)                                                     | Um 1700 | Stattlicher barocker Wohnbau, baugeschichtlich und städtebaulich von Bedeutung. Dreigeschossiger Putzbau, gebrochenes, steiles Satteldach mit Dachhecht, barockes Eingangsportal, Portalschlussstein mit Datierung „1770“, barocke Eingangstür, im Kern älter. | 09237110 |
|                                         | Wohnhaus in offener Bebauung | Kirchberg 8 (Karte)                                                     | Um 1661 | Obergeschoss Fachwerk, gehört zu den ältesten Wohnhäusern Mittweidas, bau- und hausgeschichtlich von Bedeutung | 09304049 |
| Weitere Bilder                          | Pfarrkirche Zu unseren lieben Frauen mit Kirchhof und Altem Friedhof (Sachgesamtheit) | Kirchplatz 1 (Karte)                                                    | 2. Hälfte 12. Jahrhundert (Kirchhof); 16. Jahrhundert (Friedhof); 1885 (Friedhofskapelle)                                                            | Sachgesamtheit Pfarrkirche Zu unseren lieben Frauen mit Kirchhof und anschließendem Alten Friedhof mit folgenden Einzeldenkmalen: Pfarrkirche, 19 Grabmale an der Kirchwand, sechs Grabmale auf dem Kirchhof, fünf Grabmale und vier Grabanlagen auf dem Alten Friedhof sowie Stützmauer mit integrierten Kellern, die den Kirchhof zum Kirchberg hin begrenzt (siehe 09237106) sowie Friedhofsgestaltung (Gartendenkmal) und folgenden Sachgesamtheitsteilen: Kapelle auf dem Alten Friedhof und Einfriedung beider Anlagen mit Portalresten; baugeschichtlich, ortsgeschichtlich und gartenkünstlerisch von Bedeutung | 09237105 |
| Weitere Bilder                          | Pfarrkirche, 19 Grabmale an der Kirchwand, sechs Grabmale auf dem Kirchhof, fünf Grabmale und vier Grabanlagen auf dem Alten Friedhof sowie Stützmauer mit integrierten Kellern, die den Kirchhof zum Kirchberg hin begrenzt (Einzeldenkmale der Sachgesamtheit 09237105) | Kirchplatz 1 (Karte)                                                    | Um 1470 (Kirche); bezeichnet mit 1661 (Altar); bezeichnet mit 1667 (Kanzel); um 1700 (großes Kruzifix); 2. Hälfte 18. Jahrhundert (kleines Kruzifix) | Einzeldenkmale der Sachgesamtheit Pfarrkirche Zu unseren lieben Frauen mit Ausstattung, Kirchhof und anschließendem Alten Friedhof; spätgotische Hallenkirche, bau- und ortsgeschichtlich von Bedeutung | 09237106 |
|                                         | Kirchgemeindehaus (ehemalige Knabenschule) | Kirchplatz 3 (Karte)                                                    | 1544, im Kern vermutlich älter | Im Kern spätgotisches Gebäude, im 17. und 19. Jahrhundert überformt, bau- und ortsgeschichtlich von Bedeutung. Winkelförmiger Putzbau mit steilem Satteldach, gotischen Stabfenstern und spätgotischer Portalanlage, im späten 19. Jahrhundert überformt, älterer Speicherkeller in den Fundamenten, Dachausbau und Veränderung der Grundrisseinteilung 2. Hälfte des 17. Jahrhunderts, winkelförmiger Anbau ebenfalls 2. Hälfte des 17. Jahrhunderts. | 09237107 |
|                                         | Wohnhaus mit südlichem Anbau in halboffener Bebauung und Ecklage | Kirchstraße 1 (Karte)                                                   | Vor 1700 | Im Kern barockes Wohnhaus, später überformt, u. a. mit Ladeneinbau, baugeschichtlich und städtebaulich von Bedeutung Zweigeschossiger Putzbau, Eingang an der Gebäudeecke, späterer Ladeneinbau, Krüppelwalmdach, südlicher Anbau jünger, Satteldach mit Dachhecht. | 09237484 |
|                                         | Wohnhaus in halboffener Bebauung | Kirchstraße 4 (Karte)                                                   | Vor 1800 | Spätbarocker Wohnbau, im frühen 19. Jahrhundert überformt, baugeschichtlich und städtebaulich von Bedeutung. Putzbau mit regelmäßigen Fensterachsen und klassizistischem Portal, Giebeldreieck verschiefert, an Rückseite Traufe aus Holz, geschlossener Dachhecht. | 09237486 |
|                                         | Wohnhaus in geschlossener Bebauung | Kirchstraße 8 (Karte)                                                   | Um 1835 | Putzbau des frühen 19. Jahrhunderts mit klassizistischem Portal, baugeschichtlich und städtebaulich von Bedeutung. Zweigeschossiger Putzbau mit regelmäßigen Fensterachsen, klassizistische Türportal, Satteldach mit Dachhecht. | 09237487 |
|                                         | Wohnhaus in geschlossener Bebauung | Kirchstraße 14 (Karte)                                                  | Vor 1800 | Spätbarocker Wohnbau, im frühen 19. Jahrhundert überformt, baugeschichtlich und städtebaulich von Bedeutung. Zweigeschossiger Putzbau mit Putznutung und Gurt- und Traufgesims, regelmäßige Fensterachsen, großes Eingangsportal, Traufe in Holz. | 09237488 |
|                                         | Wohnhaus in geschlossener Bebauung | Kirchstraße 16 (Karte)                                                  | 1765 Dendro | Barocker Wohnbau, baugeschichtlich und städtebaulich von Bedeutung. Zweigeschossiger Putzbau mit regelmäßigen (9) Fensterachsen, Portalgewände im Stil des Barock, Satteldach. | 09237489 |
| Weitere Bilder                          | Pestalozzischule mit Anbau | Kirchstraße 20 (Karte)                                                  | 1835 (Hauptgebäude) | Gebäude im Stil des Klassizismus einschließlich Anbau in Stilformen des gründerzeitlichen Historismus, bau- und ortsgeschichtlich von Bedeutung. Gebäudeanlage in Ecklage zum Kirchberg, bestehend aus älterem Gebäudetrakt von 1835 mit bauplastischem Schmuck im Stil des Klassizismus sowie Anbau von 1876 im rechten Winkel zum Hauptgebäude mit bauplastischem Schmuck im Stil des gründerzeitlichen Historismus. | 09237479 |
|                                         | Wohnhaus (ohne Anbau) in geschlossener Bebauung und Ecklage | Kirchstraße 23 (Karte)                                                  | Bezeichnet mit 1832, im Kern wohl älter | In seinem Erscheinungsbild authentisch erhaltener Putzbau, baugeschichtlich, städtebaulich und straßenbildprägend von Bedeutung. Zweigeschossiger Putzbau, mit regelmäßigen Fensterachsen, klassizistisches Portal mit Jahreszahl „1832“, Krüppelwalmdach mit fünf straßenseitigen Dachhäuschen. | 09237480 |
|                                         | Gasthaus „Schillergarten“ mit Saal in halboffener Bebauung | Leisniger Straße 1 (Karte)                                              | Um 1885 | Historistischer Putzbau mit übergiebeltem Mittelrisalit, bau- und ortsgeschichtlich von Bedeutung. Gebäude in Ecklage (s. a. Weststraße 1), ehemalige Gaststätte und Festsaal, dreigeschossiger Putzbau mit übergiebeltem Mittelrisalit und einem Seitenrisalit, bauplastische Formen im Stil des gründerzeitlichen Historismus. Störungen: Festsaal in Leisniger Straße 1 im Innern teilweise ausgebrannt. | 09235470 |
|                                         | Wohnhaus in offener Bebauung | Leisniger Straße 4 (Karte)                                              | Um 1895 | Teil des Doppelwohnhauses Leisniger Straße 4/6, im Stil des gründerzeitlichen Historismus, baugeschichtlich und städtebaulich von Bedeutung. Dreigeschossiger Wohnbau in Klinkermischbauweise mit Seitenrisalit, bauplastische Formen im Stil des Historismus, kräftiges Traufgesims, Mansardwalmdach. | 09237351 |
|                                         | Wohnhaus in offener Bebauung | Leisniger Straße 6 (Karte)                                              | Um 1895 | Teil des Doppelwohnhauses Leisniger Straße 4/6, im Stil des gründerzeitlichen Historismus, baugeschichtlich und städtebaulich von Bedeutung. Dreigeschossiger Wohnbau in Klinkermischbauweise mit Seitenrisalit, bauplastische Formen im Stil des Historismus, kräftiges Traufgesims, Mansardwalmdach. | 09237352 |
|                                         | Wohnhaus in ehemals geschlossener Bebauung | Malzgasse 5 (Karte)                                                     | Nach 1672 | Wohnbau des späten 17. Jahrhunderts, später überformt, baugeschichtlich und städtebaulich von Bedeutung. Zweigeschossiger Putzbau mit unregelmäßigen Fensterachsen und steilem Satteldach, Fassadengestaltung im 20. Jahrhundert überformt. | 09237096 |
|                                         | Wohnhaus in geschlossener Bebauung | Malzgasse 7 (Karte)                                                     | Nach 1672 | Obergeschoss Fachwerk verschiefert, baugeschichtlich und städtebaulich von Bedeutung | 09237098 |
|                                         | Wohnhaus in geschlossener Bebauung und Ecklage | Malzgasse 7 (Karte)                                                     | Nach 1672 | Obergeschoss Fachwerk verputzt, baugeschichtlich und städtebaulich von Bedeutung. Erdgeschoss massiv, Obergeschoss Fachwerk verputzt, unregelmäßige Fensterachsen, klassizistisches Türgewände, Fassade im 20. Jahrhundert gestalterisch vereinfacht, steiles Satteldach. | 09237097 |
|                                         | Marktbrunnen | Markt (Karte)                                                           | 1917/1918 | Rechteckiger Brunnen mit Säule und Skulptur, künstlerisch und platzbildprägend von Bedeutung. Rechteckiges Brunnenbecken aus Rochlitzer Porphyrtuff, ehem. getreppter Sockel, Brunnenfassung mit Relief, Säulenaufsatz mit Friedensengel. | 09237016 |
|                                         | Postmeilensäule | Markt (Karte)                                                           | 1725 | Kursächsische Postmeilensäule (Sachgesamtheit); Distanzsäule, verkehrsgeschichtlich von Bedeutung. Obelisk auf Sockel in Porphyrtuff, mit Originalwappenstück aus dem Jahr 1725. Die an drei Seiten beschriftete Säule befindet sich auf dem Marktplatz. Sie trägt als Besonderheit das sächsisch-polnische Doppelwappen an jeder der vier Seiten. Die Säule wurde um 1850 weitgehend demontiert, der Sockel zur Errichtung eines Kandelabers genutzt. Nach dem Auffinden des Wappenstückes (1965) erfolgte 1969 die Neuaufstellung einer rekonstruierten Säule. Diese befindet sich seit 1984 wieder auf dem Markt. | 09237017 |
|                                         | Marktplatz | Markt (Karte)                                                           | Nach Stadtbrand 1693 wiederaufgebaut | Platzanlage des späten 17. Jahrhunderts, mehrfach überformt, städtebaulich und ortsgeschichtlich von Bedeutung. Dreieckförmig, geschlossene Bebauung, nach Stadtbrand von 1693 Neubebauung, später mehrfach überformt, Bebauung mit Wohn- und Geschäftshäusern der Gründerzeit prägend, Nordseite, Markt 1–7, typologischer Wiederaufbau nach Brand 1914 durch den Architekten Emil Högg (u. a. tätig für Hellerau), Gebäude orientieren sich in der Masse und im Volumen an der gründerzeitlichen Bebauung des Platzes. Die Eckbauten mit gerundeten Eckerkern verleihen der sonst schlicht gestalteten Marktplatzfront trotz überdimensionierter aneinandergereiter Lukarnen eine gewisse städtebauliche Qualität, Straße und Gehweg um Marktplatz bedeckt mit historischem Belag (Porphyr, Granit), Platzmitte moderne Pflasterung, Aufbauten aus jüngerer Zeit, in einigen Häusern barocke Gewölbe und historische Keller. | 09237015 |
|                                         | Neun Wohnhäuser in geschlossener Bebauung | Markt 1, 2, 3, 4, 5, 6, 7, 8, 9 (Karte)                                 | 1914 | Einheitliche, im Heimatstil errichtete Wohnbebauung an der nördlichen Seite des Marktplatzes, baugeschichtlich und städtebaulich von Bedeutung. Drei- und viergeschossige Putzbauten, Satteldächer (zum Teil mit Fußwalm) mit Zwerchhausreihe und darüber befindlichen charakteristischen Dachhäuschen, im Erdgeschoss Ladenfronten, Nummer 5 mit Fassadenvorsprung und Eckerker, Nummer 9 Eckerker. | 09237031 |
|                                         | Wohnhaus in geschlossener Bebauung | Markt 13 (Karte)                                                        | Nach 1693 | Barocker Wohnbau mit späterem Ladeneinbau und markantem Satteldach, zu Beginn des 20. Jahrhunderts überformt, als Teil der Marktplatzbebauung baugeschichtlich und städtebaulich von Bedeutung. Putzbau, dreigeschossig, steiles Satteldach mit Kunstschieferdeckung, profiliertes Traufgesims - Erdgeschoss: störender Ladeneinbau, Haustür um 1910, in den Obergeschossen fünf regelmäßige Fensterachsen, Steinfenstergewände, Fenster dreiteilig mit Oberlichtsprossen - Rückseite: Fachwerk - innen: Durchgang zum Nachbarhaus - Dach: Giebelfachwerk, Aufzugsvorrichtung, 4-geschossiges Dach - 1. Geschoss: liegender Dachstuhl mit doppelt stehendem Dachstuhl - 2. Geschoss: dreifach stehender Dachstuhl - 3. Geschoss: einfach stehender Dachstuhl - 4. Geschoss mit Hahnenbalken - Keller: Tonnengewölbe in Bruchsteinmauerwerk | 09237030 |
|                                         | Wohn- und Geschäftshaus in geschlossener Bebauung und Ecklage | Markt 15 (Karte)                                                        | 1893 | Repräsentativer Bau in Klinkermischbauweise mit reich gestalteter historistischer Fassade, baugeschichtlich, städtebaulich und straßenbildprägend von Bedeutung. Fassade Klinkermischbauweise, Erdgeschoss mit Ladeneinbau, rustizierte Fassade, Marktplatz zwei Achsen, Freiberger Straße sieben Achsen, Ecke betont durch viergeschossigen, helmbekrönten Erker, Ziergauben, Dach neu eingedeckt, Walmdach teilweise ohne Sattel bzw. flachgedeckt. | 09237018 |
|                                         | Wohn- und Geschäftshaus mit Passage sowie Mietshaus an der Malzgasse | Markt 16 (Karte)                                                        | 1898 | Wohn- und Geschäftshaus mit repräsentativer Fassade im Stil der Neorenaissance, mittige Betonung durch offenenes Portal als Zugang zur Passage, am Ende der Passage an der Malzgasse Mietshaus mit historistischer Fassade, baugeschichtlich und als Teil der Marktplatzbebauung platzbildprägend von Bedeutung. Putzbau in geschlossener Bebauung, viergeschossig, Gebäudemitte durch zweigeschossigen Erker gegliedert, Fassade aufwendig gestaltet, Erdgeschoss Ladenzone original, hier Durchgang zur „Heldt-Passage“ (einzige in Mittweida), asymmetrisches Satteldach mit Renaissancegiebel und stehenden Gauben, innen: Treppe und Treppengeländer kunstvolle Eisengusskonstruktion, Türen und Fenster original, Passage: mit originaler Glas- und Eisenkonstruktion (zum Teil etwas gestört), Rückseite an Malzgasse: Fassade in bauplastischen Formen des Historismus. | 09237019 |
|                                         | Wohnhaus in geschlossener Bebauung | Markt 17 (Karte)                                                        | Nach 1693 | Im Kern barocker Putzbau mit späterem Ladeneinbau, als Bestandteil der Marktplatzbebauung baugeschichtlich und städtebaulich von Bedeutung. Dreigeschossiger Putzbau, vier Achsen, Ende des 19. Jahrhunderts vermutlich um ein Stockwerk erhöht, nachträglicher Ladeneinbau, Eingangsbereich gerahmt von gusseisernen Stützen, sehr gut erhaltenes schmiedeeisernes Eingangstor, flaches Satteldach mit zweireihigem Hecht. | 09301908 |
|                                         | Wohnhaus in geschlossener Bebauung sowie Hinterhaus und Gartenanlage mit erhaltenen barocken Zaunsäulen | Markt 19 (Karte)                                                        | Um 1770 | Wohnhaus barocker Putzbau mit späterem Ladeneinbau, als Bestandteil der Marktplatzbebauung baugeschichtlich und städtebaulich von Bedeutung. - Wohnhaus: Putzfassade, dreigeschossig, vier Fensterachsen, Porphyrfaschen übermalt, Portal mit Schlussstein, Portaltüre original, Erdgeschoss Ladenzone, Mansarddach teilweise schiefergedeckt mit stehenden Gauben, Dächer leicht geschweift, innen: teilweise originale Türen - Hinterhaus Putzbau mit Mansarddach und Zwerchgiebel | 09237021 |
|                                         | Wohnhaus mit Apotheke in nahezu geschlossener Bebauung | Markt 24 (Karte)                                                        | Um 1800 | Im Stil des Klassizismus errichteter Putzbau, zu Beginn des 20. Jahrhunderts überformt, als Bestandteil der Marktplatzbebauung baugeschichtlich und städtebaulich von Bedeutung. Dreigeschossig, symmetrische Achsengliederung der Fenster, hervortretender Mittelrisalit mit Frontispiz, auf seiner Spitze klassizistische Vase, steiles Satteldach, stehende, geschweifte Gauben, im Erdgeschoss Geschäftsraum gewölbt, historischer Keller, Treppenhaus aus der Erbauungszeit. | 09237025 |
|                                         | Kreuzgratgewölbe und Treppenhaus eines Wohnhauses | Markt 30 (Karte)                                                        | 2. Hälfte 18. Jahrhundert | Aus der Zeit des Barock erhaltene Gebäudeteile eines ansonsten stark veränderten Wohnhauses, baugeschichtlich von Bedeutung. Kreuzgratgewölbe mit Gurtbögen im Erdgeschoss, barockes Treppenhaus, Charakter des Gebäudes sehr verändert. | 09237028 |
|                                         | Wohnhaus in geschlossener Bebauung | Markt 31 (Karte)                                                        | 1903 | Fassade im Stil der Neorenaissance, als Teil der Marktplatzbebauung baugeschichtlich und städtebaulich von Bedeutung. Dreigeschossiger Putzbau, Erker über zweites und drittes Obergeschoss, drei Balkone auf Konsolsteinen, geschweifter Schmuckgiebel in Stilformen der deutschen Renaissance, Satteldach mit stehenden Gauben. | 09237026 |
|                                         | Rathaus (ehemaliges Amtsgericht) in halboffener Bebauung und Ecklage | Markt 32 (Karte)                                                        | 1851 | Stattlicher Putzbau in Stilformen der Neogotik, baugeschichtlich, ortsgeschichtlich und platzbildprägend von Bedeutung. Viergeschossig, Erdgeschoss durch Putznutung rustifiziert, drei Achsen (Markt), Gebäudemitte gegliedert durch mittelrisalitartig hervorgehobene Portalzone mit Treppenanlage, zwischen den Fenstern Porphyrtafel mit dem Wappen des Königreiches Sachsen, Treppengiebel mit gotischen Fensterformen, Ecken durch Lisenen hervorgehoben und mit Zinnen bekrönt, Fenstergewände, Portaleinfassung und Lisenen aus Porphyr, Fassade Rochlitzer Straße durch Lisenen gegliedert, mehrere Fensterachsen, originale Einfriedung. Innen starke Eingriffe in den Grundriss. | 09237027 |
|                                         | Wohnhaus in halboffener Bebauung | Mühlfeld 3 (Karte)                                                      | Vor 1800 | Gebäude des frühen 19. Jahrhunderts mit älterer Bausubstanz, baugeschichtlich und städtebaulich von Bedeutung. Zweigeschossig, im Obergeschoss vermutlich ehemals Fachwerk, unregelmäßige Fensterachsen, klassizistisches Türgewände, am Giebel Fachwerk (vermutlich auch an Rückseite Fachwerk). | 09237559 |
|                                         | Wohnhaus in halboffener Bebauung | Neustadt 1 (Karte)                                                      | Um 1750 | Ehemals barockes Bürgerhaus, im historisierenden Dekorationsstil der 1920er Jahre überformt, s. a. Rochlitzer Straße 9, baugeschichtlich und städtebaulich von Bedeutung. Dreigeschossiger Putzbau, mittelrisalitartiger Vorsprung an Fassade in der Rochlitzer Straße, steiles Satteldach mit mehrgeschossigen Dachaufbauten, Neorenaissancegiebel an Fassade der Neustadt, im Erdgeschoss rustizierte Lisenen mit Figurenreliefs, in gutem Originalzustand, Geburtshaus von Johannes Schilling, Bildhauer, Schöpfer der Statuen der Brühlschen Terrasse in Dresden. | 09235337 |
|                                         | Wohnhaus in geschlossener Bebauung | Neustadt 2 (Karte)                                                      | Um 1895 | Putzbau in Stilformen des gründerzeitlichen Historismus, baugeschichtlich und städtebaulich von Bedeutung. Klinkermischbauweise, Ladenzone im Erdgeschoss, früher irrtümlich erfasst unter Rochlitzer Straße 15. | 09237118 |
|                                         | Sparkassengebäude in geschlossener Bebauung und Ecklage | Neustadt 2 (Karte)                                                      | 1911 | Repräsentativer Putzbau im Reformstil der Zeit um 1910, baugeschichtlich und straßenbildprägend von Bedeutung. Putzbau mit halbkreisförmigem Eckerker, an beiden Traufseiten: Zwerchhäuser mit neobarocken Giebeln, Fassade Rochlitzer Straße mit Sitznischenportal, Fassade Neustadt: über monumental gestaltetem Eingangsportal gewölbter Mittelrisalit, Gliederung der Erdgeschosszone durch kannelierte Halbsäulen, Gebäude in gutem Originalzustand. Früher unter Rochlitzer Straße 11, 15 erfasst, heute nur noch Adresse Neustadt 2 gültig. | 09237117 |
|                                         | Wohnhaus in halboffener Bebauung und Ecklage | Neustadt 5 (Karte)                                                      | Bezeichnet mit 1780, im Kern wohl älter | Barockes Bürgerhaus, baugeschichtlich von Bedeutung. Zweigeschossiger Putzbau, Fenster- und Türgewände aus Porphyrtuff, im Schlussstein bezeichnet mit 1780, steiles Satteldach durch Kniestock und Dachhecht zweifach gebrochen, Dachtraufe aus Holz. Rückseite: zwei Anbauten. | 09237444 |
|                                         | Wohnhaus in geschlossener Bebauung | Neustadt 6 (Karte)                                                      | Bezeichnet mit 1796, im Kern älter | Barocker Putzbau, baugeschichtlich und städtebaulich von Bedeutung. Zweigeschossiger Putzbau mit steilem Satteldach und Dachhecht, Türgewände mit Schlussstein, dort bezeichnet mit 1796. | 09237450 |
|                                         | Wohnhaus in halboffener Bebauung und Ecklage | Neustadt 10 (Karte)                                                     | Vor 1700 | Obergeschoss Fachwerk, baugeschichtlich und städtebaulich von Bedeutung. Erdgeschoss massiv, Obergeschoss Fachwerk verputzt, steiles Satteldach. | 09237451 |
|                                         | Wohnhaus in geschlossener Bebauung | Neustadt 11 (Karte)                                                     | Um 1750 | Barocker Wohnbau mit späterer Aufstockung, baugeschichtlich und städtebaulich von Bedeutung. Putzbau in gemischter Bebauung, mit barocker Bausubstanz, bauplastischer Fassadenschmuck im Stil des Historismus, breites und schmales Portalgewände im Barockstil noch erhalten. | 09237446 |
|                                         | Wohnhaus in geschlossener Bebauung | Neustadt 13 (Karte)                                                     | Vor 1700 | Schlichter Putzbau mit Porphyrtuffgewänden, bau- und sozialgeschichtlich von Bedeutung. Zweigeschossiger Putzbau mit steilem Satteldach, Traufgesims aus Holz, Fenster- und Türgewände aus Porphyrtuff, im Schlussstein bezeichnet mit 1841, Störung durch Garageneinbau. | 09237447 |
|                                         | Putzbau in halboffener Bebauung | Neustadt 18 (Karte)                                                     | Vor 1700 | Barocker Putzbau, baugeschichtlich und städtebaulich von Bedeutung. Zweigeschossiger Putzbau, Fenstergewände aus Porphyrtuff, steiles Satteldach mit Dachhecht. | 09237452 |
|                                         | Putzbau in geschlossener Bebauung | Neustadt 20 (Karte)                                                     | 1420 Dendro | Im Kern Renaissancewohnhaus, später überformt, baugeschichtlich und städtebaulich von Bedeutung. Zweigeschossiger Putzbau mit steilem Satteldach, Fenster- und Portalgewände im 18. Jahrhundert, im Inneren Renaissancedecken im Erdgeschoss und Obergeschoss. | 09237453 |
|                                         | Wohnhaus in halboffener Bebauung und Hinterhaus | Neustadt 21 (Karte)                                                     | 1855 | Zeittypischer, schlichter Putzbau, baugeschichtlich und städtebaulich von Bedeutung. Zweigeschossiger Putzbau mit regelmäßigen Fensterachsen, steiles Satteldach mit Schleppgaupe. Rückseite: Hinterhausgebäude mit leichten Störungen. | 09237448 |
|                                         | Wohnhaus in geschlossener Bebauung | Neustadt 22 (Karte)                                                     | Vor 1700 | Barocker Wohnbau, baugeschichtlich und städtebaulich von Bedeutung. Zweigeschossiger Putzbau, Fenster- und Türgewände Porphyrtuff, steiles Satteldach mit Schleppgaupe. | 09237454 |
|                                         | Wohnhaus in geschlossener Bebauung | Neustadt 28 (Karte)                                                     | Bezeichnet mit 1705, im Kern vielleicht älter | Weitgehend authentisch erhaltener barocker Putzbau, baugeschichtlich und städtebaulich von Bedeutung. Zweigeschossiger Putzbau, barocke Fassadengliederung, profiliertes Portalgewände, im Schlussstein bezeichnet mit 1705, steiles Satteldach mit Dachhecht. | 09237457 |
|                                         | Wohnhaus in geschlossener Bebauung | Neustadt 30 (Karte)                                                     | Vor 1700 | Barocker Putzbau, später überformt, baugeschichtlich und städtebaulich von Bedeutung. Zweigeschossiger Putzbau, Fassadengliederung des Barock, klassizistisches Türgewände mit Schlussstein, dort bezeichnet mit 1820, steiles Satteldach mit Schleppgaupe und Dachhecht. Ehemals denkmalgeschütztes Nebengebäude des 19. Jahrhunderts im Hof zwischen 2011 und 2016 abgerissen. | 09237458 |
|                                         | Wohnhaus in geschlossener Bebauung | Neustadt 32 (Karte)                                                     | Vor 1700 | Barocker Putzbau, später überformt, baugeschichtlich und städtebaulich von Bedeutung. Zweigeschossiger Putzbau, Fassadengliederung des Barock, klassizistisches Türgewände aus der Zeit um 1820, steiles Satteldach mit Schleppgaupe. | 09237459 |
|                                         | Wohnhaus in geschlossener Bebauung und Hinterhaus | Neustadt 34 (Karte)                                                     | Vor 1700 (Wohnhaus); 19. Jahrhundert (Hinterhaus) | Wohnhaus barocker Putzbau, später überformt, baugeschichtlich und städtebaulich von Bedeutung. Zweigeschossiger Putzbau, Fassadengliederung des Barock, klassizistisches Türgewände aus der Zeit um 1820, steiles Satteldach mit Schleppgaupe. Störung: Garageneinbau. Rückseite: Nebengebäude des 19. Jahrhunderts. | 09237460 |
|                                         | Wohnhaus in geschlossener Bebauung | Neustadt 36 (Karte)                                                     | Vor 1700 | Barocker Putzbau, später überformt, baugeschichtlich und städtebaulich von Bedeutung. Zweigeschossiger Putzbau, Fassadengliederung des Barock, klassizistisches Türgewände aus der Zeit um 1820, steiles Satteldach mit drei Dachhäuschen. | 09237461 |
|                                         | Wohnhaus in geschlossener Bebauung | Neustadt 38 (Karte)                                                     | Vor 1700 | Barocker Putzbau, baugeschichtlich und städtebaulich von Bedeutung. Zweigeschossiger Putzbau, Fassadengliederung des Barock, steiles Satteldach mit vier Dachhäuschen. | 09237462 |
|                                         | Wohnhaus in geschlossener Bebauung | Neustadt 40 (Karte)                                                     | Vor 1700 | Obergeschoss Fachwerk, baugeschichtlich und städtebaulich von Bedeutung. Erdgeschoss massiv, Obergeschoss Fachwerk, barockes Türblatt im Erdgeschoss, mit steilem Satteldach. Rückseite: Anbau des 19. Jahrhunderts mit Fachwerk. | 09237463 |
|                                         | Wohnhaus in halboffener Bebauung | Neustadt 42 (Karte)                                                     | Vor 1700 | Weitestgehend authentisch erhaltene Fassade eines barocken Wohnbaus, später überformt, baugeschichtlich und städtebaulich von Bedeutung. Zweigeschossiger Putzbau, regelmäßige barocke Fassadengliederung, Fenster- und Türgewände aus Porphyrtuff, klassizistisches Türgewände aus der Zeit um 1820, steiles Satteldach, in gutem Originalzustand. | 09237464 |
|                                         | Wohnhaus in nahezu offener Bebauung | Neustadt 46 (Karte)                                                     | Vor 1700 | Obergeschoss Fachwerk, baugeschichtlich von Bedeutung. Erdgeschoss massiv, Obergeschoss Fachwerk zum Teil verputzt zum Teil verbrettert, steiles Satteldach. | 09237465 |
|                                         | Freizeitzentrum, ehemals Vereinsgaststätte und Herberge (Rosengarten) | Oststraße 19 (Karte)                                                    | 1850 | In der Mitte des 19. Jahrhunderts errichteter Bau, im historisierenden Dekorationsstil der 20er Jahre überformt, baugeschichtlich und ortsgeschichtlich von Bedeutung. Hauptgebäude: Putzbau mit Veranda und Freitreppe, bauplastischer Schmuck und Putz im historisierenden Stil der 20er Jahre, Anbau mit Zierfachwerk, Störungen an den rückwärtigen Fassaden. | 09237403 |
|                                         | Wohnhaus in offener Bebauung (ohne Anbau) | Oststraße 67 (Karte)                                                    | Um 1800 | Spätbarocker Fachwerkbau, baugeschichtlich von Bedeutung. Erdgeschoss und Obergeschoss Fachwerk, zum Teil verschiefert, zum Teil verbrettert, Krüppelwalmdach. | 09237414 |
|                                         | Wohnhaus mit rückseitiger Oberlaube in halboffener Bebauung | Pfarrberg 9 (Karte)                                                     | Nach 1672 | Breit gelagerter Putzbau, baugeschichtlich und straßenbildprägend von Bedeutung. Zweigeschossig, unregelmäßige Fensterachsen, barockes Türgewände mit Segmentbogen, dort im Schlussstein bezeichnet mit 1789 (Fassade überform)t, steiles Satteldach, an Rückseite Oberlaube, Fassade gestört durch Garageneinbau. | 09237094 |
| Weitere Bilder                          | Wohnhaus in ehemals geschlossener Bebauung (Kirchmühle) | Pfarrberg 10 (Karte)                                                    | Nach 1855 | Ehemalige Kirchmühle, ausgewogene, klassizistisch anmutende Putzfassade, baugeschichtlich und städtebaulich von Bedeutung. Zweigeschossiger Putzbau, im Erdgeschoss mit Putznutung, in den Fundamenten ältere Bebauung, an Rückfassade einige Störungen, innen: Treppenhaus aus der Erbauungszeit. | 09237103 |
|                                         | Wohnhaus in halboffener Bebauung und Ecklage | Pfarrberg 12 (Karte)                                                    | Nach 1855 | In einigen Details klassizistisch anmutende Fassade, baugeschichtlich und städtebaulich von Bedeutung. Zweigeschossiger Putzbau in Hanglage, klassizistisches Türgewände, Zahnschnittgesims unter Traufe, Satteldach mit Dachhecht, an Giebelseite und Rückseite leichte Störungen, in den Fundamenten ältere Bebauung. | 09237104 |
|                                         | Wohnhaus, Fabrikgebäude (Plan 1) und Mietshaus (zu Steinweg 2) einer ehemaligen Wäsche- und Schürzenfabrik | Plan 1 (Steinweg 2) (Karte)                                             | Um 1830 (Wohnhaus); 2. Hälfte 19. Jahrhundert (Mietshaus); 1909 (Fabrikgebäude)                                                                      | Straßenbildprägende Gebäudegruppe mit baugeschichtlicher und ortsgeschichtlicher Bedeutung. - Wohnhaus zweigeschossiger Putzbau, Fenster- und Türgewände Porphyrtuff, Fassade um 1925 überformt, Satteldach mit Schleppgaupe - Textilfabrik: dreigeschossiger Putzbau über Sockelgeschoss in Polygonmauerwerk, bestehend aus Rochlitzer Porphyrtuff, im Erdgeschoss zwei große Korbbogenfenster mit reicher Sprossung, Türgewände und seitliches Portal im Reformstil mit Anklängen an den Jugendstil, über der Tür gläserne Verdachung, Erker im zwei Obergeschoss, Mansarddach - Mietshaus: dreigeschossiger Putzbau, in den 1920er Jahren vermutlich um ein Geschoss aufgestockt und Fassade überformt, zum Teil Winterfenster, Mansarddach mit drei Dachhäusern | 09237490 |
|                                         | Mietshaus in geschlossener Bebauung und Ecklage | Poststraße 4 (Karte)                                                    | Um 1895 | Repräsentativer Wohnbau mit historistischer Fassade in Klinkermischbauweise, mit Laden, s. a. Rochlitzer Straße 59, baugeschichtlich und städtebaulich von Bedeutung. Dreigeschossiges Gebäude in Klinkermischbauweise (ein Teil des Gebäudes Rochlitzer Straße 59), bauplastischer Schmuck in Formen des Historismus, steiles Mansarddach, Ecke abgeschrägt, Fassade in das Dachgeschoss übertragen durch Rechteckgiebel und zwei Dreieckgiebel, Ladeneinfassung im Erdgeschoss verändert. | 09237211 |
|                                         | Wohnhaus in geschlossener Bebauung | Poststraße 6 (Karte)                                                    | Um 1895 | Gründerzeitliche Fassade in Klinkermischbauweise, baugeschichtlich und städtebaulich von Bedeutung. Zweigeschossig, Klinkermischbauweise, bauplastische Formen im Stil des Historismus, Seitenrisalit mit turmartigem Aufsatz und stumpfem Walmhelm, stehende Gauben im steilen Mansarddach. | 09237212 |
|                                         | Mietshaus in halboffener Bebauung | Poststraße 7 (Karte)                                                    | Um 1895 | Im Stil des gründerzeitlichen Historismus, ortsentwicklungsgeschichtlich von Bedeutung. Gebäude in gemischter Bebauung, Klinkermischbauweise, Steinsockel in Polygonmauerwerk, bauplastische Formen im Stile des Historismus. | 09237224 |
|                                         | Wohnhaus in geschlossener Bebauung | Poststraße 8 (Karte)                                                    | Um 1895 | Gründerzeitliche Fassade in Klinkermischbauweise, baugeschichtlich und städtebaulich von Bedeutung. Klinkermischbauweise, bauplastische Formen im Stil des Historismus, stehende Gauben im steilen Mansarddach. | 09237213 |
|                                         | Wohnhaus in geschlossener Bebauung | Poststraße 10 (Karte)                                                   | Um 1895 | Gründerzeitliche Fassade in Klinkermischbauweise, baugeschichtlich und städtebaulich von Bedeutung. Zweigeschossig, Klinkermischbauweise, bauplastische Formen im Stil des Historismus, ausgebautes Mansarddach (quergelagertes Zwerchhaus eingerahmt von zwei Gauben und überwölbt mit abgestumpftem Walmhelm). | 09237214 |
|                                         | Wohnhaus in halboffener Bebauung | Poststraße 11 (Karte)                                                   | Um 1895 | Gründerzeitliche Fassade in Klinkermischbauweise, baugeschichtlich und städtebaulich von Bedeutung. Zweigeschossig, Klinkermischbauweise, Steinsockel in Polygonmauerwerk, bauplastische Formen im Stil des Historismus, ausgebautes Mansarddach, seitlicher Anbau störend. | 09237226 |
| Weitere Bilder                          | Ehemaliges Postamt in offener Bebauung und Ecklage, mit nordöstlichem Anbau | Poststraße 13 (Karte)                                                   | 1890 | Heute Berufschulgebäude, repräsentative Klinkerfassade, baugeschichtlich, ortsgeschichtlich und städtebaulich von Bedeutung. Gebäude in Ecklage (Poststraße / Schumannstraße), seit 1913 Schulgebäude einschließlich Anbau in Klinkermischbauweise, Steinsockel in Polygonmauerwerk, Treppenhausturm über Eingangsbereich mit abgestumpftem Walmhelm, große Schleppgaupe störend. Gaupen und Zwerchhaus aus der Erbauungszeit entfernt. | 09237227 |
| Weitere Bilder                          | Postamt in offener Bebauung und Ecklage | Poststraße 15 (Karte)                                                   | 1915–1916 | Aus zwei Gebäudeflügeln bestehender Bau mit Eckturm, Fassadengestaltung zwischen Späthistorismus und Reformstil, baugeschichtlich, ortsgeschichtlich und straßenbildprägend von Bedeutung. Postgebäude in Ecklage zur Schumannstraße, Putzbau auf Steinsockel in Polygonmauerwerk mit seitlichem Anbau, bauplastische Formen im Stil des späten Historismus (mit starken neobarocken Akzenten), an Gebäudeecke Turm mit Mansardhelm über Eingangsbereich, an beiden Straßenfronten sind der Fassade Seitenrisalite mit Giebelbekrönungen vorgelagert, in gutem Originalzustand. | 09237228 |
|                                         | Mietvilla | Poststraße 21 (Karte)                                                   | Bezeichnet mit 1899 | Gebäude in Stilformen des Historismus, baugeschichtlich und städtebaulich von Bedeutung. Putzbau, Steinsockel in Polygonmauerwerk, zweigeschossiger Wintergartenanbau, bauplastische Formen und Dachform im Heimatstil, leichte Veränderungen an Wintergartenanbau im Bereich des Sockels, an Eingangsfassade ein Fenster zugemauert. Originale Einfriedung nicht mehr vorhanden. | 09237229 |
|                                         | Villa | Poststraße 23 (Karte)                                                   | Um 1900 | Gebäude in Stilformen des Historismus, baugeschichtlich und städtebaulich von Bedeutung. Gebäude in Klinkermischbauweise auf Steinsockel in Polygonmauerwerk, bauplastische Formen im Stil des Historismus bzw. Heimatstils, Fassadenmitte auf drei Seiten durch mittelrisalitartig hervorgehobenes Gebäudeteil mit Krüppelwalm betont, zweigeschossiger Wintergartenanbau an Poststraße verschindelt, Reste der ursprünglichen Einfriedung noch vorhanden. | 09237230 |
|                                         | Wohnhaus in halboffener Bebauung | Poststraße 24 (Karte)                                                   | Um 1895 | Teil eines Doppelwohnhauses, s. a. Schulstraße 1, gründerzeitliche Putzfassade, baugeschichtlich und städtebaulich von Bedeutung. Wohnhaus in Ecklage (Poststraße/Schulstraße) Teil von Schulstraße 1, zweigeschossiger Putzbau auf Steinsockel mit Polygonmauerwerk, Putznutungen und bauplastischer Schmuck in Zierformen des Historismus, über abgeschrägter Ecke Attikageschoss mit abgestumpftem Walmhelm, Seitenrisalit Poststraße mit Zwerchgiebel. | 09237216 |
|                                         | Villa und Einfriedung | Poststraße 29 (Karte)                                                   | Um 1900 | Repräsentativer Villenbau im Stil der Neorenaissance, baugeschichtlich und städtebaulich von Bedeutung. Villengebäude in Ecklage (Poststraße/Johann-Sebastian-Bach-Straße), Klinkermischbauweise, Steinsockel in Polygonmauerwerk, bauplastische Formen im Stil der Neorenaissance, Teile der originalen Einfriedung noch vorhanden, Fassaden an allen Seiten durch Mittelrisalite gegliedert, seitlicher Wintergartenanbau, in gutem Originalzustand. | 09237231 |
|                                         | Villa und Einfriedung | Poststraße 31 (Karte)                                                   | Um 1900 | Stattlicher Villenbau im Stil des Historismus, baugeschichtlich und städtebaulich von Bedeutung. Villengebäude in Ecklage zur Schumannstraße, Klinkermischbauweise, Steinsockel in Polygonmauerwerk, bauplastische Formen im Stil des Historismus, mit Resten der originalen Einfriedung, überwiegend in gutem Originalzustand. | 09237232 |
|                                         | Wohnhaus | Poststraße 32 (Karte)                                                   | 1908 | Teil des Doppelwohnhauses Poststraße 32/34, qualitätvolles Gebäude in Stilformen des Historismus, mit Zierfachwerk, baugeschichtlich und städtebaulich von Bedeutung. Putzbau mit Werksteinsockel, im Obergeschoss Zierfachwerk, bauplastischer Schmuck in Formen Historismus, Seitenrisalit mit Dreieckgiebel und Krüppelwalm ist zweigeschossiger Erker mit barockisierender Haube vorgelagert. | 09237219 |
|                                         | Wohnhaus, Gartenlaube und Einfriedung | Poststraße 34 (Karte)                                                   | 1908 | Teil des Doppelwohnhauses Poststraße 32/34, qualitätvolles Gebäude in Stilformen des Historismus, mit Zierfachwerk, baugeschichtlich und städtebaulich von Bedeutung. - Wohnhaus: Putzbau mit Werksteinsockel, im Obergeschoss Zierfachwerk, bauplastischer Schmuck in Formen des Heimat- bzw. Jugendstil, Seitenrisalit mit Dreiecksgiebel und Krüppelwalm ist zweigeschossiger Erker vorgelagert, aus dessen Überdachung ein zwerchhausartiger Giebel ragt - Gartenlaube: eingeschossig, zwei Seiten Fachwerk, zwei Seiten Mauerwerk - Einfriedung (Nebenanlagen): Hof eingefasst durch hohe verputzte Mauer mit Verdachung aus Biberschwänzen (heutige Gestaltung entspricht nicht dem Ursprung), Straßeneinfriedung Mauern, Pfosten aus verputztem Ziegelmauerwerk, Zaunsfelder Eisenzaun erneuert (an ursprüngliche Gestaltung angepasst) | 09237220 |
|                                         | Villa mit Einfriedung | Poststraße 36 (Karte)                                                   | Um 1910 | Stattliches Gebäude in Stilformen des Historismus, mit Zierfachwerk, baugeschichtlich und städtebaulich von Bedeutung. Villa in Ecklage (Poststraße/Johann-Sebastian-Bach-Straße), Putzbau mit Steinsockel in Polygonmauerwerk, Erkern und Wintergartenanbau, Stilformen Heimat- bzw. Jugendstil, in gutem Originalzustand, originale Einfriedung noch vorhanden. | 09237221 |
|                                         | Villa und Einfriedung | Poststraße 38 (Karte)                                                   | Um 1910 | Im Stil des Historismus errichteter Klinkerbau mit Zierfachwerk, baugeschichtlich und städtebaulich von Bedeutung. Villa in Ecklage (Poststraße/Johann-Sebastian-Bach-Straße), Gebäude in Klinkermischbauweise mit Zierfachwerk im Obergeschoss sowie an seitlichem Turm, repräsentativer Eingangsbereich und seitlicher Dienstboteneingang, in Formen des Heimatstils bzw. Historismus, Reste der originalen Einfriedung noch vorhanden, Rückseite: zweigeschossiger Wintergarten in Holzbauweise, in gutem Originalzustand. | 09237222 |
|                                         | Wohnhaus und Einfriedung | Poststraße 39 (Karte)                                                   | 1932 | Zeittypischer Putzbau der 1930er Jahre, baugeschichtlich von Bedeutung. Putzbau, einige Bauteile in Klinker, Innenausstattung des Hauses komplett vorhanden, Treppenhausverglasung im Stil der konstruktivistischen Phase des Bauhauses, Gebäude einschließlich der Einfriedung in gutem Originalzustand. | 09237237 |
|                                         | Villa | Poststraße 42 (Karte)                                                   | Um 1905 | Putzbau mit historistischer Fassade, baugeschichtlich und städtebaulich von Bedeutung. Villa in Ecklage (Poststraße/Südstraße), Putzbau, vorgelagerte Seitenrisalite mit Dreiecksgiebeln, bauplastischer Schmuck und Zierfachwerk in Formen des Historismus bzw. Jugendstils, an einer Fassadenseite zweigeschossiger Wintergartenanbau in Holzbauweise mit bunten Glasfenstern. | 09237223 |
|                                         | Fabrikgebäude und Fabrikschornstein | Poststraße 45 (Karte)                                                   | Um 1930 | Mehrfarbiger Klinkerbau mit Sheddach, bau- und technikgeschichtlich von Bedeutung. Produktionsanlage mit Sheddach, Fassadenverkleidung in gelbem und rotem Klinker, Anbau an Rampe störend. | 09237238 |
|                                         | Wohnhaus mit rückseitiger Oberlaube in halboffener Bebauung | Quergasse 5 (Karte)                                                     | Vor 1700 | Barockes Wohnhaus, vermutlich ehemals mit Fachwerkobergeschoss, später überformt, baugeschichtlich von Bedeutung. Zweigeschossiger Putzbau, klassizistisches Türgewände, Giebeldreieck Fachwerk verschiefert, an Rückseite Oberlaube, Satteldach. | 09237477 |
|                                         | Wohnhaus in geschlossener Bebauung | Quergasse 7 (Karte)                                                     | Vor 1700 | Obergeschoss Fachwerk verputzt, baugeschichtlich von Bedeutung. Erdgeschoss massiv, Holztraufe, Satteldach mit Dachhecht. | 09237476 |
|                                         | Wohnhaus in halboffener Bebauung und Ecklage | Quergasse 9 (Karte)                                                     | Vor 1700 | Obergeschoss Fachwerk verputzt, baugeschichtlich von Bedeutung. Erdgeschoss massiv, Giebeldreieck verkleidet, Segmentbogenportal, Holztraufe. | 09237475 |
|                                         | Wohnhaus in offener Bebauung | Quergasse 10 (Karte)                                                    | Vor 1700 | Barocker Putzbau, baugeschichtlich von Bedeutung. Zweigeschossig, Giebeldreieck Fachwerk verschiefert, Segmentbogenportal mit Schlussstein, seitlicher Anbau mit Fachwerk, steiles Satteldach. | 09237473 |
|                                         | Wohnhaus in halboffener Bebauung | Quergasse 12 (Karte)                                                    | Vor 1700 | Barocker Putzbau, im späten 19. Jahrhundert überformt, baugeschichtlich von Bedeutung. Zweigeschossig, Fassadengliederung im Stil des Barock, Türgewände und Fenster im Erdgeschoss spätes 19. Jahrhundert, an einer Giebelseite Fachwerk (verkleidet), Satteldach. | 09237474 |
|                                         | Gefängnis (ehemaliges Amtsgerichtsgefängnis) in offener Bebauung | Rochlitzer Straße 1 (Karte)                                             | Nach 1851 | Zum Amtsgericht (heute Rathaus) gehörender Gefängnisbau, stattlicher Putzbau mit Gliederung in Porphyrtuff, Stufengiebel, baugeschichtlich und ortsgeschichtlich von Bedeutung. Turmartiges viergeschossiges Gebäude mit Stufengiebeln auf T-förmigem Grundriss, Fenster- und Türgewände sowie Glierungselemente wie Lisenen und Stufen in Rochlitzer Porphyrtuff. | 09237112 |
|                                         | Wohnhaus in geschlossener Bebauung und zwei Hinterhäuser | Rochlitzer Straße 2 (Karte)                                             | 18. Jahrhundert (Hinterhaus); 2. Hälfte 19. Jahrhundert (Wohnhaus)                                                                                   | Wohnhaus gründerzeitlicher Putzbau mit zwei Läden, Fassadengestaltung um 1910, baugeschichtlich und städtebaulich von Bedeutung. - Wohnhaus: dreigeschossiger Putzbau, Neobarock, Fensterachsen durch Lisenen hervorgehoben, reiches Stuckornament oberhalb von Fenstersturz, Brüstung etc., im Erdgeschoss: Eingangsportal und Ladeneinfassung der beiden Geschäfte aus dem späten 19. Jahrhundert, innen: Kreuzgewölbe mit Gurtbögen - Hinterhausbebauung: Fassade, Fenstergewände, Portalanlage barock, innen: Kreuzgewölbe mit Gurtbogen in Wandvorlagen übergehend | 09237136 |
| Weitere Bilder                          | Rathaus, einschließlich der Hinterhausbebauung | Rochlitzer Straße 3 (Karte)                                             | Um 1750 | Repräsentativer Putzbau im Stil des Barock, baugeschichtlich und ortsgeschichtlich von Bedeutung. Zweigeschossig, Fassade gegliedert durch dreigeschossigen Mittelrisalit mit geschweiftem Frontispiz, steiles Mansarddach, in gutem Originalzustand, an der Rückseite zwei Seitenflügel und Hinterhaus mit geschweiftem barockem Giebel. | 09237113 |
|                                         | Wohnhaus in geschlossener Bebauung | Rochlitzer Straße 4, 6, 8 (Karte)                                       | 1824 | Putzbau mit Mittelrisalit und Ladenzone des frühen 19. Jahrhunderts, Fassade im historisierenden Stil der 1920er Jahre überformt, baugeschichtlich und städtebaulich von Bedeutung. Putzbau, Ladengeschäft im Erdgeschoss, Mittelteil des Gebäudes tritt durch mittelrisalitartigen Vorsprung mit Attikabekrönung hervor, bauplastischer Schmuck in historisierender Formensprache, innen: im Erdgeschoss barockes Kreuzgratgewölbe auf quadratischen Pfeilern. | 09237137 |
|                                         | Hotelgebäude in geschlossener Bebauung (Hotel „Deutsches Haus“) | Rochlitzer Straße 5 (Karte)                                             | Um 1905, im Kern wohl älter | Stattlicher Putzbau mit Erker im Stil des Historismus, an der Fassade Figurennische mit weiblicher Figur, baugeschichtlich und ortsgeschichtlich von Bedeutung. Fassade: dreigeschossiger Erker mit Welscher Haube, Eingangsportal barockisierend, innen: Treppenhaus aus der Erbauungszeit um 1905, im Erdgeschoss Kreuzgewölbe möglicherweise barock, Inneneinrichtung des Restaurants aus der Zeit um 1910. | 09237114 |
|                                         | Wohnhaus in geschlossener Bebauung und Ecklage | Rochlitzer Straße 9 (Karte)                                             | Um 1750 | Ehemals barockes Bürgerhaus, im historisierenden Dekorationsstil der 1920er Jahre überformt, siehe auch Neustadt 1, baugeschichtlich und städtebaulich von Bedeutung. Dreigeschossiger Putzbau, mittelrisalitartiger Vorsprung an Fassade in der Rochlitzer Straße, steiles Satteldach mit mehrgeschossigen Dachaufbauten, Neorenaissancegiebel an Fassade der Neustadt, im Erdgeschoss rustizierte Lisenen mit Figurenreliefs, in gutem Originalzustand, Geburtshaus von Johannes Schilling, Bildhauer, Schöpfer der Statuen der Brühlschen Terrasse in Dresden. | 09237116 |
|                                         | Wohnhaus in geschlossener Bebauung | Rochlitzer Straße 10 (Karte)                                            | Um 1910 | Putzbau mit Laden, dekorative Fassade mit Jugendstilelementen, baugeschichtlich und städtebaulich von Bedeutung. Dreigeschossig, bauplastischer Schmuck in Formen des Historismus bezw. Jugendstil, steiles Mansarddach mit geschweiftem Giebel und zweigeschossigem Erker, Ladeneinbau im Erdgeschoss aus der Zeit um 1925, innen: Treppenhaus im Jugendstil. | 09237138 |
|                                         | Wohnhaus in geschlossener Bebauung einschließlich Hinterhausbebauung | Rochlitzer Straße 12 (Karte)                                            | 1824 | Putzbau des frühen 19. Jahrhunderts mit Laden, bau- und stadtentwicklungsgeschichtlich von Bedeutung. - Wohnhaus: zweigeschossig mit steilem Satteldach, zwei großen stehenden Dachgauben, Ladeneinbau um 1900 - Hinterhausbebauung: hofumbautes zweigeschossiges Gebäude mit Fachwerk im Obergeschoss | 09237139 |
|                                         | Wohnhaus in geschlossener Bebauung einschließlich Hinterhausbebauung | Rochlitzer Straße 14 (Karte)                                            | Um 1905, im Kern eventuell älter | Repräsentativer Putzbau im Stil der Neorenaissance, Ladenzone mit dekorativen Jugendstilelementen, baugeschichtlich und städtebaulich von Bedeutung. Zweigeschossig mit zwei Läden im Erdgeschoss, steiles Satteldach mit Treppengiebel, zweigeschossiger Erker mit Zwiebel überdacht, Fassade im Erdgeschoss: Sandsteinverkleidung mit Tierreliefs (Fabeln), Ladeneinfassungen aus der Zeit um 1905 weitgehend vorhanden, innen: Treppenhaus aus derselben Zeit, Hinterhausbebauung bestehend aus einem barocken Wirtschaftsgebäude mit Anbau einer Schnapsbrennerei aus dem 19. Jahrhundert. | 09237140 |
|                                         | Wohnhaus in geschlossener Bebauung | Rochlitzer Straße 16 (Karte)                                            | Bezeichnet mit 1905 | Historistische Fassade mit Jugendstildekor, baugeschichtlich und städtebaulich von Bedeutung. Dreigeschossiger Putzbau, Erdgeschoss vermutlich mit Hilbersdorfer Porphyrtuff verkleidet, reicher bauplastischer Schmuck, steiles Mansarddach mit geschweiftem Giebel, stehende Gaupe mit Giebelüberdachung. | 09237141 |
|                                         | Wohnhaus in geschlossener Bebauung und Ecklage | Rochlitzer Straße 24 (Karte)                                            | 1824 | Schlichter Putzbau mit Laden, an den Schmalseiten geschweifte Giebel, baugeschichtlich und städtebaulich von Bedeutung. Dreigeschossiger Putzbau in Ecklage zum Stadtgraben, steiles Satteldach, Zwerchhaus mit geschweiftem Giebel im Stil der Renaissance, innen: Treppenhaus in Gusseisenkonstruktion, zwei Jugendstilfenster, Keller: Tonnengewölbe. | 09237144 |
|                                         | Wohnhaus als Hinterhausbebauung | Rochlitzer Straße 26 (Karte)                                            | Um 1800 | Obergeschoss Fachwerk, baugeschichtlich von Bedeutung. Verputzter Fachwerkbau mit steilem Satteldach, das Fachwerk geht über zwei Geschosse. | 09237145 |
|                                         | Wohnhaus in geschlossener Bebauung | Rochlitzer Straße 30 (Karte)                                            | 1824 | Putzbau des frühen 19. Jahrhunderts, Ladenzone um 1900, baugeschichtlich und städtebaulich von Bedeutung. Zweigeschossig mit Ladeneinfassung aus der Zeit um 1900, steiles Satteldach mit zwei markanten Gauben. | 09237147 |
|                                         | Wohnhaus in geschlossener Bebauung | Rochlitzer Straße 34 (Karte)                                            | 1824 | Putzbau des frühen 19. Jahrhunderts mit späterer Ladenzone, baugeschichtlich und städtebaulich von Bedeutung. Zweigeschossir, steiles Satteldach mit stehenden Gauben, Ladenzone im Erdgeschoss nach 1900, innen: Keller mit Tonnengewölbe. | 09237149 |
|                                         | Wohnhaus in geschlossener Bebauung einschließlich rückwärtigem Lagergebäude | Rochlitzer Straße 42 (Karte)                                            | Um 1880 (Wohnhaus); um 1920 (Lagerhaus) | Wohnhaus Putzbau mit historisierender Fassade und späterem Ladeneinbau, baugeschichtlich und städtebaulich von Bedeutung. - Wohnhaus: dreigeschossiger Putzbau (nachträgliche Aufstockung), Ladeneinbau und Fassadengestaltung aus der Zeit um 1880 bzw. um 1910, innen: Grundriss im Erdgeschoss verändert - Rückseite an Zimmerstraße: Lagergebäude aus der Zeit um 1920 | 09237152 |
|                                         | Lagergebäude in geschlossener Bebauung | Rochlitzer Straße 44 (Karte)                                            | Um 1890 | Hinterhausbebauung des Grundstücks Rochlitzer Straße 44, Putzbau mit großer, offener Toreinfahrt, baugeschichtlich von Bedeutung. Fassade des Lagergebäudes von Zimmerstraße einsehbar, Gebäude mit Putznutung, innen Ziegelmauerwerk, Gebäude folgt der Typologie einer gedeckten Brücke, über riesigem Korbbogenportal Geschoss mit vier Rundbogenfenstern, flaches Dach. | 09237153 |
| Weitere Bilder                          | Wohnhaus in geschlossener Bebauung und Ecklage | Rochlitzer Straße 50 (Karte)                                            | Um 1910 | Putzbau mit Laden im Stil des Historismus mit Jugendstildekor, baugeschichtlich und städtebaulich von Bedeutung. Dreigeschossig in Ecklage zur Theaterstraße, Ecke gestaltet durch Portal mit historisierenden Schmuckformen, halbkreisförmigen Erker mit verschieferter Überdachung, darüber turmartiger Aufbau mit gewölbter Haube, beide Fassaden mit dreieckförmigen Giebeln und Erkern, teilweise schiefergedeckt mit geschnitzten Fenstergewänden, Türen und Fenster zum Teil erneuert, innen: Treppenhaus aus der Erbauungszeit. | 09237155 |
|                                         | Wohnhaus in geschlossener Bebauung | Rochlitzer Straße 56 (Karte)                                            | 1824, später überformt | Putzbau des frühen 19. Jahrhunderts mit späterem Ladeneinbau, baugeschichtlich und städtebaulich von Bedeutung. Zweigeschossig mit steilem Satteldach und charakteristischem Zwerchgiebel, durch Ladeneinbau. 1930 überformt | 09237157 |
|                                         | Wohnhaus in geschlossener Bebauung | Rochlitzer Straße 57 (Karte)                                            | Um 1824 | Putzbau des frühen 19. Jahrhunderts mit Ladeneinbau aus der Zeit um 1900, baugeschichtlich und städtebaulich von Bedeutung. Zweigeschossig mit steilem Satteldach, Erdgeschoss Ladeneinbau und Fenstereinbau (um 1900), innen: Wand- und Deckenverkleidung original (gestalterisch aufwendigste Ladeneinrichtung in Mittweida). | 09237123 |
|                                         | Mietshaus in geschlossener Bebauung | Rochlitzer Straße 59 (Karte)                                            | Um 1895 | Repräsentativer Wohnbau mit historistischer Fassade in Klinkermischbauweise, mit Laden, s. a. Poststraße 4, baugeschichtlich und städtebaulich von Bedeutung. Dreigeschossiges Gebäude (ein Teil des Gebäudes Poststraße 4), bauplastischer Schmuck in Formen des Historismus, steiles Mansarddach, Ladeneinbau aus der Erbauungszeit, in gutem Originalzustand. | 09237124 |
|                                         | Wohnhaus in geschlossener Bebauung einschließlich Hinterhaus | Rochlitzer Straße 61 (Karte)                                            | Um 1840 | Putzbau mit zwei Läden und mittigem, großen Portal, baugeschichtlich und städtebaulich von Bedeutung. Zweigeschossig, in der Mittelachse mit großem Eingangsportal, zwei Ladeneinbauten, Hinterhaus mit zweischiffiger Halle, böhmisches Kappengewölbe auf Porphyrsäulen. | 09237125 |
|                                         | Wohnhaus in geschlossener Bebauung | Rochlitzer Straße 62 (Karte)                                            | 1824 | Bürgerhaus des frühen 19. Jahrhunderts mit Laden, Eingangsbereich im historisierenden Dekorationsstil der 1920er Jahre überformt, baugeschichtlich und städtebaulich von Bedeutung. Zweigeschossiger Putzbau mit Satteldach und zwei Dachhäuschen, Ladeneinbau im Erdgeschoss und Fassadenerneuerung aus der Zeit um 1925. | 09237159 |
|                                         | Mietshaus in geschlossener Bebauung | Rochlitzer Straße 69 (Karte)                                            | Um 1880 | Gründerzeitlicher Putzbau, baugeschichtlich und städtebaulich von Bedeutung. Viergeschossig, Gebäudemitte durch mittelrisalitartigen Gebäudevorsprung mit trapezförmigem Frontispiz gegliedert. | 09237128 |
|                                         | Wohnhaus in geschlossener Bebauung | Rochlitzer Straße 72 (Karte)                                            | Um 1890 | Gründerzeitlicher Putzbau mit historisierender Fassade der 1920er Jahre, baugeschichtlich und städtebaulich von Bedeutung. Dreigeschossig, Ladeneinbau im Erdgeschoss, Fassadengestaltung in historistischen Formen der 1920er Jahre, mächtiges Zwerchhaus mit vier Achsen, guter Originalzustand. | 09237133 |
|                                         | Wohnhaus in geschlossener Bebauung | Rochlitzer Straße 73 (Karte)                                            | Um 1890 | In Stilformen des Historismus erbaut, baugeschichtlich von Bedeutung. Dreigeschossiger Putzbau mit figuralen Stuckornamenten in den Fensterbrüstungen, Ladeneinbau. | 09237129 |
|                                         | Wohnhaus in halboffener Bebauung | Rochlitzer Straße 75 (Karte)                                            | Um 1800 | Putzbau aus der Zeit um 1800 mit späteren Ladeneinbauten, baugeschichtlich und stadtentwicklungsgeschichtlich von Bedeutung. Zweigeschossig mit einseitigem Krüppelwalm und stehenden Gauben, im Erdgeschoss zwei Ladeneinbauten, Gestaltung der Ladenzone im Stil der Zeit um 1900, Fassade im Erdgeschoss durch den Einbau von zwei Fenstern gestört. | 09237130 |
|                                         | Wohnhaus in offener Bebauung und Ecklage | Schillerstraße 11 (Karte)                                               | Um 1905 | Putzbau in Stilformen des Historismus der Zeit um 1905, baugeschichtlich und städtebaulich von Bedeutung. Zweigeschossig auf Steinsockel, Holzbalkon mit Schwebegiebel, Freigespärre. | 09237248 |
|                                         | Wohnhaus in halboffener Bebauung | Schillerstraße 12 (Karte)                                               | Bezeichnet mit 1898 | Teil des Doppelwohnhauses Schillerstraße 12/14, historistischer Putzbau, baugeschichtlich und städtebaulich von Bedeutung. Zweigeschossiges Putzgebäude auf Steinsockel in Polygonmauerwerk, bauplastischer Schmuck in Formen des Historismus, Mansarddach. | 09237251 |
|                                         | Wohnhaus in halboffener Bebauung | Schillerstraße 14 (Karte)                                               | 1898 | Teil des Doppelwohnhauses Schillerstraße 12/14, ausgewogene historistische Fassade mit Putzgliederung, baugeschichtlich und städtebaulich von Bedeutung. Zweigeschossiges Putzgebäude auf Steinsockel in Polygonmauerwerk, bauplastischer Schmuck in Formen des Historismus, Einfriedung noch vorhanden. | 09237252 |
|                                         | Wohnhaus in offener Bebauung | Schillerstraße 20 (Karte)                                               | Um 1905 | Historisierender Putzbau mit turmartig überhöhter Gebäudeecke, baugeschichtlich von Bedeutung. Zweigeschossig auf Steinsockel in Polygonmauerwerk, Eckturm mit Walmhelm, bauplastischer Schmuck in Formen des Historismus. | 09237255 |
|                                         | Wohnhaus in halboffener Bebauung | Schulstraße 1 (Karte)                                                   | Um 1895 | Teil eines Doppelwohnhauses, siehe auch Poststraße 24, gründerzeitliche Putzfassade, baugeschichtlich und städtebaulich von Bedeutung. Wohnhaus in Ecklage (Poststraße / Schulstraße) Teil von Poststraße 24, zweigeschossiger Putzbau auf Steinsockel mit Polygonmauerwerk, Putznutungen und bauplastischer Schmuck in Zierformen des Historismus, über abgeschrägter Ecke Attikageschoss mit abgestumpftem Walmhelm, Seitenrisalit Poststraße mit Zwerchgiebel. | 09235170 |
|                                         | Wohnhaus in offener Bebauung | Schulstraße 3 (Karte)                                                   | Um 1895 | Putzbau in Stilformen des Historismus, baugeschichtlich von Bedeutung. Zweigeschossig auf umlaufendem Sockel in Polygonmauerwerk, im Giebel Zierfachwerk, bauplastischer Schmuck in Formen des Historismus, Freigespärre im Giebel. | 09237278 |
|                                         | Wohnhaus in offener Bebauung | Schulstraße 4 (Karte)                                                   | Um 1900 | Putzbau in Stilformen des Historismus der Zeit um 1900, baugeschichtlich von Bedeutung. Zweigeschossig mit Zierfachwerk im Dachgeschoss, umlaufender Sockel in Polygonmauerwerk, Seitenrisalit mit Standerker und Balkon, bauplastische Formen im Stil des Historismus. Einfriedung abgebrochen. | 09237283 |
| Weitere Bilder                          | Schulgebäude und Turnhalle in offener Bebauung einschließlich Einfriedung (Fichte-Schule) | Schulstraße 6 (Karte)                                                   | 1900 | Repräsentativer Schulbau mit reich gegliederter, historistischer Klinkerfassade, bau- und ortsgeschichtlich von Bedeutung. Dreigeschossig, verkleidet mit hellrotem Klinker, Zierformen in glasiertem Klinker, umlaufender Sockel in Polygonmauerwerk, gegliedert durch Seitenrisalite und übergiebelten straßenseitigen Mittelrisalit, über dem Eingangsportal großes Maßwerkfenster, Segmentbogenfenster mit reicher Sprossung, in gutem Originalzustand. | 09237282 |
|                                         | Wohnhaus in offener Bebauung | Schulstraße 9 (Karte)                                                   | Um 1895 | Putzbau in Stilformen des Historismus, baugeschichtlich von Bedeutung. Zweigeschossig über umlaufendem Steinsockel in Polygonmauerwerk, bauplastischer Schmuck in Formen des Historismus, Freigespärre in den Giebeln, Störungen: Versetzung des Türportals der Westseite. | 09237279 |
|                                         | Wohnhaus in offener Bebauung | Schulstraße 13 (Karte)                                                  | Um 1895 | Putzbau in Stilformen des Historismus, baugeschichtlich von Bedeutung. Zweigeschossiger Klinkerbau über umlaufendem Steinsockel in Polygonmauerwerk, bauplastische Formen im Stil des Historismus, übergiebelter Mittelrisalit, Freigespärre in den Giebeln. | 09237280 |
|                                         | Wohnhaus in offener Bebauung | Schulstraße 15 (Karte)                                                  | Um 1895 | Putzbau in Stilformen des Historismus, baugeschichtlich von Bedeutung. Zweigeschossig über umlaufendem Steinsockel in Polygonmauerwerk, einfache Putzgliederung, risalitartige übergiebelte Gebäudevorsprünge mit Freigespärre. | 09237281 |
|                                         | Wohnhaus in halboffener Bebauung und Ecklage | Schumannstraße 1 (Karte)                                                | Um 1925 | In Stilformen des Historismus der 1920er Jahre, (ehemaliges Verwaltungsgebäude der AOK). Zweigeschossiger Putzbau auf Steinsockel in Polygonmauerwerk, Betonung der Gebäudeecke im Dachbereich durch Turm mit Haube, Dachausbau, bauplastische Formen im Stil des Historismus der 1920er Jahre. Jahre | 09237274 |
|                                         | Villa mit Einfriedung | Schumannstraße 3 (Karte)                                                | 1906 | Putzbau im Reformstil der Zeit um 1905, baugeschichtlich von Bedeutung. Zweigeschossig mit Treppenhausturm, umlaufender Steinsockel in Polygonmauerwerk, Dachausbau, bauplastischer Schmuck in Formen des Jugendstils, in gutem Originalzustand, originale Einfriedung teilweise noch vorhanden. | 09237275 |
| Weitere Bilder                          | Doppelwohnhaus in offener Bebauung mit Einfriedung | Schumannstraße 4, 6 (Karte)                                             | Um 1905 | Repräsentativer Wohnbau mit historistischer Fassade, baugeschichtlich und straßenbildprägend von Bedeutung. Wohnhaus in Klinkermischbauweise mit umlaufendem Steinsockel in Polygonmauerwerk, bauplastische Formen im Stil des Historismus, reiche Dachlandschaft, in gutem Originalzustand, Einfriedung noch vorhanden. | 09237276 |
|                                         | Wohnhaus in geschlossener Bebauung | Stadtgraben 1 (Karte)                                                   | Um 1900 | Historistischer Putzbau, baugeschichtlich und städtebaulich von Bedeutung. Zweigeschossig mit Dachausbau, bauplastische Formen im Stil des Historismus. | 09237272 |
|                                         | Wohnhaus, Fabrikgebäude (Plan 1) und Mietshaus (zu Steinweg 2) einer ehemaligen Textilfabrik | Steinweg 2 (Plan 1) (Karte)                                             | Um 1830 (Wohnhaus); 2. Hälfte 19. Jahrhundert (Mietshaus); 1909 (Fabrikgebäude)                                                                      | Straßenbildprägende Gebäudegruppe mit baugeschichtlicher und ortsgeschichtlicher Bedeutung. - Wohnhaus zweigeschossiger Putzbau, Fenster- und Türgewände Porphyrtuff, Fassade um 1925 überformt, Satteldach mit Schleppgaupe - Textilfabrik: dreigeschossiger Putzbau über Sockelgeschoss in Polygonmauerwerk, bestehend aus Rochlitzer Porphyrtuff, im Erdgeschoss zwei große Korbbogenfenster mit reicher Sprossung, Türgewände und seitliches Portal im Reformstil mit Anklängen an den Jugendstil, über der Tür gläserne Verdachung, Erker im zwei Obergeschoss, Mansarddach - Mietshaus: dreigeschossiger Putzbau, in den 1920er Jahren vermutlich um ein Geschoss aufgestockt und Fassade überformt, zum Teil Winterfenster, Mansarddach mit drei Dachhäusern | 09237490 |
|                                         | Wohnhaus in geschlossener Bebauung | Steinweg 3 (Karte)                                                      | Bezeichnet mit 1822 | Putzbau des frühen 19. Jahrhunderts, baugeschichtlich und stadtentwicklungsgeschichtlich von Bedeutung. Mit regelmäßigen Fensterachsen, Türgewände klassizistisch, Satteldach mit zwei Dachhechten. | 09237493 |
|                                         | Wohnhaus in geschlossener Bebauung | Steinweg 10 (Karte)                                                     | Um 1825 | Putzbau des frühen 19. Jahrhunderts, baugeschichtlich und stadtentwicklungsgeschichtlich von Bedeutung. Mit regelmäßigen Fensterachsen, Türgewände klassizistisch, Satteldach mit zwei Dachhechten. | 09237520 |
|                                         | Wohnhaus in ehemals geschlossener Bebauung mit Laden | Steinweg 12 (Karte)                                                     | Um 1825 (Wohnhaus); um 1900 (Laden) | Putzbau des frühen 19. Jahrhunderts, um 1900, Ladeneinbau mit erhaltener zeitgleich entstandener Innenausstattung, baugeschichtlich und handwerklich-künstlerisch von Bedeutung. Zweigeschossig mit regelmäßigen Fensterachsen, Türgewände klassizistisch, Satteldach mit zwei Dachhechten, Ladeneinfassung des späten 19. Jahrhunderts sowie Innenausstattung des Ladens (Kacheln, Fliesen, …) noch erhalten. | 09237521 |
|                                         | Wohnhaus in geschlossener Bebauung | Steinweg 13 (Karte)                                                     | 1822 | Putzbau des frühen 19. Jahrhunderts, baugeschichtlich und stadtentwicklungsgeschichtlich von Bedeutung. Zweigeschossig mit regelmäßigen Fensterachsen, Türgewände klassizistisch, Satteldach mit Dachhecht. | 09237495 |
|                                         | Wohnhaus in geschlossener Bebauung | Steinweg 19 (Karte)                                                     | 1822 | Putzbau des frühen 19. Jahrhunderts, baugeschichtlich und stadtentwicklungsgeschichtlich von Bedeutung. Zweigeschossig mit regelmäßigen Fensterachsen, Türgewände klassizistisch, Satteldach, in gutem Originalzustand. | 09237496 |
|                                         | Wohnhaus in geschlossener Bebauung | Steinweg 27 (Karte)                                                     | 1822 | Putzbau des frühen 19. Jahrhunderts, baugeschichtlich und stadtentwicklungsgeschichtlich von Bedeutung. Zweigeschossig mit regelmäßigen Fensterachsen, klassizistisches Türgewände, Satteldach. | 09237500 |
|                                         | Wohnhaus in geschlossener Bebauung | Steinweg 37 (Karte)                                                     | Um 1822 | Putzbau des frühen 19. Jahrhunderts, baugeschichtlich und stadtentwicklungsgeschichtlich von Bedeutung. Zweigeschossig, zum Teil mit unregelmäßigen Fensterachsen, steiles Satteldach. | 09237503 |
|                                         | Wohnhaus in geschlossener Bebauung | Steinweg 40 (Karte)                                                     | Bezeichnet mit 1845, im Kern eventuell älter | Putzbau des frühen 19. Jahrhunderts, baugeschichtlich und stadtentwicklungsgeschichtlich von Bedeutung. Zweigeschossig, mit regelmäßigen Fensterachsen, klassizistisches Türgewände, steiles Satteldach, Rückseite: Fachwerk, vermutlich aus der Zeit um 1800, in gutem Originalzustand. | 09237516 |
|                                         | Wohnhaus in geschlossener Bebauung | Steinweg 52 (Karte)                                                     | 1820 | Putzbau des frühen 19. Jahrhunderts, baugeschichtlich und stadtentwicklungsgeschichtlich von Bedeutung. Zweigeschossig mit regelmäßigen Fensterachsen, klassizistisches Türgewände, steiles Satteldach mit Dachhecht. | 09237514 |
|                                         | Wohnhaus in geschlossener Bebauung | Steinweg 57 (Karte)                                                     | Vor 1700 | Putzbau des frühen 18. Jahrhunderts mit älterer Bausubstanz, baugeschichtlich von Bedeutung. Zweigeschossig mit nicht ganz regelmäßigen Fensterachsen, barockes Portalgewände mit Schlussstein und Jahreszahl „1712“, Fenstergewände im Erdgeschoss vermutlich aus der Zeit vor 1700, im Dach überdimensionaler Dachhecht, in gutem Originalzustand. | 09237508 |
|                                         | Wohnhaus in geschlossener Bebauung | Steinweg 73 (Karte)                                                     | Um 1780 | Putzbau des späten 18. Jahrhunderts, baugeschichtlich von Bedeutung. Zweigeschossig, überwiegend mit regelmäßigen Fensterachsen, Portalgewände mit Schlussstein. Störung: überdimensionierter Dachhecht. | 09237510 |
|                                         | Wohnhaus in halboffener Bebauung („Zschopau-Terrasse“) | Steinweg 85 (Karte)                                                     | Vor 1800 | Putzbau des späten 18. Jahrhunderts, ehemalige Gaststätte „Zschopau-Terrasse“, baugeschichtlich und ortsgeschichtlich von Bedeutung. Dreigeschossig, nach 1900 aufgestockt, Bruchsteinmauerwerk, Krüppelwalm. Nebengebäude (Abbruch 2012 festgestellt): Außenmauern massiv, innen Fachwerk, Walmdach, teilweise zerstört. | 09237511 |
|                                         | Doppelwohnhaus in offener Bebauung | Südstraße 8, 10 (Karte)                                                 | Um 1900 | Historistischer Putzbau, baugeschichtlich von Bedeutung. Zweigeschossig mit Putznutung, jede Haushälfte mit flachem übergiebeltem Mittelrisalit, in Stilformen des Historismus der Zeit um 1900. | 09237243 |
|                                         | Hotel „Europäischer Hof“ in halboffener Bebauung | Technikumplatz 1 (Karte)                                                | Um 1895 | Qualitätvoller historistischer Bau in Klinkermischbauweise, baugeschichtlich und ortsgeschichtlich von Bedeutung. Mit bauplastischem Schmuck in Formen des Historismus, steile Mansarde, im Erdgeschoss rustizierter Sandstein, Fassadengliederung durch risalitartig vorspringende Seitenteile mit geschweiften Giebeln, im Erdgeschoss ursprünglich zwei Ladeneinbauten, Ladeneinfassungen und Hoftor der großen Toreinfahrt im Original vorhanden. | 09237285 |
|                                         | Wohnhaus in geschlossener Bebauung | Technikumplatz 3 (Karte)                                                | Um 1885 | Mit Laden, repräsentative gründerzeitliche Fassade, baugeschichtlich und städtebaulich von Bedeutung. Zweigeschossiger Putzbau, bauplastischer Schmuck in historistischen Formen, Mittelrisalit durch Pilaster hervorgehoben, darüber Zwerchhaus mit Attikabekrönung, im Erdgeschoss rustizierende Putznutung, Ladeneinfassung und Haustür noch original. | 09237288 |
|                                         | Wohnhaus in geschlossener Bebauung | Technikumplatz 6 (Karte)                                                | 1827 | Schlichter Putzbau des frühen 19. Jahrhunderts, Teil einer vorstädtischen Bebauung, stadtentwicklungsgeschichtlich von Bedeutung. Zweigeschossig, Teil einer vorstädtischen Bebauung, steiles Satteldach mit ausgebautem Dachhecht, Fassade in spätbarocken Formen, Ladeneinbau im Erdgeschoss um 1900, alte Ladeneinfassung teilweise noch vorhanden. | 09237289 |
|                                         | Wohnhaus in geschlossener Bebauung | Technikumplatz 8 (Karte)                                                | Um 1827 | Spätbarocker Putzbau mit späterem Ladeneinbau, Teil einer vorstädtischen Bebauung, stadtentwicklungsgeschichtlich von Bedeutung. Zweigeschossig, steiles Satteldach mit stehenden Gauben, Fassade in spätbarocken Formen, späterer Ladeneinbau, Gebäude wurde wohl aus zwei Häusern zusammengefügt. | 09237290 |
|                                         | Wohnhaus in geschlossener Bebauung | Technikumplatz 14 (Karte)                                               | Um 1825 | Putzbau des frühen 19. Jahrhunderts, Teil einer vorstädtischen Bebauung, stadtentwicklungsgeschichtlich von Bedeutung. Zweigeschossig, leicht zurückspringendes Obergeschoss, Satteldach mit zwei Dachhäuschen. | 09237293 |
| Weitere Bilder                          | Technikumgebäude mit östlicher Freitreppe und Parkanlage | Technikumplatz 16 (Karte)                                               | 1867 | Frei stehendes, qualitätvolles Gebäude mit aufwändig gestalteter historistischer Fassade, baugeschichtlich, ortsgeschichtlich und gartenkünstlerisch von Bedeutung. Gebäude in offener Bebauung, auf hohem Natursteinsockel in Polygonmauerwerk, an Vorder- und Rückseite über die Seitenteile hinausragender Mittelrisalit, rustizierte Putzfassade, Fassade an Leisniger Straße mit Figurennischen, Fassade Technikumplatz: Entree als separater Gebäudeteil in Stilformen des Hauptgebäudes mit vorgelagerter Freitreppe, nördlich des Technikums Parkanlage mit altem Baumbestand. | 09237294 |
|                                         | Wohnhaus in geschlossener Bebauung und Ecklage | Technikumplatz 19 (Karte)                                               | 1867 | Im Stil des Klassizismus errichtete Fassade, baugeschichtlich und städtebaulich von Bedeutung. Zweigeschossiger Putzbau in Ecklage zur Weitzelstraße bei gemischter Bebauung, steiles Mansarddach mit stehenden Gauben. | 09237295 |
|                                         | Mietshaus in geschlossener Bebauung und Ecklage | Technikumplatz 23 (Karte)                                               | Bezeichnet mit 1883 | Putzbau mit Ladenzone im Stil der Neorenaissance, baugeschichtlich von Bedeutung. Dreigeschossig in Ecklage zur Tzschirnerstraße, bauplastischer Schmuck in Porphyrtuff, über Mittelrisalit Attikageschoss mit Giebelbekrönung, Mezzaningeschoss, Ecke abgeschrägt, in Ladenzone, Ganzglasscheiben. | 09237292 |
|                                         | Kinogebäude in offener Bebauung (Theaterhaus-Lichtspiele) | Theaterstraße 1 (Karte)                                                 | Um 1925 | Markanter Putzbau in Stilformen des Expressionismus, bau- und ortsgeschichtlich von Bedeutung. Kubischer Baukörper in offener Bebauung, anstelle des 1858 erbauten Theaters errichtet, Klinkermischbauweise, bauplastischer Schmuck in Stilformen des Expressionismus bzw. im Dekorationsstil der 1920er Jahre, Kinogebäude am Standort des Theaterbaus aus den 60er Jahren des 19. Jahrhunderts. | 09237182 |
|                                         | Wohnhaus in geschlossener Bebauung | Theaterstraße 4 (Karte)                                                 | Um 1895 | Mit Laden, historistische Klinkerfassade, baugeschichtlich und städtebaulich von Bedeutung. Zweigeschossiger Bau in Klinkermischbauweise, bauplastische Formen im Stil des Historismus, bauzeitliche Ladeneinfassung, Mansarddach. | 09237183 |
|                                         | Wohnhaus in geschlossener Bebauung | Theaterstraße 6 (Karte)                                                 | Um 1895 | Mit Laden, historistische Fassade in Klinkermischbauweise, baugeschichtlich und städtebaulich von Bedeutung. Zweigeschossiger Bau in Klinkermischbauweise, bauplastische Formen im Stil des Historismus, originales Hauseingangstürblatt, Mansarddach. | 09237184 |
|                                         | Mietshaus in geschlossener Bebauung und Ecklage | Theaterstraße 8 (Karte)                                                 | Um 1895 | Markante historistische Fassade in Klinkermischbauweise, baugeschichtlich und städtebaulich von Bedeutung. Dreigeschossiger Bau in Ecklage (Theaterstraße/Zimmerstraße), Klinkermischbauweise, bauplastische Formen im Stil des Historismus, Ecklage des Hauses betont durch abgeschrägte, mit Lisenen gegliederte und durch Attikageschoss bekrönte Ecke, Ladenzone an Ecke verändert durch Umwandlung in Wohnraum. | 09237185 |
|                                         | Mietshaus in halboffener Bebauung und Ecklage | Tzschirnerplatz 4 (Karte)                                               | Um 1895 | Historistische Klinkerfassade mit Stilelementen der Neorenaissance, baugeschichtlich und städtebaulich von Bedeutung. Viergeschossiger Bau in Ecklage zur Lutherstraße, Steinsockel in Polygonmauerwerk, Fassade in Klinkermischbauweise mit bauplastischem Schmuck in historistischen Formen, Gaube mit geschweiftem Frontispiz und Eckvoluten. | 09237164 |
|                                         | Mietshaus in geschlossener Bebauung | Tzschirnerplatz 5 (Karte)                                               | Um 1895 | Historistische Klinkerfassade, baugeschichtlich und städtebaulich von Bedeutung. Dreigeschossiger Bau auf Steinsockel in Werkstein, Fassade in Klinkermischbauweise mit bauplastischem Schmuck in historistischen Formen, Gebäudemitte betont durch vorgelegte Halbsäulen im zweiten Obergeschoss, darüber Zwerchhaus mit Walmhelm. | 09237165 |
|                                         | Mietshaus in geschlossener Bebauung | Tzschirnerplatz 6 (Karte)                                               | Um 1895 | Fassade in Klinkermischbauweise mit bauplastischem Schmuck in Formen des Historismus, baugeschichtlich und städtebaulich von Bedeutung. Dreigeschossiger Bau mit Sockel in Polygonmauerwerk, Horizontalgliederung durch Lisenen, Gebäudemitte betont durch rustizierte Halbsäulen im ersten Obergeschoss, in der Mansarde liegende Gaube mit Dreieckgiebel. | 09237166 |
|                                         | Mietshaus in geschlossener Bebauung | Tzschirnerplatz 7 (Karte)                                               | Um 1895 | Fassade in Klinkermischbauweise mit bauplastischem Schmuck in Formen des Historismus, baugeschichtlich und städtebaulich von Bedeutung. Dreigeschossiger Bau mit Sockel in Polygonmauerwerk, Fassade in Klinkermischbauweise, Attikageschoss mit Dreieckgiebel. | 09237167 |
|                                         | Mietshaus in geschlossener Bebauung | Tzschirnerplatz 8 (Karte)                                               | Um 1895 | Fassade in Klinkermischbauweise mit bauplastischem Schmuck in Formen des Historismus, baugeschichtlich und städtebaulich von Bedeutung. Dreigeschossiges Gebäude auf Steinsockel in Polygonmauerwerk, Fassade in Klinkermischbauweise, Attikageschoss mit Dreieckgiebel | 09237168 |
|                                         | Mietshaus in ehemals geschlossener Bebauung und Ecklage | Tzschirnerplatz 11 (Karte)                                              | Um 1895 | Fassade in Klinkermischbauweise mit bauplastischem Schmuck in Formen des Historismus, baugeschichtlich und städtebaulich von Bedeutung. Dreigeschossiges Eckgebäude (Tzschirnerplatz/Tzschirnerplatz) auf Steinsockel in Polygonmauerwerk, Fassade in Klinkermischbauweise, abgeschrägte Ecke mit Erker, steile Mansarde, Gauben zum Teil mit Eckvoluten. | 09237170 |
|                                         | Mietshaus in geschlossener Bebauung | Tzschirnerplatz 12 (Karte)                                              | Um 1895 | Fassade in Klinkermischbauweise mit bauplastischem Schmuck in historistischen Formen, baugeschichtlich und städtebaulich von Bedeutung. Dreigeschossiges Gebäude auf Steinsockel in Werkstein, Erdgeschoss Putznutung, Gebäudemitte durch Pilaster gegliedert, darüber Zwerchhaus mit Dreieckgiebel. | 09237172 |
|                                         | Wohnhaus in geschlossener Bebauung und Ecklage | Tzschirnerplatz 13 (Karte)                                              | Um 1895 | Mit Laden, Fassade in Klinkermischbauweise mit bauplastischem Schmuck in historistischen Formen, baugeschichtlich und städtebaulich von Bedeutung. Dreigeschossiger Eckbau (Tzschirnerplatz/Tzschirnerstraße) mit Sockel in Werkstein, Ecke überhöht und abgeschrägt, Laden im Erdgeschoss, Ecken des ersten und zweiten Obergeschosses durch Pilaster horizontal gegliedert, darüber Attika mit abgestumpftem Walmhelm. | 09237173 |
|                                         | Wohnhaus in ehemals geschlossener Bebauung | Tzschirnerstraße 13 (Karte)                                             | Bezeichnet mit 1878 | Gründerzeitlicher Putzbau, baugeschichtlich und städtebaulich von Bedeutung. Zweigeschossiger Putzbau mit Satteldach, über Gebäudemitte Zwerchhaus mit Dreieckgiebel, Schlussstein des Korbbogenportals mit Jahreszahl „1878“. | 09237175 |
|                                         | Wohnhaus in geschlossener Bebauung und Ecklage | Waldheimer Straße 2 (Karte)                                             | Um 1800 | Barockes Wohnhaus mit Laden, im späten 19. Jahrhundert überformt, baugeschichtlich und städtebaulich von Bedeutung. Zweigeschossiger Bau in Ecklage (Waldheimer Straße/Brühl), Schauseite massiv, im Erdgeschoss Ladeneinbau, Eingangsportalgewände (1887) original, flache Überdachung über Portal, im Obergeschoss regelmäßige Fensterachsen. Giebelseite (Brühl): erstes Obergeschoss und Giebeldreieck Fachwerk (verkleidet), steiles Satteldach, profiliertes Traufgesims. | 09237078 |
|                                         | Wohnhaus in geschlossener Bebauung | Waldheimer Straße 4 (Karte)                                             | Nach 1693 | Wohnbau des 17. Jahrhunderts, Fassade im späten 20. Jahrhundert überformt sowie Ladeneinbau, baugeschichtlich von Bedeutung. Vermutlich ehemals Fachwerk im Obergeschoss, heute zweigeschossiger Putzbau mit sehr großen Fensteröffnungen in beiden Geschossen und Ladeneinbau (1. Hälfte 20. Jahrhundert), steiles Satteldach mit zwei Gaupen, keine Originaldeckung, profiliertes Traufgesims. | 09237079 |
|                                         | Wohnhaus in geschlossener Bebauung | Waldheimer Straße 6 (Karte)                                             | Nach 1693 | Wohnbau des 17. Jahrhunderts, später mit Laden, in jüngerer Zeit überformt, baugeschichtlich von Bedeutung. Gebäude zweigeschossig mit Kunststoffverkleidung, Fassadeneinteilung verändert, steiles Satteldach mit drei Gaupen, keine originale Deckung, Rückseite Fachwerk im Obergeschoss. | 09237080 |
|                                         | Wohnhaus in halboffener Bebauung und Ecklage | Waldheimer Straße 8 (Karte)                                             | Nach 1693 | Wohnbau des 17. Jahrhunderts, um 1900 überformt sowie Ladeneinbau, baugeschichtlich von Bedeutung. Ecklage (Waldheimer Straße / Rahmberg), Putzbau, zweigeschossig, Fassade durch Ladeneinbau 1903 verändert, im Obergeschoss regelmäßige Fensterachsen mit profilierten Steingewänden, steiles Krüppelwalmdach, keine originale Deckung, Giebelseite abgeschrägt, Giebeltrapez verschiefert, unter Verkleidung auf Steinsockel über zwei Geschosse verlaufendes Fachwerk, Rückseite Fachwerk. | 09237081 |
|                                         | Wohnhaus in ehemals geschlossener Bebauung | Waldheimer Straße 16 (Karte)                                            | Nach 1693 | Wohnbau des 17. Jahrhunderts mit späteren Ladeneinbauten, im späten 19. Jahrhundert überformt, baugeschichtlich von Bedeutung. Ecklage (Waldheimer Straße/Oststraße), Putzbau, zweigeschossig, Erdgeschoss: durch Ladeneinbauten verändert, Obergeschoss: mehrere regelmäßige Fensterachsen mit Steingewänden, steiles Satteldach mit zwei Dachhechten, Traufgesims profiliert, ein Giebel Fachwerk, verschiefert, ein Giebel Kunstschiefer, im Hof: Schlussstein von 1775 mit der Inschrift „GHS“ und Jahreszahl „1775“ mit dem Innungszeichen der Lohgerber. | 09237082 |
| Weitere Bilder                          | Wohn- und Geschäftshaus in geschlossener Bebauung und Ecklage | Waldheimer Straße 16a (Karte)                                           | 1928 | Repräsentativer Bau im expressionistischen Stil der 1920er Jahre, baugeschichtlich, städtebaulich und straßenbildprägend von Bedeutung. Klinkermischbauweise, vier- und fünfgeschossige Bebauung, im Erdgeschoss Ladenzone mit Klinkern verkleidet, expressionistische Vergitterung des Eckladens, Abschluss Erdgeschosszone mit Klinkerzahnfries, Obergeschoss: hervortretender Kubus überragt seitliche Bauteile um ein Geschoss, unterhalb Flachdach geometrisches Klinkerornament, regelmäßige Fensterachsen mit zweigeschossigem Erker, Fassade Waldheimer Straße: Loggien und Balkone, Fenstergewände seitlich mit Klinkern eingefasst, Fassade horizontal durch umlaufende Klinkergesimse gegliedert, nicht alle Fenster original, innen: Ladeneinrichtung aus der Erbauungszeit. | 09237083 |
|                                         | Wohnhaus in geschlossener Bebauung | Waldheimer Straße 18 (Karte)                                            | 1894 | Historistische Fassade in Klinkermischbauweise, baugeschichtlich und städtebaulich von Bedeutung. Dreigeschossiges Gebäude in Klinkermischbauweise, Obergeschosse: roter Klinker, regelmäßige Fensterachsen, waagerechte bezw. dreieckförmige Fensterüberdachungen, Erdgeschoss: Putznutung, Laden in Wohnraum umgewandelt, Mansarddach mit stehenden Gaupen, keine Originaldeckung. | 09237084 |
|                                         | Wohnhaus in geschlossener Bebauung | Waldheimer Straße 20 (Karte)                                            | 1894 | Historistische Fassade in Klinkermischbauweise, baugeschichtlich und städtebaulich von Bedeutung. Dreigeschossiges Gebäude in Klinkermischbauweise, Obergeschosse mit gelbem Klinker, waagerechte bzw. dreieckförmige Fensterüberdachungen, Erdgeschoss: Putznutung, Ladeneinbau aus Erbauungszeit, Mansarddach mit stehenden Gaupen, keine Originaldeckung. | 09237085 |
|                                         | Wohnhaus in geschlossener Bebauung | Waldheimer Straße 22 (Karte)                                            | 1894 | Historistische Fassade in Klinkermischbauweise, baugeschichtlich und städtebaulich von Bedeutung. Dreigeschossiges Gebäude in Klinkermischbauweise, Obergeschosse: roter Klinker, regelmäßige Fensterachsen, waagerechte bzw. dreieckförmige Fensterüberdachungen, Erdgeschoss: Putznutung, Laden in Wohnung umgewandelt, Mansarddach mit stehenden Gaupen, keine Originaldeckung. | 09237086 |
|                                         | Wohnhaus in ehemals geschlossener Bebauung | Waldheimer Straße 24 (Karte)                                            | 1894 | Historistische Fassade in Klinkermischbauweise, baugeschichtlich und städtebaulich von Bedeutung. Dreigeschossiges Gebäude in Klinkermischbauweise, Obergeschosse: gelber Klinker, regelmäßige Fensterachsen, waagerechte bzw. dreieckförmige Fensterüberdachungen, Erdgeschoss: Putznutung, Ladeneinbau in Wohnung umgewandelt, Mansarddach mit stehenden Gaupen, keine Originaldeckung. | 09237087 |
|                                         | Wohnhaus in geschlossener Bebauung und Ecklage | Weberstraße 1 (Karte)                                                   | 1700 Dendro, im Kern älter (Wohnhaus); bezeichnet mit 1737 (Portal)                                                                                  | Als Handels- und Brauhaus erbautes Gebäude, im späten 19. Jahrhundert überformt, baugeschichtlich, hausgeschichtlich und ortsgeschichtlich von Bedeutung. Ecklage Weberstraße/Marktplatz/Badergasse, Einbau Café und Laden 1898. Putzbau, dreigeschossig, schlichte, weitgehend symmetrisch gegliederte Fassade, paarweise Anordnung der Fenster in den Obergeschossen, im Erdgeschoss Sitznischenportal mit Schlussstein und Wappen des Erbauers, über dem Portalsturz geschweiftes Figurenrelief, Schaufenster mit profilierten Gewänden dem Portal gestalterisch angenähert, steiles Satteldach mit Dachhecht, Biberschwanzdeckung, innen: liegender Dachstuhl mit Hängevorrichtung, Keller 14. Jahrhundert, im Erdgeschoss spätgotisches Gewölbe (einziges Beispiel in Mittweida), im zweiten Obergeschoss profilierte Balkendecke (Ende 17. Jahrhundert). | 09237044 |
|                                         | Wohnhaus in halboffener Bebauung und Ecklage | Weberstraße 2 (Karte)                                                   | Bezeichnet mit 1724 | Barocker Putzbau, später überformt und Ladeneinbau, baugeschichtlich und städtebaulich von Bedeutung. Ecklage Weberstraße/Quergasse, Putzbau mit Steinsockel, zweigeschossig, steiles Satteldach, altdeutsche Schieferdeckung, Zwerchhaus mit Dreieckgiebel (um 1850), links und rechts davon zwei stehende, verschieferte Gaupen, profiliertes Traufgesims, Fassade Weberstraße: Ladeneinfassung spätes 19. Jahrhundert, im Obergeschoss drei regelmäßige Fensterachsen, Fenstergewände aus Stein, Fassade Quergasse: unregelmäßige Fensteröffnungen mit Steingewänden, zum Teil Ganzglasscheiben, an Giebelseite Stichbogenportal mit Schlussstein, dort bezeichnet mit 1724, Tür neu. | 09237068 |
|                                         | Ehemaliges Hotel Wettin in geschlossener Bebauung | Weberstraße 3 (Karte)                                                   | Nach 1898, im Kern wohl älter | Im Stil des Historismus der Zeit um 1900, mit älterer Bausubstanz, baugeschichtlich und städtebaulich von Bedeutung. Putzbau, viergeschossig, Fensterachsen asymmetrisch mit Holzerker im 1. Obergeschoss, im Erdgeschoss dreiteiliges Korbfenster, Portal u. Portalanlage original, Traufe gekehlt, gering geneigtes Satteldach, innen: Kreuzgewölbe, Treppenhaus original. | 09237045 |
|                                         | Wohnhaus in geschlossener Bebauung | Weberstraße 5 (Karte)                                                   | 1891 | Mit Laden, Fassade im Stil des Historismus, baugeschichtlich und städtebaulich von Bedeutung. Fassade Klinkermischbauweise, dreigeschossig, im Erdgeschoss Ladeneinbau, Einfassung Schaufenster und Eingangstüre original, Fenster in den Obergeschossen überdacht, Brüstungsfelder der Fenster teilweise mit Stuckornament, Mansarddach ohne Sattel, schiefergedeckt mit stehenden Gaupen, Traufgesims. | 09237046 |
|                                         | Wohnhaus in ehemals geschlossener Bebauung | Weberstraße 6 (Karte)                                                   | Nach 1693 | Barockes Wohnhaus mit späteren Ladeneinbauten, vor 1900 überformt, baugeschichtlich und städtebaulich von Bedeutung. Putzbau, zweigeschossig, auf Steinsockel, mehrere unregelmäßige Fensterachsen, steiles Satteldach mit Dachpfannen, profiliertes Traufgesims, im Erdgeschoss zwei Ladeneinbauten, Einfassung spätes 19. Jahrhundert, Einbau dreiflügeliges Fenster nach 1900, im Obergeschoss Fenster nicht mehr original. | 09237067 |
|                                         | Wohnhaus in halboffener Bebauung und Ecklage | Weberstraße 8 (Karte)                                                   | Nach 1672 | Markanter barocker Putzbau mit späterem Ladeneinbau, um 1900 überformt, baugeschichtlich von Bedeutung. Putzbau auf Steinsockel, zweigeschossig, im Erdgeschoss zwei Ladeneinbauten, Einfassungen spätes 19. Jahrhundert, Fenster und Türen erneuert, Giebel verbrettert, Fenster im Giebeldreieck kunstvoll gestaltet, Krüppelwalmdach mit Dachhecht, Dachpfannendeckung, an Weberstraße profiliertes Traufgesims, innen: Gewölbe im Erdgeschoss (zum Teil Kreuzgratgewölbe), erstes Haus im Steuerregister Mittweidas. | 09237061 |
|                                         | Wohnhaus in geschlossener Bebauung einschließlich der Hinterhausbebauung | Weberstraße 9 (Karte)                                                   | Nach 1693 | Barocker Wohnbau mit späterem Ladeneinbau, nach 1900 überformt, baugeschichtlich und städtebaulich von Bedeutung. - Vorderhaus: Putzbau, zweigeschossig, mit steilem Satteldach und zwei stehenden Gaupen, profiliertes Traufgesims, keine Originaldeckung, Erdgeschoss zwei Ladeneinbauten (spätes 19. Jahrhundert), im Obergeschoss vier regelmäßige Fensterachsen mit Steingewänden, Fenster mit Sprossenteilung, innen: im Eingangsbereich vieleckige Deckenrosette mit verzierten Glasfeldern (Jugendstil), Kreuzgratgewölbe auf profilierten Konsolsteinen, ovales Fenster im Erdgeschoss - Hinterhausbebauung: zweigeschossig mit steilem Satteldach, Kniestock, im Obergeschoss Fachwerk, Erdgeschoss gestört durch Anbauten, im Hof überdachter Laufgang, Keramikrelief über Türsturz, bemalte Decke im Erdgeschoss (vor 1850) | 09237065 |
|                                         | Wohnhaus in halboffener Bebauung und Ecklage | Weberstraße 10 (Karte)                                                  | Nach 1672 | Breit gelagerter barocker Putzbau mit späterem Ladeneinbau, vor 1900 überformt, baugeschichtlich und städtebaulich von Bedeutung. (Weberstraße/Frongasse), Putzbau auf Steinsockel, dreigeschossig, vier Fensterachsen im ersten und zweiten Obergeschoss, Ladeneinfassung im Erdgeschoss um 1900, großflächige Fenster und Eingangstür störend, Satteldach durch drei Dachhechte gebrochen, Dachdeckung nicht mehr original, ein Teil des Giebels in der Frongasse verschiefert, unregelmäßige Fensterachsen, Fenstergewände in der Frongasse aus der Erbauungszeit. | 09237060 |
|                                         | Wohnhaus in halboffener Bebauung | Weberstraße 11 (Karte)                                                  | Nach 1693 | Barocker Putzbau mit späterem Ladeneinbau, um 1900 überformt, baugeschichtlich und städtebaulich von Bedeutung. Putzbau, zweigeschossig, mit steilem Satteldach und zwei Dachhechten, keine Originaldeckung, profiliertes Traufgesims, Erdgeschoss gestört durch Schaufenstereinbau, Fenster mit Steingewänden nicht mehr original. | 09237064 |
|                                         | Schlussstein mit Zunftzeichen der Leineweber | Weberstraße 13 (Karte)                                                  | Bezeichnet mit 1774 | Ortsgeschichtliches Zeugnis der Leineweberzunft in Mittweida. In Wappen Zunftzeichen der Leinweberinnung. | 09237047 |
|                                         | Wohnhaus in geschlossener Bebauung | Weberstraße 14 (Karte)                                                  | Nach 1672 | Barocker Putzbau mit späterem Ladeneinbau, um 1900 überformt, baugeschichtlich und städtebaulich von Bedeutung. Zweigeschossig auf Steinsockel, sechs Fensterachsen im Obergeschoss, Fenster mit Oberlichtsprossen, Fenstergewände mit Steinfaschen, im Erdgeschoss schlichtes Portalgewände, Ladenzone um 1900, Portalgewände zum Laden zurückhaltende Profilierung mit Schlussstein (mit Buchstaben „L“), Eingangstür störend, Satteldach ohne originale Deckung. | 09237058 |
|                                         | Wohnhaus in geschlossener Bebauung | Weberstraße 16 (Karte)                                                  | Nach 1672 | Barocker Putzbau mit späterem Ladeneinbau, 1832 überformt, baugeschichtlich und städtebaulich von Bedeutung. Zweigeschossig, Erdgeschoss durch Ladeneinbau und Eingangstür verändert, im Obergeschoss vier Fensterachsen, gebrochenes Satteldach mit Kniestock und durchlaufendem Dachhecht, profiliertes Traufgesims, keine originale Deckung. | 09237057 |
|                                         | Wohnhaus in geschlossener Bebauung und Ecklage | Weberstraße 17 (Karte)                                                  | Um 1895 | Putzbau in Stilformen des Historismus, baugeschichtlich und städtebaulich von Bedeutung. Ecke Weberstraße/Mühlstraße, dreigeschossig, mit abgeschrägter Ecke und Walmhelm, Gaupe mit pyramidalem Dachaufsatz, an beiden Straßenseiten Zwerchhäuser, Satteldach, altdeutsche Schieferdeckung, Erdgeschoss durch Ladeneinbauten verändert, Obergeschosse horizontal mit profilierten Gesimsen und vertikal durch mehrere Fensterachsen gegliedert, Fenstergewände aus Stein zum Teil profiliert und flach überdacht. | 09237063 |
|                                         | Wohnhaus in geschlossener Bebauung | Weberstraße 18 (Karte)                                                  | Nach 1672 | Barocker Putzbau mit späterem Ladeneinbau, um 1900 überformt, baugeschichtlich und städtebaulich von Bedeutung. Auf Steinsockel, zweigeschossig, Erdgeschoss durch Ladeneinbau verändert, zweiflügelige Eingangstür mit Oberlicht (2. Hälfte 19. Jahrhundert), im Obergeschoss vier Fensterachsen, Steingewände mit aufgemalten Faschen, steiles Satteldach, zwei Dachhechte, keine Originaldeckung, Traufgesims profiliert. | 09237056 |
|                                         | Wohnhaus in geschlossener Bebauung | Weberstraße 20 (Karte)                                                  | Nach 1672 | Barocker Wohnbau mit späterem Ladeneinbau, Fassade um 1830 überformt, baugeschichtlich und städtebaulich von Bedeutung. Putzbau mit Porphyrsockel, zweigeschossig, fünf Fensterachsen, Fenstergewände Porphyr, Fenster teilweise original, klassizistisches Portal und Portalgewände, (einzige klassizistische Fassadenüberformung in der Weberstraße), profiliertes Traufgesims, Satteldach mit stehenden Gaupen, Dachdeckung nicht original, Rückseite: im Obergeschoss Fachwerk mit Fußbändern (früher Oberlaube), Barockportal mit Schlussstein (1728). | 09237055 |
|                                         | Wohnhaus in geschlossener Bebauung einschließlich Waschhaus im Garten | Weberstraße 22 (Karte)                                                  | Nach 1635 | Barocker Wohnbau, Fassade um 1910 überformt, baugeschichtlich und städtebaulich von Bedeutung. - Wohnhaus: Putzbau mit Steinsockel, Fassade überformt mit rustizierendem Putz, quer verlaufendes Gesims, klassizistisches Portal flach überdacht, Obergeschoss vier Fensterachsen, Erdgeschoss durch Fenster gestört, Satteldach altdeutsche Schieferdeckung, durchlaufender Dachhecht, Traufgesims verkleidet, Rückseite: Fachwerk im Obergeschoss verputzt, im Erdgeschoss Jugendstilfenster, innen: Treppenhaus und Wandverkleidung qualitätvolle Arbeit - Waschhaus im Garten (vor 1910): eingeschossiger Putzbau mit Mansarde, große Gaupe mit Satteldach, im Giebel Sprossenfenster, Fledermausgaupen beidseitig mit kunstvoller Versprossung, Erdgeschoss: offenes Treppenhaus, Rundbogenfenster mit Klappläden | 09237054 |
|                                         | Wohnhaus in geschlossener Bebauung | Weberstraße 24 (Karte)                                                  | Nach 1672 | Barocker Putzbau, in jüngerer Zeit überformt, baugeschichtlich und städtebaulich von Bedeutung. Dreigeschossig auf Steinsockel, Erdgeschoss verändert (Garageneinbau, Doppelfenster), im ersten und zweiten Obergeschoss regelmäßige Fensterachsen, steiles Satteldach, altdeutsche Schieferdeckung, stehende Gauben, Traufgesims. | 09237053 |
|                                         | Wohnhaus in geschlossener Bebauung | Weberstraße 26 (Karte)                                                  | Nach 1672 | Barocker Putzbau mit späterem Ladeneinbau, in jüngerer Zeit überformt, baugeschichtlich und städtebaulich von Bedeutung. Putzbau mit Steinsockel, zweigeschossig, im Obergeschoss drei Fensterachsen, Fenster nicht mehr original, im Erdgeschoss Ladeneinbau verändert, steiles Satteldach, altdeutsche Schieferdeckung, Dachhecht, profiliertes Traufgesims. | 09237052 |
|                                         | Wohnhaus in geschlossener Bebauung | Weberstraße 28 (Karte)                                                  | Nach 1672 | Barocker Putzbau, baugeschichtlich und städtebaulich von Bedeutung. Putzbau mit Steinsockel, zweigeschossig, mehrere Fensterachsen mit Faschen (Fenster nicht original), barockes Portal und Gewände, Satteldach schiefergedeckt mit Dachhechten. | 09237051 |
|                                         | Wohnhaus in geschlossener Bebauung | Weberstraße 30 (Karte)                                                  | Nach 1672 | Barocker Putzbau, baugeschichtlich und städtebaulich von Bedeutung. Putzbau mit Porphyrsockel, dreigeschossig, vier symmetrische Fensterachsen, Fenster nicht mehr original, Gewände aus überstehenden Steinfaschen, barockes Stichbogengewände und Portal erhalten, Satteldach keine originale Deckung, Traufgesims profiliert. | 09237050 |
|                                         | Wohnhaus in geschlossener Bebauung | Weberstraße 32 (Karte)                                                  | Nach 1672 | Barocker Putzbau mit späterem Ladeneinbau, nach 1900 überformt, baugeschichtlich und städtebaulich von Bedeutung. Putzbau, zweigeschossig, vier Fensterachsen im Obergeschoss, Fenster mit Faschen (Fenster nicht original), Erdgeschoss durch Ladenfenster und Eingangstüre gestört, sehr hohes, sehr steiles Satteldach mit stehenden Gauben, Dachdeckung nicht mehr original, profiliertes Traufgesims, innen: Decke in Stilformen der Spätrenaissance. | 09237049 |
|                                         | Wohnhaus in geschlossener Bebauung | Weberstraße 34 (Karte)                                                  | 1672 Dendro | Barocker Putzbau mit späterem Ladeneinbau, im 19. Jahrhundert überformt, baugeschichtlich und städtebaulich von Bedeutung. Zweigeschossig, vier Fensterachsen im Obergeschoss, Ladenzone im Erdgeschoss im späten 19. Jahrhundert eingebaut, Fenster im Obergeschoss mit Faschen (Fenster nicht mehr original), steiles Satteldach mit Dachhecht, Dachstuhl nicht mehr original, profiliertes Traufgesims, innen: Kreuzgratgewölbe mit Gurtbögen im Erdgeschoss (17./18. Jahrhundert), Keller wahrscheinlich vor 1672, hier Tonnengewölbe, Bohlenwand im Dachgeschoss aus Erbauungszeit. | 09237048 |
|                                         | Wohnhaus in ehemals geschlossener Bebauung | Weberstraße 36 (Karte)                                                  | Nach 1672 | Barocker Putzbau mit späterem Ladeneinbau, nach 1900 überformt, baugeschichtlich und städtebaulich von Bedeutung. Zweigeschossig, Erdgeschoss Störungen, Obergeschoss: vier Fensterachsen (Fenster nicht mehr original), Satteldach ohne originale Deckung mit zwei Dachhechten. | 09237043 |
|                                         | Wohnhaus in ehemals halboffener Bebauung | Weberstraße 42 (Karte)                                                  | Nach 1672 | Barockes Wohnhaus mit späterem Ladeneinbau, um 1900 überformt, baugeschichtlich von Bedeutung. Wohnhaus in Ecklage (Weberstraße/Mandelgasse) bei geschlossener Bebauung, verputzte Fassade, Ladeneinfassung (Ende 19. Jahrhundert), Ganzglasscheiben störend, Obergeschoss mehrere Fensterachsen, Giebel in Mandelgasse: verschiefertes Fachwerk im Obergeschoss, gebrochenes Satteldach mit Kniestock und Dachhecht, Dachdeckung überwiegend altdeutsche Deckung. | 09237040 |
|                                         | Wohnhaus in halboffener Bebauung | Weberstraße 47 (Karte)                                                  | Nach 1870 | Mit Laden, historistische Putzfassade, baugeschichtlich und städtebaulich von Bedeutung. Dreigeschossiger Putzbau, Seitenflügel treten durch zwei Fensterachsen risalitartig hervor, darüber Zwerchhaus mit Rundbogenfenstern, Erdgeschoss mit Ladeneinbau, zwei Rundbogenportale, Rundbogenfenster, im ersten und zweiten Obergeschoss überdachte Fenster auf Konsolen, querverlaufendes Brüstungs- u. Dachgesims, Satteldach keine Originaldeckung, Fenster und Türen überwiegend erneuert, innen: Treppenhaus original. | 09237036 |
|                                         | Wohnhaus in halboffener Bebauung | Weberstraße 49 (Karte)                                                  | Nach 1850 | Mit Laden, historistische Putzfassade, baugeschichtlich und städtebaulich von Bedeutung. Putzbau in gemischter Bebauung, Gebäude dreigeschossig, Fassade zurückhaltend gestaltet, Erdgeschoss: Ladeneinbau, großes Stichbogenportal, Obergeschosse: Fenster mit Sohlbänken und Überdachungen, Satteldach mit stehenden Gaupen, kunstschiefergedeckt. | 09237037 |
| Weitere Bilder                          | Verwaltungs- und Funktionsgebäude und nördliches Nebengebäude eines Gaswerkes in Ecklage sowie Einfriedung | Weitzelstraße 2 (Karte)                                                 | 1907 | Putzbau in Stilformen des Historismus, bau- und technikgeschichtlich von Bedeutung. Ecklage Weitzelstraße/Lutherstraße, Klinkermischbauweise, bauplastischer Schmuck im Stil des Historismus, Sockel in Polygonalmauerwerk, auf Satteldach Walm mit Laterne, zwei Giebel im Stil der nordischen Renaissance, an Weitzelstraße Erker auf Konsolen, Giebel mit Zierfachwerk. Erhalten ist nördliches Nebengebäude an der Lutherstraße, dort auch Teil der Einfriedung. Funktionsgebäude im Hof in Klinkermischbauweise zwischen 2001 und 2009 abgerissen. | 09237181 |
|                                         | Wohnhaus in Ecklage und in geschlossener Bebauung (Gasthaus „Schillergarten“) | Weststraße 1 (Karte)                                                    | Um 1885 | Ehemals mit Gaststätte mit Saal, im Stil des gründerzeitlichen Historismus, siehe auch Leisniger Straße 1, baugeschichtlich von Bedeutung. Gebäude in Ecklage, ehemalige Gaststätte und Festsaal, in gemischter Bebauung, Putzbau teilweise mit Putznutung, bauplastische Formen im Stil des gründerzeitlichen Historismus. Störungen: Festsaal in Leisniger Straße 1 im Innern teilweise ausgebrannt. | 09237336 |
|                                         | Wohnhaus in geschlossener Bebauung | Weststraße 8 (Karte)                                                    | Um 1874 | Putzbau mit historisierender Fassade, errichtet vom „Bauverein zu Mittweida“, einer der ersten genossenschaftlichen Wohnungsbauten in Sachsen, bau- und sozialgeschichtlich von Bedeutung. Zweigeschossig, Fassade in Stilformen des Historismus, Satteldach. | 09237339 |
|                                         | Wohnhaus in geschlossener Bebauung | Weststraße 14 (Karte)                                                   | Um 1895 | Mit Laden, Fassade in Stilformen des Historismus, baugeschichtlich und städtebaulich von Bedeutung. Dreigeschossiger Putzbau, gegliedert durch Mittel- und Seitenrisalit, Putznutung, Sockel in Werkstein, bauplastische Formen im Stil des Historismus. | 09237340 |
|                                         | Wohnhaus in offener Bebauung | Zimmerstraße 12 (Karte)                                                 | Vor 1800 | Obergeschoss Fachwerk verputzt und verkleidet, baugeschichtlich von Bedeutung. Erdgeschoss massiv, Krüppelwalmdach, auf Rückseite störender Anbau, Fassadengliederung erhalten. | 09237186 |
|                                         | Wohnhaus in geschlossener Bebauung | Zimmerstraße 22 (Karte)                                                 | Nach 1824 | Putzbau des frühen 19. Jahrhunderts, baugeschichtlich und städtebaulich von Bedeutung. Zweigeschossig mit Satteldach und Dachhecht, Fassadengliederung erhalten. | 09237187 |
|                                         | Wohnhaus in geschlossener Bebauung | Zimmerstraße 24 (Karte)                                                 | 1829 | Beide Obergeschosse Fachwerk verputzt, baugeschichtlich und städtebaulich von Bedeutung. Erdgeschoss massiv, Satteldach mit Schleppgaupe. | 09237188 |
|                                         | Wohnhaus in geschlossener Bebauung | Zimmerstraße 26 (Karte)                                                 | Nach 1824 | Putzbau des frühen 19. Jahrhunderts, baugeschichtlich und städtebaulich von Bedeutung. Zweigeschossig, mit Satteldach und Dachhechten, Portalbereich verändert. | 09237189 |
|                                         | Wohnhaus in geschlossener Bebauung | Zimmerstraße 29 (Karte)                                                 | Um 1895 | Historistische Klinkerfassade, baugeschichtlich und städtebaulich von Bedeutung. Klinkermischbauweise, bauplastische Formen im Stile des Historismus, Fenster nicht mehr original. | 09237191 |
|                                         | Wohnhaus in geschlossener Bebauung | Zimmerstraße 31 (Karte)                                                 | Um 1895 | Historistische Klinkerfassade, baugeschichtlich und städtebaulich von Bedeutung. Klinkermischbauweise, bauplastische Formen im Stile des Historismus, Fenster nicht mehr original. | 09237192 |
| Weitere Bilder                          | Eisenbahnbrücke über Zschopau und Zschopaustraße | Zschopaustraße (Karte)                                                  | 1905/1906 | Landschaftsbildprägende Stahlfachwerkbrücke mit Vollwandträgersegment, Ingenieurbauwerk von eisenbahngeschichtlicher und technikgeschichtlicher Bedeutung. Vierfeldrige Eisenbahnbrücke mit oben liegender Fahrbahn (ehemals eingleisig) über die Zschopau und die parallel am Ostufer entlangführende Zschopaustraße, weit vorstehende Brückenschwellen zur Aufnahme eines Bediensteges sowie Geländer teilweise erhalten, Gleise abgebaut, Abmessungen: Länge 133,6 m, Höhe 11,1 m, Breite 3 m, Konstruktion: drei Öffnungen über den Fluss bzw. das westliche Flussufer als Stahlfachwerkbrücke (genietete parallelgurtige Fachwerkkastenträger aus Stahl) sowie die Öffnung über die Straße als Vollwandträgerbrücke (ebenfalls genietet, parallelgurtig und aus Stahl) überbrückend, die drei Stahlfachwerk-Einfeldträger sind dabei über den Pfeilern konsolgelenkartig gekoppelt, der östlichste Fachwerkkastenträger dient zugleich als Auflager für den sich anschließenden Vollwandträger, die drei abgerundeten Pfeiler sowie die Widerlager aus Porphyrmauerwerk, eine Gewölbeöffnung an der Südseite des östlichen Widerlagers (also an der südlichen Parallelflügelwand) nachträglich mit Trockenmauerwerk zugesetzt, im oberen Bereich inzwischen wieder abgetragen, dahinter Steinschüttung (Hinterfüllung des Widerlagers) sichtbar, hinter den Widerlagern schließt sich jeweils der Bahndamm an, Zeugnis der für die Papierfabrik in Schönborn-Dreiwerden sehr wichtigen verkehrstechnischen Erschließung des Mittweidaer Zschopautales, zudem seltene Konstruktion aus gekoppelten Einfeldträgern, von eisenbahn-, technik- und industriegeschichtlicher sowie landschaftsbildprägender Bedeutung. | 09305948 |
|                                         | Villa | Zur Torfgrube 4 (Karte)                                                 | 1914 | Putzbau im Reformstil der Zeit um 1910, baugeschichtlich von Bedeutung. Gebäude in offener Bebauung, mit umlaufendem Sockel in Zyklopenmauerwerk, Giebel mit Zierfachwerk bzw. Verbretterung, bauplastischer Schmuck in Formen des Jugendstil, Innenausstattung vollständig erhalten, ursprünglich unter Altenburger Straße 1a erfasst. | 09237310 |

## Ehemalige Kulturdenkmale
| Bild                                    | Bezeichnung                                                               | Lage                          | Datierung | Beschreibung | ID       |
| --------------------------------------- | ------------------------------------------------------------------------- | ----------------------------- | --------- | --- | -------- |
| Direkt Bild zu diesem Denkmal hochladen | Wohnhaus in ehemals halboffener Bebauung                                  | Burgstädter Straße 41 (Karte) | Um 1780   | Barockes Bürgerhaus mit Laden, baugeschichtlich und städtebaulich von Bedeutung. Putzbau mit unregelmäßigen Fensterachsen, Laden im Erdgeschoss spätes 19. Jahrhundert, barockes Portalgewände an Giebelseite, Krüppelwalm mit Dachhecht, Fassade an Trauf- und Giebelseite leicht gestört. Zwischen 2018 und 2020 abgerissen. | 09237539 |
| Direkt Bild zu diesem Denkmal hochladen | Wohnhaus in offener Bebauung                                              | Burgstädter Straße 77 (Karte) | Vor 1800  | Obergeschoss Fachwerk, baugeschichtlich von Bedeutung. An Trauf- und Giebelseiten Fachwerk in den Obergeschossen, im Erdgeschoss massiv, Krüppelwalm, regelmäßige Fensterachsen, klassizistisches Portalgewände, steiles Satteldach mit Dachhecht, in gutem Originalzustand. Zwischen 2011 und 2016 abgerissen. | 09237523 |
| Direkt Bild zu diesem Denkmal hochladen | Wohnhaus und Seitengebäude eines ehemaligen Dreiseithofes                 | Hainichener Straße 2 (Karte)  | Um 1850   | Schlichte Putzbauten mit Krüppelwalmdächern, Zeugnis der ehemals ländlichen Bebauung am Stadtrand, baugeschichtlich von Bedeutung. Wohnhaus Bruchsteinmauerwerk verputzt, regelmäßig gegliederte Fassade, Krüppelwalm, Reste der ursprünglichen Einfriedung noch vorhanden, Sockel in Polygonmauerwerk. Zwischen 2016 und 2018 abgerissen. | 09237562 |
| Direkt Bild zu diesem Denkmal hochladen | Wohnhaus in geschlossener Bebauung                                        | Hainichener Straße 43 (Karte) | 1792      | Obergeschoss Fachwerk, Teil einer Häuserzeile aus dem späten 18. Jahrhundert, baugeschichtlich und städtebaulich von Bedeutung. Obergeschoss Fachwerk verputzt, mit unregelmäßigen Fensterachsen, barockes Portalgewände, Satteldach mit Schiefer altdeutsch gedeckt. 2017 abgerissen. | 09237573 |
|                                         | Wohnhaus in geschlossener Bebauung                                        | Neustadt 24 (Karte)           | Vor 1700  | Authentisch erhaltene, reizvolle Fassade eines barocken Wohnbaus, baugeschichtlich und städtebaulich von Bedeutung. Zweigeschossiger Putzbau mit barockem Portalgewände und Schlussstein, dort bezeichnet mit 1782 und Handwerkszeichen mit Hobel, originales Türblatt, steiles Satteldach, Fensterläden im Erdgeschoss. Zwischen 2017 und 2023 von der Denkmalliste gestrichen. | 09237455 |
| Direkt Bild zu diesem Denkmal hochladen | Kombination aus Kindergarten und Kinderkrippe, mit Einfriedung und Garten | Steinweg 80 (Karte)           | Um 1954   | Betriebseinrichtung des Kombinat Baumwolle, ab 1972 Wäscheunion Mittweida, in den Baulichkeiten unverändert erhalten, typisch für eine eher traditionelle Richtung der DDR-Architektur der 1950er Jahre, baugeschichtlicher und gesellschaftsgeschichtlicher Wert. Zaunspfeiler aus kubisch behauenen Natursteinen, eingespannte hölzerne Zaunsfelder zerstört. Gebäuderückbau und Renaturierung des Grundstücks im Rahmen des Integrierten Stadtentwicklungskonzeptes (InSEK) erfolgt. Zwischen 2016 und 2018 abgerissen. | 09304550 |
|                                         | Ehemaliges Hotel „Stadt Chemnitz“ in halboffener Bebauung                 | Technikumplatz 1a (Karte)     | Um 1905   | Später auch Wohnhaus, lang gestreckter Putzbau mit schlichter historistischer Fassade, bau- und ortsgeschichtlich von Bedeutung. Dreigeschossiger Putzbau mit Seitenrisalit, Fassade im Stil des Historismus/Jugendstil, Mansarddach, im Innern: Treppenhaus, Ballsaal. 2020 abgerissen. | 09237286 |
|                                         | Wohnhaus in geschlossener Bebauung                                        | Weberstraße 7 (Karte)         | Nach 1693 | Barockes Wohnhaus mit Laden, nach 1900 überformt, baugeschichtlich und städtebaulich von Bedeutung. Putzbau, zweigeschossig, vier regelmäßige Fensterachsen, steiles Satteldach mit Dachhecht, keine originale Deckung, Traufe verbrettert, Erdgeschoss mit störendem Ladeneinbau, Obergeschoss profilierte Fenstergewände (Ende 17. Jahrhundert). Zwischen 2018 und 2021 abgerissen. | 09237066 |

## Tabellenlegende
- Bild: Bild des Kulturdenkmals, ggf. zusätzlich mit einem Link zu weiteren Fotos des Kulturdenkmals im Medienarchiv Wikimedia Commons. Wenn man auf das Kamerasymbol klickt, können Fotos zu Kulturdenkmalen aus dieser Liste hochgeladen werden:
- Bezeichnung: Denkmalgeschützte Objekte und ggf. Bauwerksname des Kulturdenkmals
- Lage: Straßenname und Hausnummer oder Flurstücknummer des Kulturdenkmals. Die Grundsortierung der Liste erfolgt nach dieser Adresse. Der Link (Karte) führt zu verschiedenen Kartendiensten mit der Position des Kulturdenkmals. Fehlt dieser Link, wurden die Koordinaten noch nicht eingetragen. Sind diese bekannt, können sie über ein Tool mit einer Kartenansicht einfach nachgetragen werden. In dieser Kartenansicht sind Kulturdenkmale ohne Koordinaten mit einem roten bzw. orangen Marker dargestellt und können durch Verschieben auf die richtige Position in der Karte mit Koordinaten versehen werden. Kulturdenkmale ohne Bild sind an einem blauen bzw. roten Marker erkennbar.
- Datierung: Baubeginn, Fertigstellung, Datum der Erstnennung oder grobe zeitliche Einordnung entsprechend des Eintrags in der sächsischen Denkmaldatenbank
- Beschreibung: Kurzcharakteristik des Kulturdenkmals entsprechend des Eintrags in der sächsischen Denkmaldatenbank, ggf. ergänzt durch die dort nur selten veröffentlichten Erfassungstexte oder zusätzliche Informationen
- ID: Vom Landesamt für Denkmalpflege Sachsen vergebene, das Kulturdenkmal eindeutig identifizierende Objekt-Nummer. Der Link führt zum PDF-Denkmaldokument des Landesamtes für Denkmalpflege Sachsen. Bei ehemaligen Kulturdenkmalen können die Objektnummern unbekannt sein und deshalb fehlen bzw. die Links von aus der Datenbank entfernten Objektnummern ins Leere führen. Ein ggf. vorhandenes Icon  führt zu den Angaben des Kulturdenkmals bei Wikidata.

## Ausführliche Denkmaltexte
1. ↑  Ehemaliges Erziehungsheim (Sachgesamtheit):
  - Haus 1 (Pförtnerhaus): Gebäude in offener Bebauung, Erdgeschoss verputzt, Giebel an Traufseite verbrettert, an rückwärtiger Traufe und Giebelseite Fachwerk, Satteldach, im Einfahrtsbereich störender Anbau
  - Haus 2, 3, 4, 5, 10, 14, 15 (Internatsgebäude), Haus 13 (Schulgebäude): Gebäude in offener Bebauung, im Erdgeschoss verputzt, Sockel in Zyklopenmauerwerk, eingestellte Giebel an beiden Traufseiten, Obergeschoss mit Fachwerk bzw. mit Verbretterung, Dachlandschaft: Satteldach kombiniert mit Krüppelwalm, Dachhechte bzw. Kniestöcke, Fenster nicht mehr original
  - Haus 12 (Schulgebäude): Gebäude in offener Bebauung durch einen eingeschossigen Zwischentrakt mit Nummer 12 verbunden, Putzbau mit Treppenhausturm, Erker und Sitznischenportal, Sockel in Zyklopenmauerwerk, eingestellte Giebel an den beiden Traufseiten, Obergeschoss mit Fachwerk bzw. mit Verbretterung, Dachlandschaft: Satteldach kombiniert mit Krüppelwalm, Dachhechte bzw. Kniestöcke, Fenster nicht mehr original
  - Haus 9 (Dietrichshof,  heutige Anschrift Am Nesselbusch 9): Vierseithof bestehend aus zwei Wohnhäusern, die durch einen großen Eingangstorbogen verbunden sind, im Hof Wohnhaus mit Stallteil und sich anschließenden Stallungen, die den Hof an drei Seiten umschließen, Einfriedung noch vorhanden, beide Wohngebäude: im Erdgeschoss verputzt, Sockel in Zyklopenmauerwerk, Gebäude mit Fachwerk, zum Teil verbrettert, Satteldach kombiniert mit Walm, Dachhechte bzw. Kniestöcke verschiefert, Wohnstallhaus im Hof: Erdgeschoss verputzt, Obergeschoss verbrettert, Walmdach, Steinsockel mit Polygonmauerwerk, Stallungen: an den Seiten verputzt bzw. verbrettert, Sockel in Polygonmauerwerk, Satteldach und Walmdach kombiniert, rückwärtiger Flügel gestört, Hofbaum (Kastanie – Aesculus hippocastanum) im Zentrum des Hofes
  - Park: landschaftliche Anlage vom Beginn des 20. Jahrhunderts mit geschwungenen Wegen (heute asphaltiert) und altem, zum Teil exotischem Baumbestand, Terrassengestaltung der 50er Jahre mit Wasserbecken und ehem. Schmuckpflanzung westlich des Kulturhauses (Haus 8), auenähnlicher Bereich entlang des Baches (tiefster Punkt des Geländes), Eichen-Hain (Quercus robur) südlich von Haus 12 und 13, Reihe aus Rot-Eichen (Quercus rubra) an der südlichen Ostgrenze der Anlage
  - Störfaktoren: Birken-Pappel-Reihe am Parkplatz südlich von Haus 8, Koniferengruppen aus den 1970er Jahren im gesamten Gelände, asphaltierte Wegedecken, Gehölz-Jungaufwuchs nördlich der Häuser 11, 12, 13, Neugestaltung des Parkbereichs westlich des Neubaus
2. ↑  Gebäudekomplex Chemnitzer Straße 1:
  1. Gasthofgebäude: Vermutlich nach dem verheerenden Brand von 1805 in der Webervorstadt vor dem ehemaligen Webertor neu erbaut, wobei nicht auszuschließen ist, dass aufgehendes Mauerwerk eines nachweislich vorhanden gewesenen Vorgängerbaus (siehe Sächsische Meilenblätter Blatt 155 von 1790 sowie „Grundriß der Stadt Mittweida“ 1790/1792) einbezogen wurde. 1835 soll die später als „Restaurant Bienenstock“ bezeichnete Gaststätte mit Destillation gegründet worden sein. Zu diesem Zeitpunkt waren bereits das heute giebelständig zur Chemnitzer Straße stehende Gebäude sowie der traufständig anschließende Gebäudeflügel vorhanden (Ansicht von Mittweida, Lithographie, 1837, Pietzsch 1837, Kunstblatt, Inv.-Nummer SLUB/KS B5617). Der damals noch zweigeschossige Bau wurde von einem hohen und offensichtlich relativ steilen Walmdach mit zweireihig angeordneten Fledermausgauben abgeschlossen, wie es noch am giebelständigen Gebäudeteil zu sehen ist, während der traufständige Bau vermutlich Ende des 19. Jahrhunderts aufgestockt wurde. Dabei dürfte auch das Dach des giebelständigen Hausteils angehoben worden sein. Die Bausubstanz wird noch heute wesentlich durch beide Bauphasen geprägt. Der Name „Bienenstock“ leitet sich vom gleichnamigen Wohltätigkeitsverein ab, welcher 1870 gegründet wurde und seinen Sitz im Gasthof hatte. Aus dem Gebäudebestand und der Lage an der wichtigen Verkehrsverbindungsstraße nach Chemnitz lässt sich ableiten, dass es sich bei dem 1835 gegründeten Gasthof wohl zunächst um eine Ausspanne mit zugehörigem Pferdestall und Lagerräumen gehandelt hat. Welche Funktion der nachweislich vorhandene Vorgängerbau hatte, ist zurzeit nicht bekannt. In der wesentlichen stadtgeschichtlichen Literatur und den frühesten Stadtplänen bzw. Zeichnungen sind keine Hinweise enthalten.
  2. Hinterhaus (nördlich im Haus integriert): Der vorgefundene Baubestand lässt die Vermutung zu, dass dieses mit dem Haupthaus verschmolzene, eventuell ursprünglich frei stehende Hinterhaus beim Stadtbrand 1805 kaum oder nicht zerstört wurde. Eine Bauzeit im 18. Jahrhundert ist wahrscheinlich. Die Funktion des Hauses ist auf Grund fehlender Archivstudien gegenwärtig nicht bekannt. In der stadtgeschichtlichen Literatur fehlen eindeutige Hinweise zu Entstehungszeit und Funktion dieses Gebäudes. Es handelt sich hierbei um einen schmalen zweigeschossigen Bruchsteinbau mit zwei stark gebusten Kreuzgewölben, welche auf einem spitzbogigen Gurtbogen lagern. Die Nordwand ist mit schmalen liegenden Rechteckfenstern mit Natursteineinfassung versehen worden, unter jedem Kreuzgewölbe jeweils zwei übereinander angeordnete Rechteckfenster mit Vergitterungen. Teilweise blieben in Wandaussparungen eingelassene Deckenträger erhalten, die eindeutig belegen, dass es sich um ein zweigeschossiges Gebäude handelt. Ein weiterer Beleg hierfür sind auch die an der Südseite des Hauses befindlichen Türöffnungen in beiden Etagen. Die rundbogigen Natursteingewände belegen neben den Kreuzgratgewölben die vermutete Bauzeit im 18. Jahrhundert. Eine weitere offensichtlich zugesetzte Tür- oder Fensteröffnung ab der westlichen Giebelseite dieses Bauwerks würde gegen eine Zweigeschossigkeit sprechen. An den Wänden und den Gewölben finden sich unter dem Putzkalk Rußspuren, die im Zusammenhang mit dem Großfeuer 1805 oder durch die Nutzung des Raumes entstanden sein könnten. Wahrscheinlicher ist ein Zusammenhang zum Großfeuer. Nach gegenwärtigem Baubefund und nach Aktenlage ist zu vermuten, dass das Hinterhaus als Destillation erbaut wurde. Die ursprüngliche Funktion ist jedoch urkundlich nach gegenwärtigem Wissensstand nicht belegt. Das Gebäude ist in seiner Bauweise singulär und gehört wohl zu den ältesten Bauten der einstigen Webervorstadt.
  3. Hinterhaus: Eingeschossiger Bruchsteinbau, unmittelbar an Haus 2 angebaut. Türportal aus Hilbersdorfer Porphyrtuff. Im Inneren zwei Räume, davon ein kleiner Vorraum und anschließend ein fast quadratischer größerer Raum, beide mit gebusten Kreuzgewölben auf Gurtbögen. Vermutlich Lagerraum z. B. für Bierfässer. Im Vorraum scheint eine Kamin- bzw. Ofenöffnung gewesen zu sein (eventuell zum Räuchern von Wurst?). Nach der Bauweise des Hauses zu urteilen, dürfte dieses Gebäude nach dem Stadtbrand von 1805 gebaut worden sein, vermutlich im Zusammenhang mit der Einrichtung des Gasthofes 1835.
  4. Pferdestall und Scheune: Eingeschossiger langgestreckter Bruchsteinbau mit Holztoren, durch einen nicht denkmalwürdigen Zwischenbau mit den Hinterhäusern verbunden. Abgeschlossen durch ein Satteldach, teilweise eingestürzt. Im Inneren Steintröge und Halterungen für die Pferde erhalten. Im Zusammenhang mit der Einrichtung des Gasthauses, aber vermutlich nicht vor 1843, neu erbaut. Später erfolgte eine Umnutzung zur Tankstelle, wobei das Gebäude ein großes Vordach erhielt, welches heute abgebaut ist.

Mit Ausnahme von Hinterhaus 2 dürfte der gesamte Gebäudekomplex nach dem Stadtbrand, möglicherweise um 1835 neu errichtet worden sein. Ein Einbeziehen älterer Bausubstanz eines Vorgängerbaus wäre möglich, lässt sich aber am Gebäudebestand selbst nicht nachweisen. Als traditionelle langjährige Ausspanne und spätere Destillation, Weinhandlung und als Restaurant und Vereinslokal erlangte der „Bienenstock“ mit den zugehörigen Nebengebäuden eine große ortsgeschichtliche Bedeutung. Hinzu kommt die verkehrshistorische und damit wirtschaftsgeschichtliche Bedeutung als Zeugnis des Ausbaus von Straßen im beginnenden 19. Jahrhundert und die bessere Verkehrsanbindung der Stadt Mittweida an die prosperierende Industriestadt Chemnitz. Es ist zu vermuten, dass der Gasthof im Zusammenhang mit der Straßenanbindung der von Chemnitz kommenden Landstraße entstanden ist. Während auf Karten des ausgehenden 18. Jahrhunderts die Straße nicht am Webertor einmündete, ist diese Straßenverbindung 1843 im Topographischen Atlas des Königreichs Sachsen deutlich erkennbar. Weiterhin ergibt sich der Denkmalwert aus der baugeschichtlichen Bedeutung des Baukomplexes als besonders typische und authentisch erhaltene Bauten des beginnenden 19. Jahrhunderts. Eine besondere baugeschichtliche Bedeutung erlangt auch das singuläre ins Haupthaus integrierte Hinterhaus (Haus 2) durch seinen authentischen und nur sehr seltenen Baubestand vermutlich aus dem 18. Jahrhundert.
3. ↑  Neuer Friedhof (Sachgesamtheit):
  - Friedhofsteile: Vorplatz nördlich der Friedhofskapelle, regelmäßig gestalteter Bereich nördlich des Vorplatzes, Bereich mit landschaftlich geschwungenen Wegen südöstlich der Friedhofskapelle (mit Baumschule), parkartig gestalteter Bereich mit großer Wiese und Teich im südöstlichsten Drittel des Friedhofsgeländes
  - Bauliche Schutzgüter:
    - Gebäude: Friedhofskapelle und Gärtnereigebäude (siehe 09237582)
    - Einfriedung: verputzte Ziegelmauer mit Porphyr-Abdeckung zur Chemnitzer Straße

  - Erschließung:
    - Zugänge: zwei Zugänge von der Chemnitzer Straße mit je einem zweiflügeligen Zufahrtstor und einem einflügeligen Zugangstor (Metallkonstruktion) sowie zwei großen und einem kleineren Torpfeiler aus verputztem Ziegelmauerwerk und Porphyr-Abdeckung, nördliches Tor verschlossen, südliches Tor als Hauptzugang
    - Wegesystem: alle Wege mit wassergebundener Decke, platzartige Gestaltung nördlich der Friedhofskapelle mit rotem Granitpflaster in Gebäudenähe (Vorplatz), nördlich daran anschließend regelmäßig gestalteter Bereich mit geradlinig verlaufenden Wegen, der Nordwest-Südost-Ausrichtung des Flurstücks folgend drei in leichten Schwüngen verlaufende Hauptwege, im Südosten nur noch als Rasenwege, mittlerer Hauptweg mit platzartiger Erweiterung etwa im Zentrum des Friedhofs und rundem Platz am südöstlichen Ende des Weges

  - Wasserelemente: Teich im Südbereich des Friedhofsgeländes
  - Denkmal: Kriegerdenkmal für die Gefallenen des Ersten Weltkriegs an der Friedhofsmauer zwischen den beiden Friedhofstoren platziert und zum Vorplatz orientiert
  - Vegetation:
    - Alleen und Baumreihen: je eine Baumreihe aus Winter-Linden (Tilia cordata) den Vorplatz nordwestlich und nordöstlich begrenzend, Allee aus Winter-Linden (Tilia cordata) entlang des mittleren Hauptweges, zwei Baumreihe aus Winter-Linden (Tilia cordata) an den Längsseiten der platzartigen Erweiterung am mittleren Hauptweg, Allee aus Berg-Ahorn (Acer pseudoplatanus) entlang des nordöstlichen Hauptweges mit einzelnen Winter-Linden (Tilia cordata), wahrscheinlich spätere Lückenbepflanzung, Allee aus Berg-Ahorn (Acer pseudoplatanus) entlang des südwestlichen Hauptweges mit einzelnen Spitz-Ahorn (Acer platanoides)
    - Baumrondell: rondellartige Pflanzung aus Winter-Linden (Tilia cordata) fasst den runden Platz am südöstlichen Ende des mittleren Hauptweges
    - Baumgruppen: Gruppe aus drei Stiel-Eichen in der Nordecke des Friedhofs (Chemnitzer Straße), Kulissenpflanzung zur Rahmung der großen Wiese und entlang des Teichs
    - Hecken und Sträucher: in fast allen Quertieren geschnittene Hainbuchen-Hecken (Carpinus betulus), geschnittene Hainbuchen-Hecke (Carpinus betulus) sowie parallel dazu geschnittene Eiben-Hecke (Taxus baccata) als Rahmung des Kriegerdenkmals zum Vorplatz hin, Rhododendrengruppen entlang der Friedhofskapelle

  - Sonstige Schutzgüter:
    - Bodenrelief: Gelände nach Südosten abfallend, tiefster Punkt des Friedhofsgeländes ist der Teich
    - Blickbeziehung: Blick vom runden Platz am südöstlichen Ende des mittleren Hauptweges über die Wiese, Blick von verschiedenen Punkten über den Teich (zum Teil durch Wildaufwuchs gestört), Blick vom südwestlichen Hauptweg in die Landschaft

  - Störfaktoren: Zaun zwischen dem für die Belegung genutzten Bereich und dem parkartig gestalteten Bereich im Südosten des Friedhofsgeländes sowie mangelhafte Pflege der Wege im parkartigen Bereich, dadurch ist die Wahrnehmung als Gesamtheit und die Nutzung des Parks durch die Bevölkerung stark eingeschränkt, Nutzung der Flächen südlich des Teiches und der großen Wiese durch den Friedhof zur Kompostierung und dadurch Veränderungen im Bodenrelief!
  - Denkmalwert: Parkfriedhof mit bedeutender Gestaltungsqualität und gutem Erhaltungszustand, von gartenkünstlerischem Wert
4. ↑  Wohnhaus Kirchberg 8:

Das abseits des Kirchberges in zweiter Reihe stehende Haus hat unter einem Satteldach und einem Fachwerkoberstock ein auf der Hofseite in Ziegel, sonst in Bruchstein gesetztes Erdgeschoss, nur der Bereich zum Kirchberg zeigt durch einen eingeschossigen Anbau überdeckt noch Reste eines Fachwerkes. Die wohl bauzeitliche hölzerne Konstruktion des Erdgeschosses ist auch an Blattsassen am Holz in Deckenbalkenlage am zugewandten Giebel zu erkennen. Nach Bauakten wurde diese Konstruktion, nach der Stärke ein Fachwerk, zum Hof erst 1900, wohl mit dem Einbau der noch heute vorhandenen Treppe in den Oberstock, ersetzt. Die Bruchsteinwände unter dem zugewandten Giebel und der abgewandten Traufe wurden bereits in der ersten Hälfte des 19. Jahrhunderts als Ersatz von wohl Fachwerkwänden errichtet. Zu dieser Bauphase gehören wohl auch die schönen Vierfeldertüren im Oberstock.

Während sich der dreizonige Grundriss im Oberstock weitgehend über die Umbauphasen erhalten hat, zeigt das wohl auch bauzeitlich nur zweizonige Erdgeschoss vor allem das Veränderungsbild des letzten Umbaus 1900. Als älteres, sicher bauzeitliches Element ist der freiliegende, profilierte Unterzug im abgewandten Drittelpunkt der bauzeitlich giebelbreiten Stube zu werten. Die Profilierung mit einer gekehlten Fase und jeweils anschließend einem Stab läuft in Schiffchen aus. Der Rest der Decke ist verputzt, ein zweiter Unterzug im zugewandten Drittelpunkt umkleidet.

Das Fachwerk des Oberstocks ist von außen nur an der zugewandten Seite unter teilweise entferntem Putz zu erkennen. Es zeigt in der Ausbildung der Balkenköpfe die dreizonige Gliederung des Oberstocks, die Zahl der sichtbaren Balkenköpfe ist in der Deckenbalkenlage über dem Erdgeschoss größer las in der Dachbalkenlage. Die Füllhölzer zwischen den gefasten Balkenköpfen sind mit einem gezogenen Segmentrundprofil geziert, die Schwelle darüber mit Anläufen gefast. Bemerkenswert sind die großen Fensteröffnungen des Oberstockfachwerkes. Zwischen Brustriegel und dem direkt unter dem Rähm eingesetzten Kopfriegel erreichen sie eine Höhe von 1250 bis 1450 mm auf 0,91 mm Breite.

Das Dachwerk mit geblatteten Kehlbalken und einem in die zugewandten Sparren geblatteten Windrispenkreuz hat einen mittigen einfach stehenden Stuhl mit Kopfbändern. Der gesamte Bereich unterhalb der Kehlbalken ist mit Kammern ausgebaut, weitere Gefügemerkmale sind so vorerst nicht zu erkennen. Als Besonderheiten fallen Abbundzeichen mit Seitenzuweisung an allen Sparren unterhalb des stumpf gestoßenen Firstpunktes auf und die in jedem der beiden vorletzten Gespärre vor den Giebeln geblatteten Hahnebälkchen knapp unterhalb des Firstes. Sie können auf jeweils einen kleinen Krüppelwalm zur Bauzeit des Hauses hindeuten, hier sind eingehende Untersuchungen an den heutigen Giebelsparren notwendig.

In der abgewandten Bundwand im Flur des Oberstocks entdeckte K. H. Karsch, Untere Denkmalschutzbehörde, in der Nähe des Riegels eine mit dem Finger in den frischen Lehm eingezogene Jahreszahl 1661. Diese Zahl kann nur bei der Ausfachung mit Lehm eingeschrieben worden sein. Der augenscheinliche Eindruck lässt keinen Zweifel am bauzeitliche Eintrag aufkommen. Eine Datierung des Hauses im Blick auf die beschriebenen Befunde in das Jahr 1661 als Baujahr ist möglich. Gefügeeigenarten und Zierelemente stehen nicht im Widerspruch zu einer solchen Datierung. Die Größe der Fenster ist im städtischen Kontext verständlich. Zur Sicherung der inschriftlichen Datierung ist ein dendrochronologisches Gutachten möglich. Die Probeentnahme ist aber erst sinnvoll nach einer Zugänglichkeit des Gefüges im Bereich des Dachbodens unterhalb der Kehlbalken. Dabei können weitergehende Bauuntersuchungen erfolgen. Im Stubenbereich des Erdgeschosses sollte im Bereich der verputzten Decke behutsam auf eine möglicherweise erhaltene Stubendecke hin untersucht werden.

Mit diesen Befunden erreicht das Bauwerk den Wert eines Kulturdenkmales durch gefügekundliche Informationen, Baugeschichte, hauskundliche Aussagen, handwerkliche Ausführung, siedlungsgeschichtliche Aspekte sowie den hohen Anteil erhaltener Bausubstanz und nicht zuletzt durch eine wahrscheinliche Datierung in das Jahr 1661.
5. ↑  Sachgesamtheit Pfarrkirche Unser Lieben Frauen: 
  - Kirchhof:
    - Bauliche Schutzgüter:
      - Einfriedung: nördliche und südwestliche Einfriedungsmauer (Stützmauer) aus Porphyrmauerwerk, am Nordwest-Zugangsweg zwei verputzte Torpfeiler mit Abdeckplatten aus Sandstein
      - Erschließung: Nordwest-Zugangsweg mit Natursteinpflaster und mit seitlichen Stützmauern aus Porphyrmauerwerk, an seinem Südost-Ende breite Treppe, von Nordost-Zufahrt mit Natursteinpflaster, im Norden der Kirche Weg mit Natursteinpflaster, im Südosten und Südwesten der Kirche je ein Tor zum Alten Friedhof
      - Bodenrelief: Plateaufläche am von Nordwest nach Südost ansteigendem Gelände, im Norden und Südwesten durch Stützmauern (Einfriedungsmauern) abgefangen
      - Gebäude: Toilettenhäuschen
      - Ausstattung: Steinbank
      - Denkmal: Obelisk

    - Vegetation, Gehölze: rechts und links des Nordwest-Zugangsweges Rahmenbäume (zwei Eschen), an der Nordost-Zufahrt Rahmenbäume (zwei Linden), im Nord- und Nordost-Bereich des Kirchhofs zwei Baumgruppen (Linden) und Solitärbäume (Linde, Spitzahorn), im West-Bereich des Kirchhofs Solitärbäume (Linden, Esche, Eiche)
    - Sonstige Schutzgüter: Blickbeziehung von der Mühlstraße und dem Nordwest-Zugangsweg durch die beiden Eschen gerahmter Blickbezug zum Dachreiter der Kirche
    - Denkmalwert: mittelalterlich geprägte Anlage des Kirchberges mit seinen zum Teil erhaltenen Einfriedungsmauern und Speichern, im landschaftlichen Stil des 19. Jahrhunderts überformter Kirchhof mit bildprägendem Baumbestand, von gartenkünstlerischer Bedeutung

  - Alter Friedhof:
    - Bauliche Schutzgüter:
      - Gebäude: Friedhofskapelle aus der Zeit um 1885
      - Einfriedung: Einfriedungsmauer aus Porphyrmauerwerk mit Rollschicht aus rotem Klinker und Sandsteinabdeckung zur Hainichener Straße (Ende 19. Jahrhundert), Einfriedungsmauer aus Porphyrmauerwerk mit Sandsteinabdeckung an Nordost- und Südwestgrenze sowie zu Kirchhof
      - Erschließung:
        - Zugänge: Hauptzugang mit zweiflügeligem schmiedeeisernen Tor von der Hainichener Straße, Pforte mit zweiflügeligem schmiedeeisernen Tor an der Nordostseite
        - Wegesystem: alle Wege mit wassergebundener Decke
        - Hauptwege: vier parallele Wege in Längsrichtung (von Südosten nach Nordwesten), zweiter Längsweg (von Südwesten ausgehend) von Hauptzugang Hainichener Straße ausgehend
        - Nebenwege: vier Wege in Querrichtung (von Südwesten nach Nordosten)

    - Erbbegräbnisse: entlang der Friedhofsmauer, zum Teil mit Ziergittern
    - Ausstattung: Wurzelbank an der Friedhofskapelle, Reste einer Handschwengelpumpe an der Kreuzung zwischen dritten Längsweg (von Südwesten ausgehend) und vierten Querweg (von Südosten ausgehend)
    - Vegetation:
      - Alleen und Baumreihen:
        - lückenhafte Allee aus Winter-Linden (Tilia cordata) entlang des zweiten Querwegs (von Südosten ausgehend)
        - Baumreihe aus Winter-Linden (Tilia cordata) entlang des ersten Längswegs (von Südwesten ausgehend) zwischen ersten und dritten Querweg (von Südosten ausgehend)
        - lückenhafte Baumreihe aus Winter-Linden (Tilia cordata) entlang des dritten Längswegs (von Südwesten ausgehend) zwischen zweiten und dritten Querweg (von Südosten ausgehend)
        - Baumreihe aus Winter-Linden (Tilia cordata) entlang des ersten Querwegs (von Südosten ausgehend) zwischen zweiten und vierten Längsweg (von Südwesten ausgehend)
        - lückenhafte Baumreihe aus Winter-Linden (Tilia cordata) entlang des vierten Querwegs (von Südosten ausgehend) zwischen ersten und zweiten Längsweg (von Südwesten ausgehend)

      - Hecken und Sträucher: Rhododendren im gesamten Friedhofsgelände

    - Sonstige Schutzgüter:
      - Blickbeziehung: derzeit durch großgewachsene Grabbepflanzung gestörter Blick vom dritten Längsweg (von Südwesten ausgehend) auf die Kirche

    - Denkmalwert: Friedhofsanlage des 16. Jahrhunderts mit Grabmälern des 19. Jahrhunderts und Anfang des 20. Jahrhunderts, von ortshistorischer Bedeutung
6. ↑  Einzeldenkmale der Sachgesamtheit Pfarrkirche Unser Lieben Frauen: 
  - Pfarrkirche: zweischiffige, spätgotische Hallenkirche, Kirchengebäude mit asymmetrischem Chor, quadratischer Westturm mit Welscher Haube und Laterne, barocker Dachreiter auf dem Dach des Kirchenschiffes, Nordwand des basilikalen Vorgängerbaus noch erhalten, Renovierung 1886/87, breite, straßenbildprägende ca. 3 m hohe Stützmauer grenzt Kirchhof zum Kirchberg ab, darin befinden sich mittelalterliche Speicher, heute noch Kammern mit Türöffnungen vorhanden
  - Grabmale an der Kirchwand:
    - 1) Marmorgrabplatte Johanne Sophie Dietze, geb. 1755, gest. 1825
    - 2) Grabplatte mit Rahmen, Caroline Emilie Zeitschel, geb. 1797, gest. 1864
    - 3) Grabplatte mit Rahmen, Adolph Ferdinand Zeitschel, geb. 1797, gest. 1866
    - 4) Marmorgrabplatte Christian Gottlob Dietze, Bürgermeister von Mittweida, geb. 1740, gest. 1800
    - 5) zwei stark angewitterte Porphyrtuffgrabplatten
    - 6) barockes, stark angewittertes Porphyrgrabmal
    - 7) Eisenkreuz, M.A.C. Kretzschmar, 19. Jahrhundert
    - 8) Grabplatte, Christlieb Jaehnig, geb. 1767, gest. 1840
    - 9) Grabmal aus Porphyrtuff, Fam. Johann Gottlieb Reinicke, geb. 1737, gest. 1811 und Christiana Sophie, geb. 1747, gest. 1802
    - 10) zwei barocke Grabmale aus Sandstein, 18. Jahrhundert
    - 11) Metallgrabplatte, Johann Gottfried Lorenz, Bürgermeister, gest. 1782
    - 12) Marmorgrabmal, Moritz (1831–1896) und Emilie (1850–1928) Bemmann
    - 13) Grabplatte, Hennr. Caroline Tilke (1800–1864) und Heinr. Aug. Tilke (1798–1870)
    - 14) barockes Grabmal aus Sandstein, Ende 17. Jahrhundert
    - 15) zwei stark angewitterte Grabmale aus Sandstein und Porphyrtuff, 17. und 18. Jahrhundert
    - 16) Grabplatte, Gabriel Gottlieb Lehmann (1752–1828)

  - Grabmale auf dem Kirchhof:
    - 17) Kirchenmusikdirektor Seyrich geb. 1830, gest. 1887, Obelisk mit Portraitbüste
    - 18) stark angewittertes Sandsteingrabmal, 1. Hälfte 19. Jahrhundert
    - 19) stark angewittertes Sandsteingrabmal mit Urnenaufsatz, 1. Hälfte 19. Jahrhundert
    - 20) klassizist. stark angewittertes Sandsteingrabmal mit Kreuz, 1. Hälfte 19. Jahrhundert
    - 21) barockes stark angewittertes Sandsteingrabmal mit zwei weiblichen Figuren ohne Köpfe und Putto, 18. Jahrhundert
    - 22) stark angewitterter Sqarkophag aus Porphyrtuff, 19. Jahrhundert

  - Grabmale auf dem Alten Friedhof:
    - 23) Grabanlage der Fam. Krah mit Sarkophag und Einfriedung, Baumeister Johann Carl Krah (1829–1903)
    - 24) Wandgrabanlage der Fam. Wächtler, Kaufmann Carl Ernst Wächtler (1840–1917), Amalie Emilie Wächtler (1841–1914)
    - 25) Grabmal mit segnendem Engel aus Granitkubus, vermutlich Galvanoplastik, 19. Jahrhundert
    - 26) Wandgrabmal der Fam. Carl August Roscher (1832–1922), Sandstein, um 1900
    - 27) Grabmal mit segnendem Engel und Kreuz, vermutlich Galvanoplastik, Feher Nandor (1843–1905)
    - 28) Wandgrabanlage Baumeister Ernst Curt Eichler (1872–1914) mit Einfriedung und Pflanzschalen
    - 29) Wandgrabmal Dr. med. Carl Moebus (1865–1912)
    - 30) Wandgrabmal aus Schwarzem Granit mit segnendem Christus in Nische, Baumeister Robert Schumann (1857–1907)
    - 31) Wandgrabanlage der Fam. Decker mit Einfriedung, Sandstein, Ende 19. Jahrhundert